# Monts d'Arrée
Les monts d'Arrée (en breton : Menez Are) sont un massif montagneux ancien de la Bretagne occidentale (situé en Argoat) faisant partie du Massif armoricain. Composés de roches sédimentaires et métamorphiques datant du Paléozoïque, ils marquaient la limite des évêchés de Cornouaille et de Léon. Leur paysage est très proche de ceux de l'Irlande et du pays de Galles, avec ses rocs qui émergent de la végétation constituée principalement de landes, qui est typique de l'Argoat.
Les monts d'Arrée sont situés dans le département du Finistère, principalement sur les communes de Berrien, Botmeur, Brennilis, Brasparts, Commana, Huelgoat, La Feuillée, Le Cloître-Saint-Thégonnec, Loqueffret, Plounéour-Ménez, Saint-Rivoal, Scrignac et Sizun. C'est le cœur même de la « Bretagne bretonnante » ou Basse-Bretagne (Breizh-Izel en breton) avec ses traditions, ses légendes, son écosystème préservé. Les monts d'Arrée font partie du parc naturel régional d'Armorique créé en 1969. L'écosystème des monts d'Arrée est composé de deux milieux, un milieu de landes sèches avec de la bruyère et des forêts de conifères plantés (épicéas) et un milieu de bocages avec des arbres feuillus et des rivières. Ces deux milieux s'étendent du versant sud avec l'Aulne, sur Pleyben, Châteaulin, Carhaix, ainsi qu'au versant nord avec Saint-Thégonnec, Guiclan, Guimiliau. Avec ses landes montagneuses et ses bocages, le territoire des monts d'Arrée forme un milieu riche de sa biodiversité.

## Toponymie
Le nom d'Arrée est attesté sous les formes Aray au XVe siècle, Are en 1636,, Arès en 1778 - 1799,, Arhes en 1836 - 1850,, Arez en 1912, Arrhées, Arrhée, même si la graphie Arrée est depuis plus d'un siècle la plus utilisée et désormais consacrée par l'usage.
Arrée a la même origine que [arr / arri] en basque, et signifie « pierres, rochers ».

## Géographie

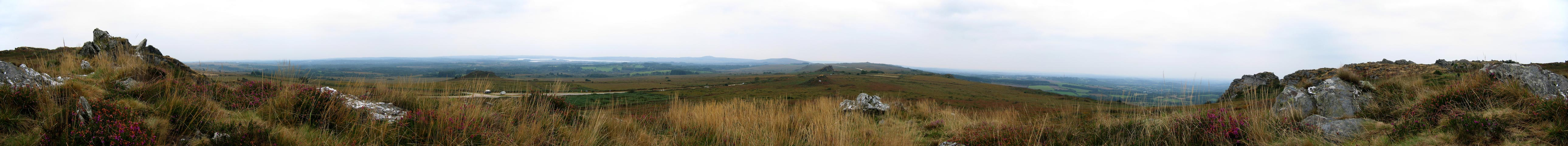
Vue panoramique depuis le Roc'h Trévezel : dans un paysage austère, les arbres disparaissent, des chicots de schistes et de quartzites aux formes étranges dominent la lande.

« J'aimerais vous montrer les monts chauves de l'Arrée, les sentiers blancs qui conduisent à des manoirs poignardés, les chemins qui s'enroulent autour des hameaux bleus. C'est un pays de brumes et de vents en bataille, avec des toponymes aussi fluides que des ondées, aussi sonores que des gongs »

— Xavier Grall, Les vents m'ont dit
Entité aux contours mal définis, les monts d'Arrée s'étendent sur environ 192 000 hectares ; ils résultent, comme l'ensemble du Massif armoricain, du plissement hercynien et s'alignent selon un axe ouest-sud-ouest est-nord-est de l'Aulne jusqu'à la limite orientale du Finistère, voire pour certains jusqu'au Menez Bré dans les Côtes-d'Armor.

### Topographie

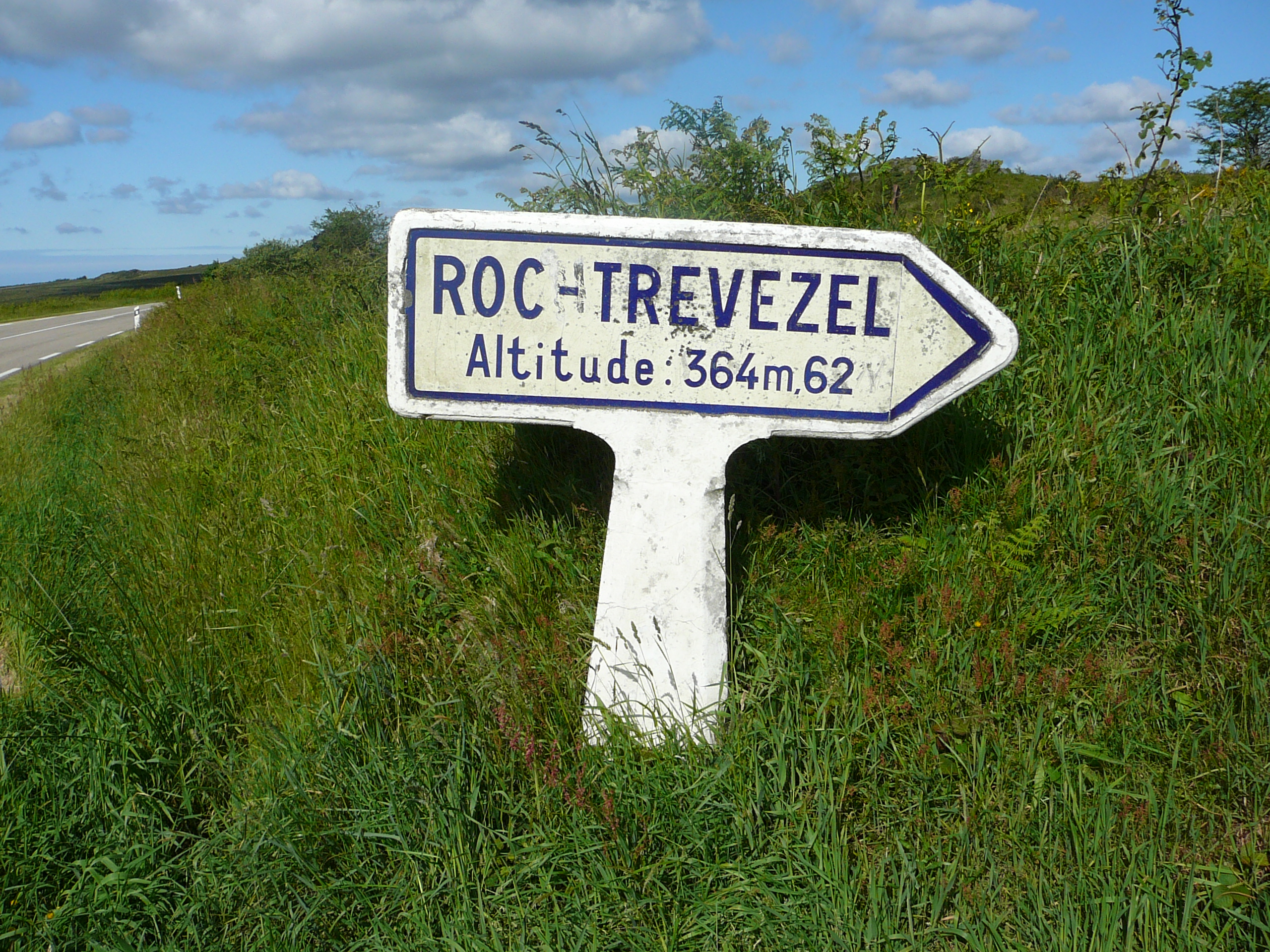
Panneau indicateur Michelin indiquant, à vingt mètres près pour l'époque, la hauteur du Roc'h Trevezel.

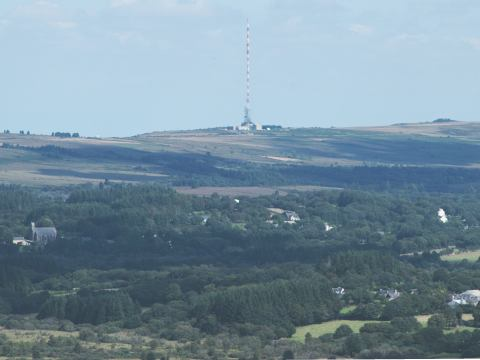
L'émetteur de télévision de Roc'h Trédudon et à sa droite le Roc'h Ruz.

Les sommets des monts d'Arrée présentent, malgré leur faible altitude, un véritable décor de montagne. L'escarpement rocheux de quartzites très durs, d'âge dévonien, affleurant en bancs très redressés (le pendage est d'environ 60 degrés) du Roc'h Trevezel, haut de seulement 385 mètres d'altitude, et ses voisins le Roc'h ar Feunteun (371 mètres), le Roc'h Ruz (considéré désormais comme le point culminant de la Bretagne depuis les derniers relevés effectués par GPS) et Roc'h Trédudon (385 mètres) font saillie sur la crête, formant un saisissant relief, dominant d'une centaine de mètres le plateau granitique tabulaire du Léon, exposé à la vigoureuse influence des vents nord-ouest de noroît, très verdoyant en raison du bocage et des prairies qui le recouvrent en raison de son altitude plus modeste, même s'il est en fait peu boisé du côté de Commana et de Plounéour-Ménez.
C'est une barrière puissante, mais aussi une ligne de partage des eaux extrêmement nette entre les cours d'eau coulant vers la Manche et ceux allant vers l'océan Atlantique. C'est aussi une limite humaine très nette, séparant le Léon de la Cornouaille. La lande atlantique occupe les croupes les plus hautes, tandis que les prés et les champs entourés de talus sans arbres, souvent des murets recouverts d'herbes, s'avancent jusqu'au contact des crêtes, par les vallées évasées.

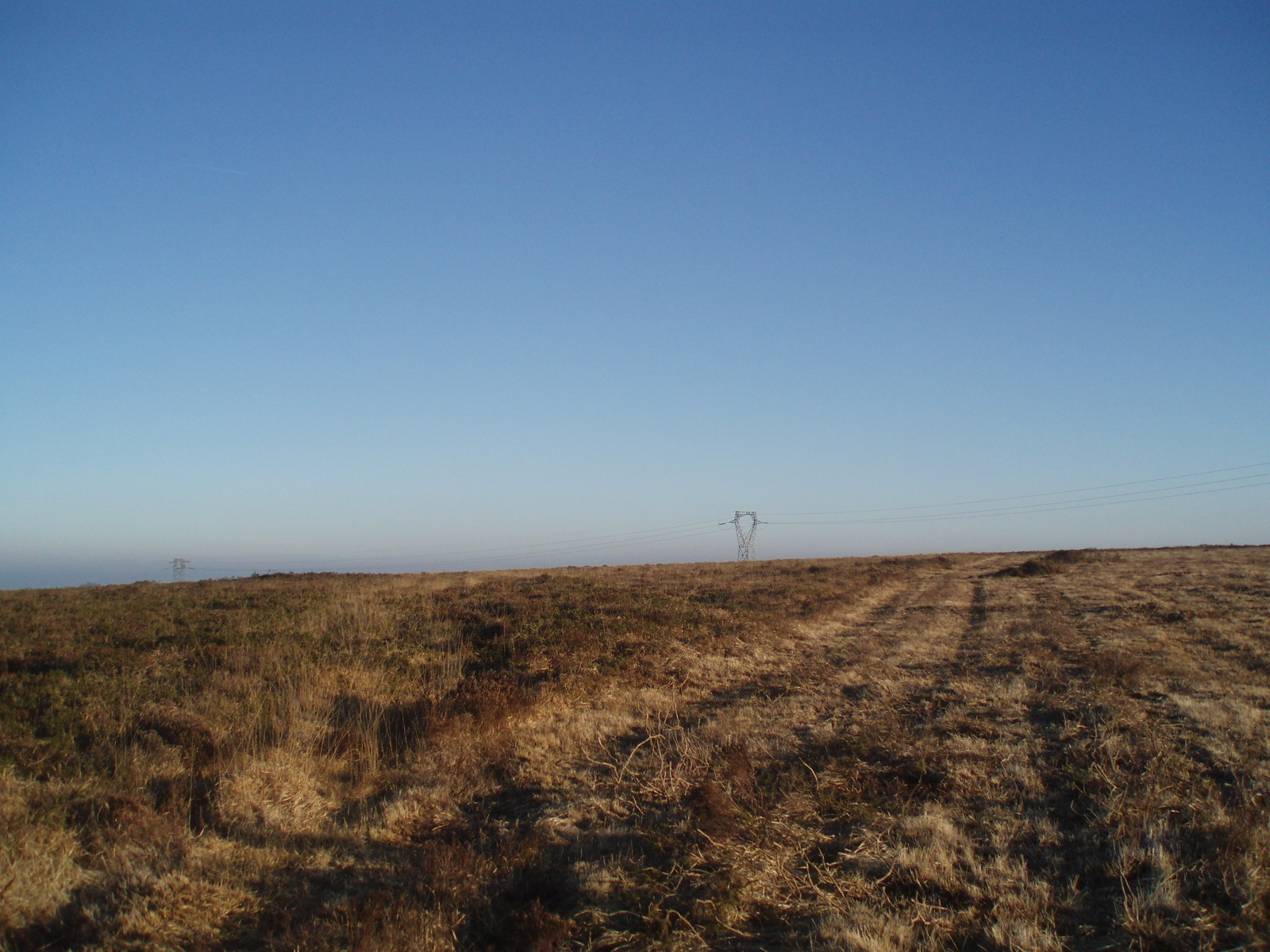
La rudesse des sommets, couverts d'une végétation rase et sèche.

La partie du plateau du Léon proche de l'alignement des Roc'h est une région déjà rude par l'altitude et la proximité de la montagne. La toponymie reflète les rigueurs du lieu : l'un des hameaux porte le nom d'« Enfer » (commune de Le Cloître-Saint-Thégonnec), un autre s'appelle Pen ar Prajou (« fin des prés ») (commune de Plounéour-Ménez), montrant que par ces têtes de vallées évasées (Penzé, Queffeulth, …), entre les premières crêtes vêtues de landes de l'Arrée, finissent les espaces agricoles du Haut-Léon (Plouigneau, Saint-Thégonnec, Landivisiau), réputés dans un passé lointain pour leurs élevages de chevaux.
Vers le sud-sud-ouest, en forme de croissant élevé, une ligne de hauteurs massives, aux sommets arrondis : le signal de Toussaines (Menez Kador ou Tuchenn Kador), longtemps considéré comme le point culminant de la Bretagne (alors évalué à 384 m) ; plus au sud, isolé, en forme de ballon, le mont Saint-Michel de Brasparts, d'altitude à peu près égale à celle de Toussaines, mais beaucoup plus puissant en apparence, par son isolement. Ces sommets arrondis sont constitués de grès siluriens très résistants, appelés grès armoricains. L'usure uniforme des grès a donné à ces massifs centraux de l'Arrée des formes arrondies, en coupoles, assez semblables aux dômes des noyaux granitiques. Nettement plus à l'ouest, à l'entrée de la presqu'île de Crozon, le sommet arrondi du Ménez Hom forme le prolongement occidental de l'Arrée, mais fait partie géologiquement des montagnes Noires.
La maigre lande laisse voir, par endroits, de larges plaques grisâtres de sol gréseux sur le large faîte, où est bâtie la chapelle de Saint-Michel, témoignage de la vénération que les populations armoricaines ont toujours attachée aux hauts-lieux. De là, le panorama est immense : vers le nord, la ligne des Roc'h se prolonge très loin de part et d’autre du Roc Trévézel, vers l'est et vers l'ouest. L'Arrée est de ce côté parfaitement limitée, par le développement rectiligne de ces rochers sur des kilomètres de longueur. Vers le sud, nulle arête semblable : les hautes surfaces désolées de l'Arrée, entaillées par quelques têtes de vallées cultivées, dominent directement, sans interposition d'une ligne de reliefs plus élevés, une dépression bocagère qui est le bassin de Châteaulin.

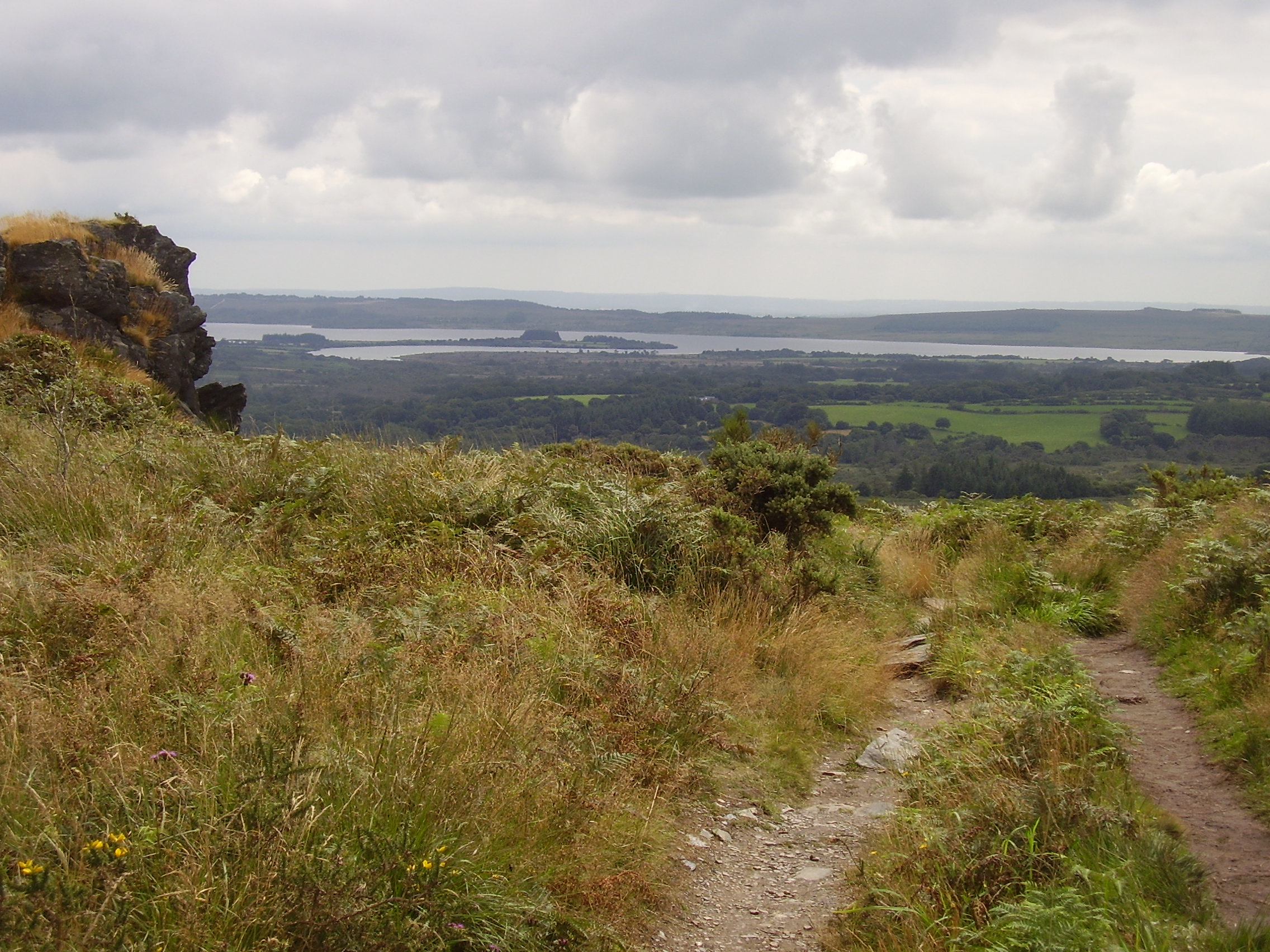
Vue du réservoir de Saint-Michel depuis le Roc'h Trevezel.

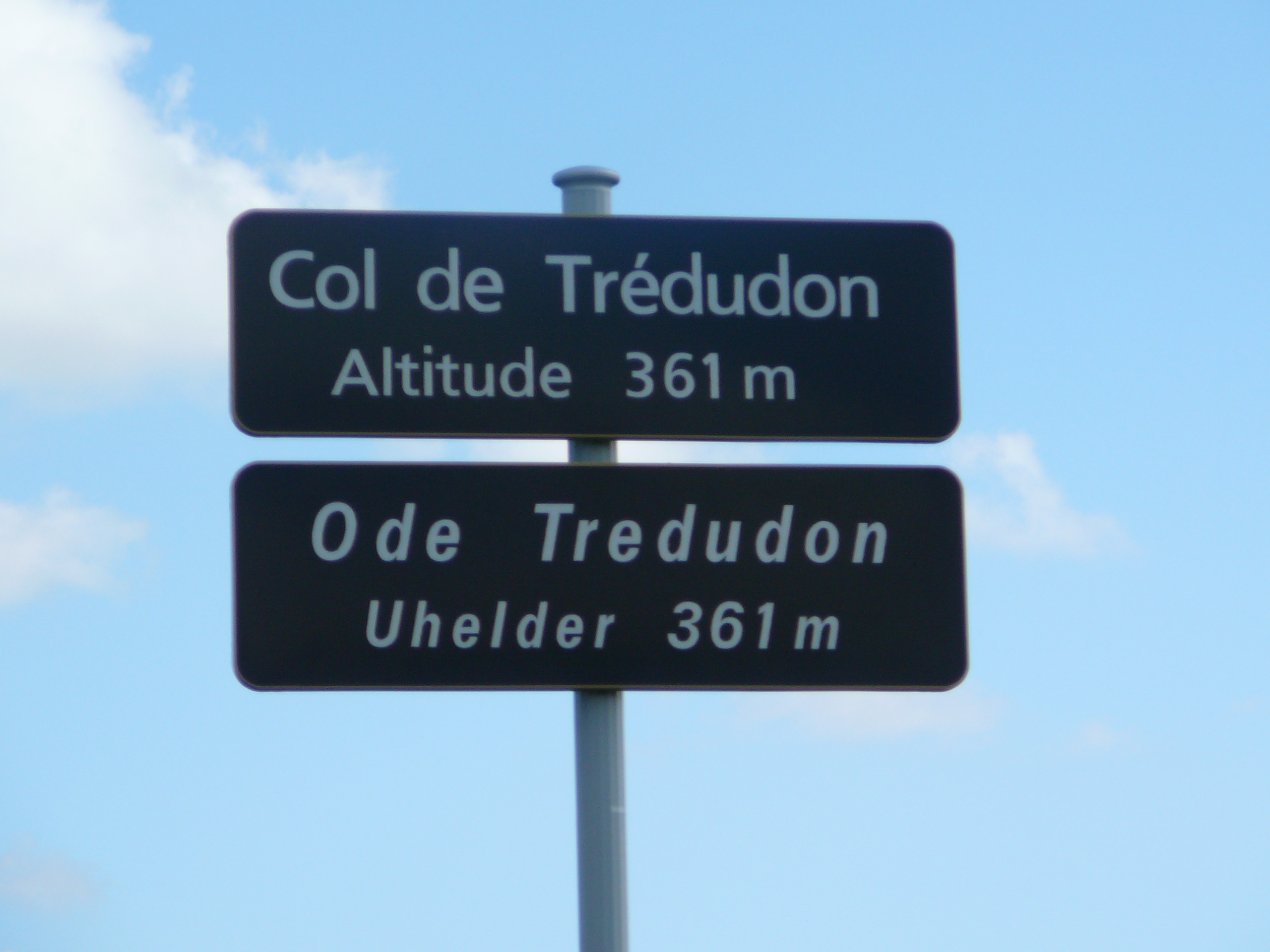
Panneau du col de Trédudon.

Vers l'est, dès le pied du mont Saint-Michel, on trouve les marais de Saint-Michel (en breton « Yeun Elez »), une vaste dépression à peine creusée, surface plane plutôt que cuvette, fermée vers l'ouest par les monts de Toussaines et de Saint-Michel. Cette cuvette qui échappe à tout drainage est occupée par une tourbière de 1 500 hectares, en partie désormais ennoyée par le lac réservoir de Saint-Michel. Cette dépression taillée dans l'ellipse granitique de l'Arrée est un témoin d'une pénéplaine très ancienne, antérieure à celle qui forme les plateaux du Trégor et du Léon. L'activité érosive des eaux courantes ne l'a que peu entaillée, laissant presque intacte la vieille surface mal drainée et marécageuse du Yeun Elez.
L'impression de « montagne », malgré l'altitude très modeste, a été accentuée récemment par des modifications toponymiques voulues par les syndicats d'initiative locaux pour améliorer l'attractivité touristique : col de Trédudon, col de Trevezel.

### Géomorphologie
« Aplanir Brasparts, ôter les pierres à Berrien, les fougères à Plouyé, les putains à Poullaouen, choses impossibles à Dieu »

— Dicton de la région

#### Une part du Massif armoricain
« Ces  montagnes qui n’en sont plus se souviennent de l'avoir été. Jusque dans leur médiocrité présente, elles gardent un je ne sais quoi de fier et de merveilleux qui ne permet point de les ravaler au rang de simples collines. Vous êtes ici au balcon de l'Occident »

— Anatole Le Braz, La légende de la mort chez les Bretons armoricains

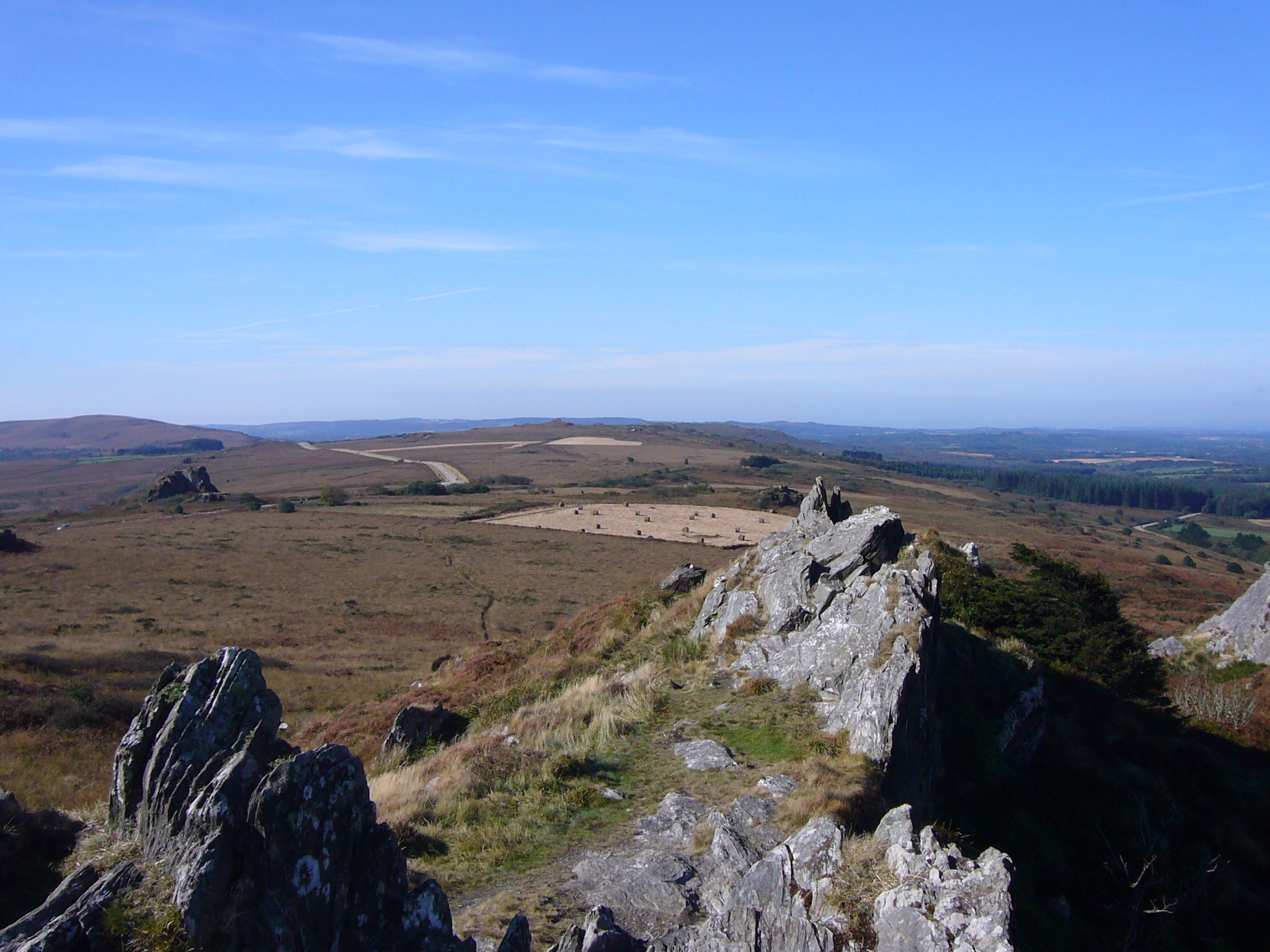
Vue des reliefs schisteux sur le Tuchenn Kador.

Les monts d'Arrée forment, avec les collines de Normandie et les hauteurs de la Gâtine vendéenne l'une des trois régions les plus élevées du Massif armoricain, qui s'étend sur 65 000 km2 et dont les limites orientales dépassent largement celles de la Bretagne. C'est un massif ancien, soulevé au Paléozoïque (plissement hercynien) à plusieurs milliers de mètres d'altitude, raboté par l'érosion (pénéplanation) pendant le Mésozoïque (pénéplaine post-hercynienne), et resoulevé partiellement au Cénozoïque lors du contre-coup des plissements pyrénéen et alpin, ce qui a entraîné une reprise de l'érosion qui a épargné les affleurements de roches dures (grès armoricain datant de l'Ordovicien, quartzites, schistes durs (parfois ardoisiers), etc.), creusant essentiellement les affleurements de roches tendres (schistes tendres, et même de granite dans la cuvette du Yeun Elez).
Des études scientifiques ont déterminé la topographie des monts d'Arrée lors des différentes périodes géologiques : lors du plissement hercynien de l'ère primaire, il y a environ 300 millions d'années, les monts d'Arrée culminaient entre 2 000 et 3 000 mètres, l'érosion de l'ère secondaire a ensuite rabaissé l'altitude pour atteindre 100 à 200 mètres de moyenne.
L'alignement principal de ces « menez » va du Ménez Hom à l'ouest jusqu'au nord de l'Ille-et-Vilaine en passant par le Menez Bré (ou Mené Bré) et les monts du Mené dans les Côtes-d'Armor. Plus au sud, l'alignement des sommets des montagnes Noires jusqu'aux landes de Lanvaux dans le Morbihan et le sillon de Bretagne en Loire-Atlantique, bien que moins élevés, ont la même origine.

#### Cadre géologique

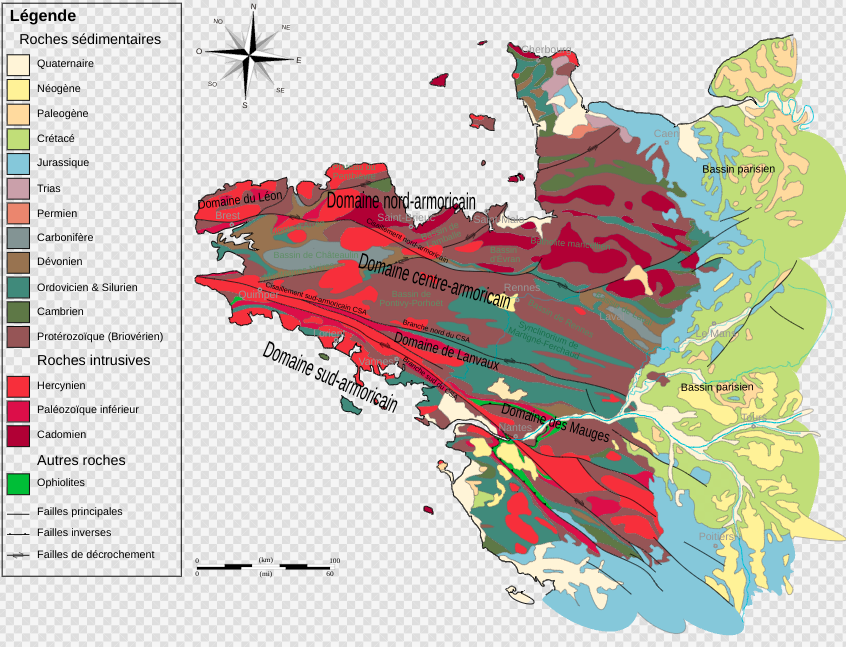
Carte géologique simplifiée du Massif armoricain.

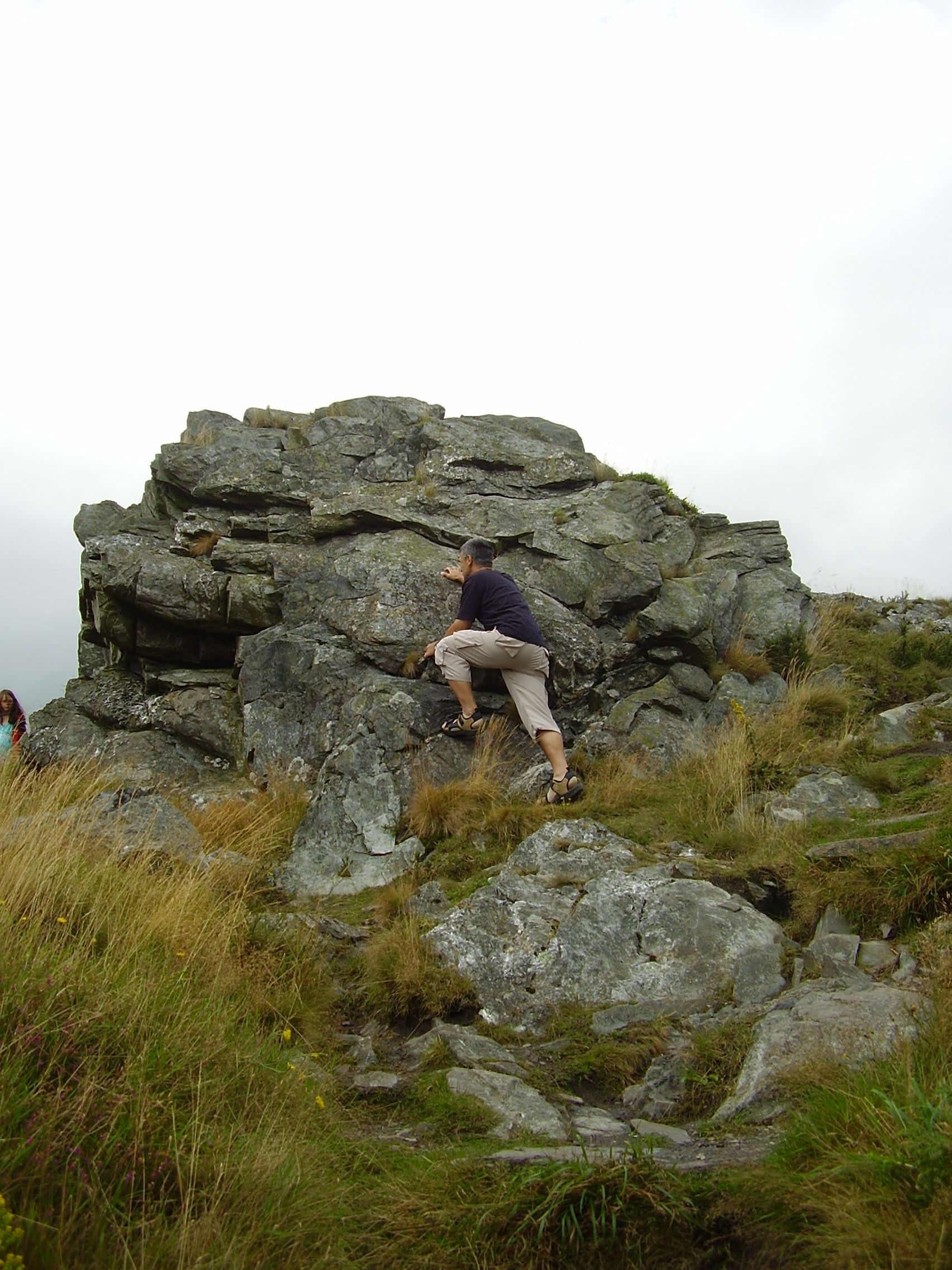
Schistes formant une des pointes du Roc'h Trevezel.

Géologiquement, les monts d'Arrée forment un vaste synclinorium complexe entre les plateaux granitiques du nord (massif granitique de Commana-Plounéour, appelé aussi granite des monts d'Arrée) et du sud (massif granitique de Huelgoat) dont les affleurements de roches dures ont davantage résisté à l'érosion que le granite, provoquant une inversion de relief. La structure de la région des monts d'Arrée, bien visible depuis le sentier d'accès au Roc'h Trevezel sur la D785, peut schématiquement être divisée en deux ensembles structuraux bien différents : au sud, une vaste structure anticlinale, en partie envahie par le massif granitique de Huelgoat et dont seule est bien conservée la terminaison occidentale qui dessine un ensemble de lourdes croupes en arc de cercle (Ménez Kador, mont Saint-Michel de Brasparts) ; au nord, une structure synclinale étroite et fort allongée comprise entre deux grandes failles parallèles. La crête principale de l'Arrée (crête du Roc'h Trevezel) apparaît comme un synclinal faillé à allure de graben, résultant probablement d'un rejeu des failles bordières au Tertiaire.
L'infiltration de l'eau dans les diaclases fissurant le granite a entraîné sa désagrégation et la formation d'arènes granitiques qui, lorsqu'elle est emportée par l'eau courante, laisse en place les blocs arrondis de granite sain, d'où la formation de chaos granitiques comme ceux de la région du Huelgoat — vallée de la rivière d'Argent avec le chaos du Moulin, la grotte du Diable ou encore la célèbre « roche tremblante » qui pèse 100 tonnes —, ou de la vallée de Saint-Herbot et son chaos.

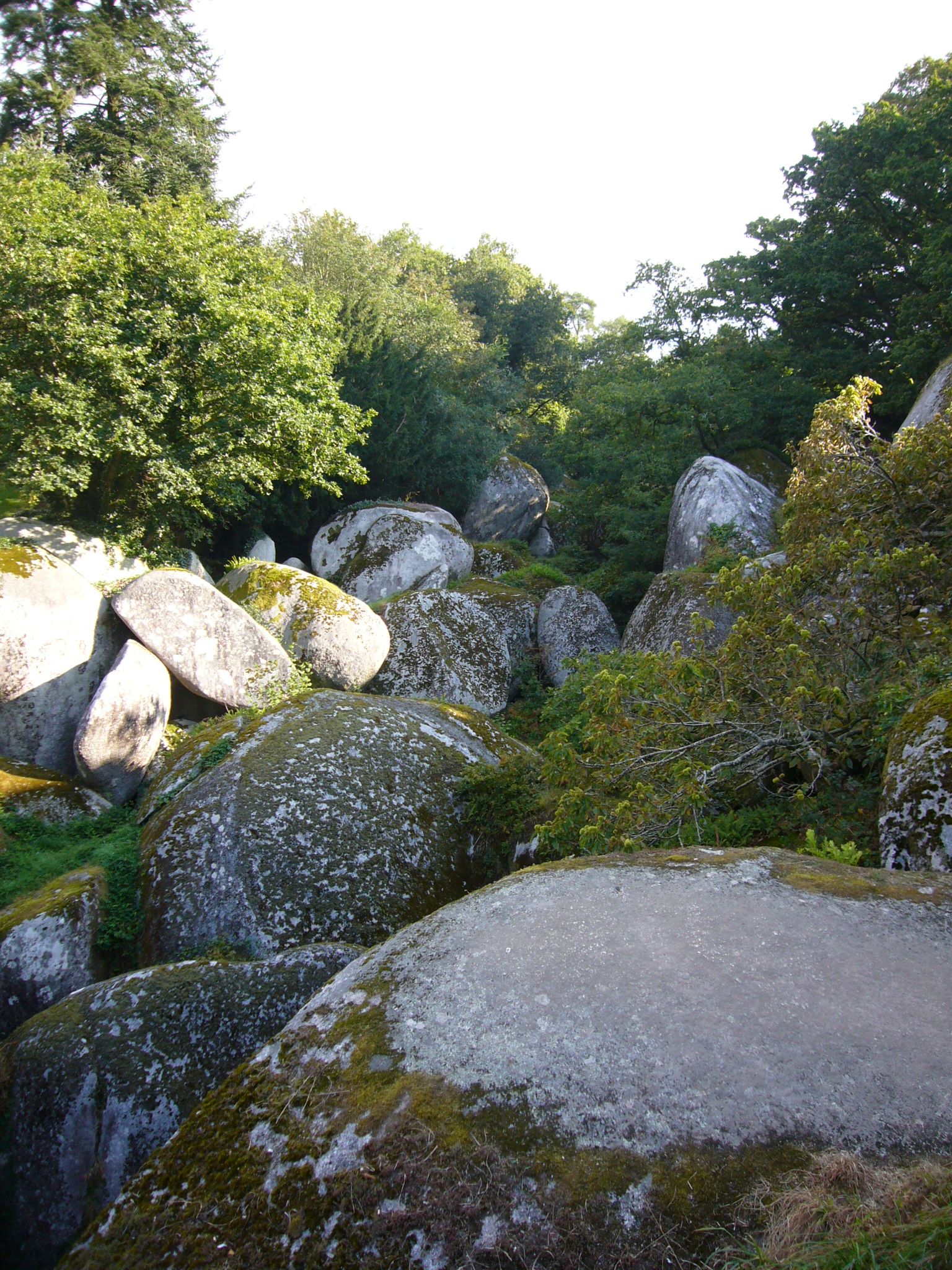
Chaos granitique du Huelgoat.

Cette histoire géologique explique l'horizontalité des lignes de crêtes : à quelques mètres près, tous les points hauts du relief, formés par les alignements de roches dures orientés principalement est-ouest, ont à peu près la même altitude, comprise entre 360 et 385 mètres. Ces points correspondent aux lambeaux subsistants de l'ex-pénéplaine post-hercynienne. C'est un relief appalachien typique dont le Massif armoricain est un très bel exemple.
Les affleurements géologiques de grès armoricain, de quartzites, de granite ont longtemps contribué à la pauvreté de la région, les sols démunis de chaux et de phosphore ne pouvant nourrir qu'une maigre lande.

#### Toponymie des reliefs
Dans la montagne d'Arrée, les quartzites dévoniens et les grès durs du Silurien, débités en dalles massives, font surgir au-dessus des plateaux granitiques des sommets découpées en dents de scie. Ces arêtes aux profils étranges sont nommés de deux manières : les roc’h (« rocs »), tels les Roc'h Trevezel, Roc'h Trédudon et Roc'h Ruz, tout en dentelures, et les creac'h (« hauteur, côte, colline »), tel Creac'h Ménory en Le Cloître-Saint-Thégonnec), beaucoup plus dégradés. Ils contribuent à donner aux collines qu’ils dominent une véritable allure montagnarde.
Ces sommets arrondis, en coupole, portent le nom de menez (« mont ») dans le cas de monts arrondis, tels le mont Saint-Michel de Brasparts ou le Ménez Kador, ou le nom de roz définissant les collines aux pentes douces (Roz-Du en Botmeur).
Les ravins sont des Traon (« le bas de, le fond de », vallon exploité par l'homme, servant souvent de chemin naturel d'accès à la montagne depuis le piémont), d'où des toponymes comme Le Traon en Botmeur ou Kerandraon en Plouneour-Menez, ou des Toul (« trou, trouée », vallon non cultivé, resté inhabité) comme à Toul an Groas (le « fond de la croix ») entre Le Cloître-Saint-Thégonnec et l'abbaye du Relec.

### Hydrographie

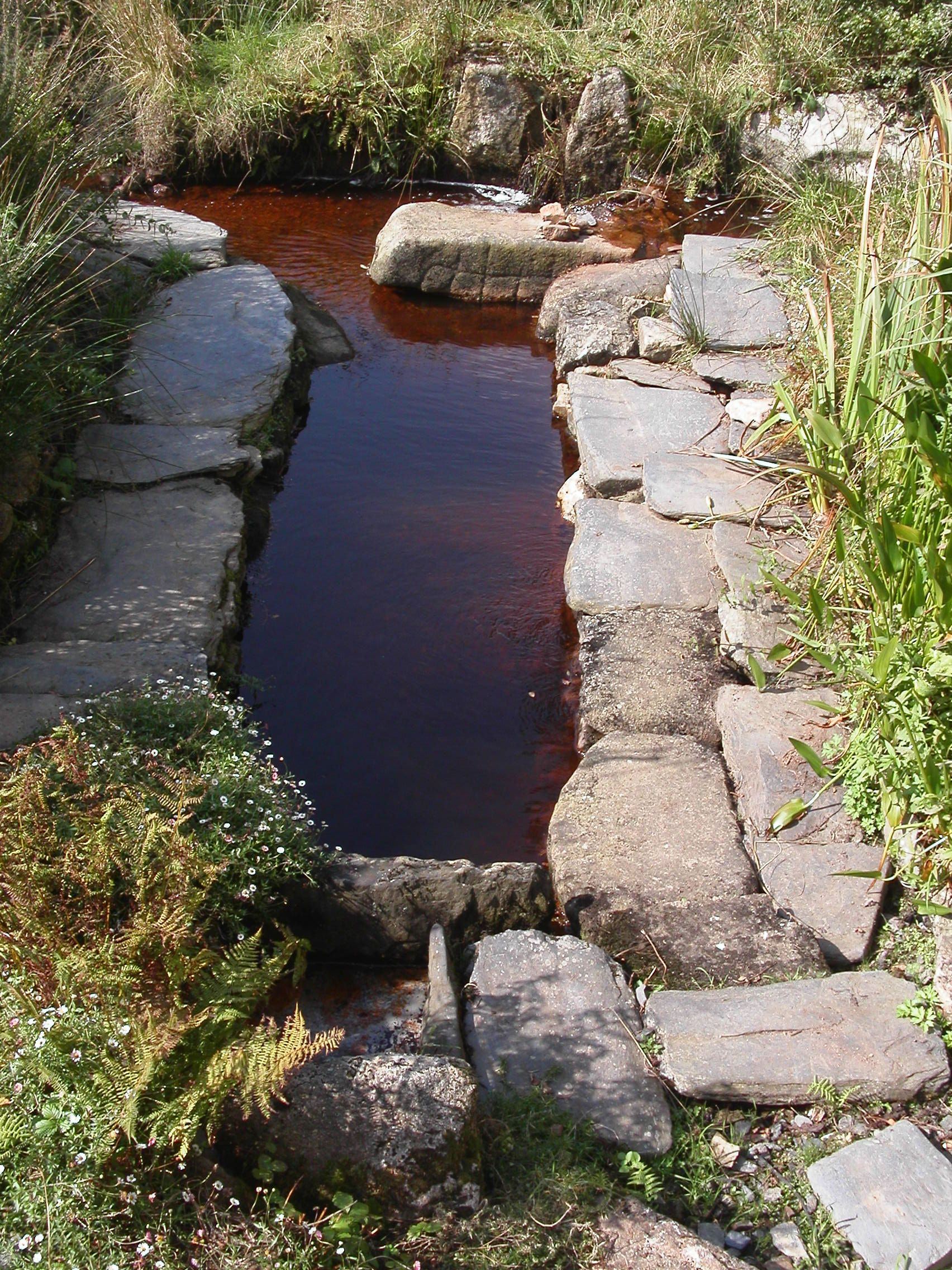
Lavoir entouré de pavement en schistes ardoisiers.

C'est le château d'eau naturel du Finistère, berceau de nombreux fleuves côtiers : l'Aulne, l'Élorn, la Penzé, le Queffleut (ou Queffleuth), le Douron, l'Ellez (en breton Elez, affluent de l'Aulne), etc. y prennent leur source. L'observation d'une carte de l'ensemble de la Bretagne montre que la ligne de partage des eaux entre les fleuves côtiers descendants vers le sud, donc tributaires de l'Atlantique, au cours plus long, et ceux qui, coulant vers le Nord, rejoignent la Manche, beaucoup plus courts, est nettement décalée vers le nord : c'est une conséquence du fait que la Bretagne dans son ensemble est un horst inégalement resoulevé lors du contre-coup du plissement alpin, la partie nord l'étant davantage que la partie sud (bloc basculé).
À la différence de la majeure partie du reste de la Bretagne, l'eau est ici non polluée, ce qui explique la présence à Commana et à La Feuillée d'usines d'embouteillage d'eau de source, le captage puisant l'eau au pied du versant nord du Roc'h Trevezel pour la première, et sur le réseau d'eau de La Feuillée pour la seconde.

### Faune et flore
La diversité des monts d'Arrée est confirmée par une zone Natura 2000 de 10 887 hectares, depuis le 4 mai 2007.

#### Une végétation caractéristique: la lande

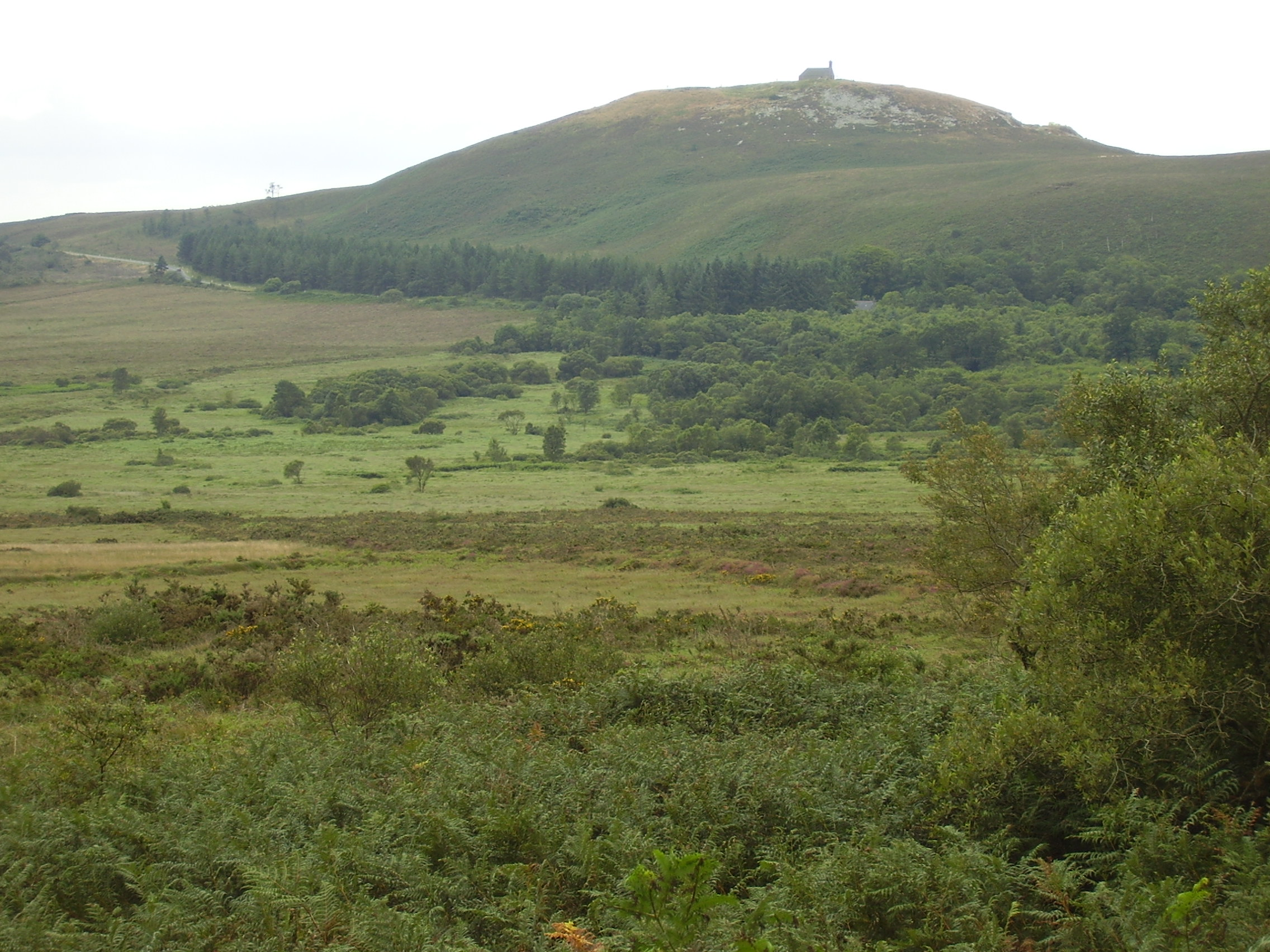
Vue sur la lande au pied du mont Saint-Michel de Brasparts.

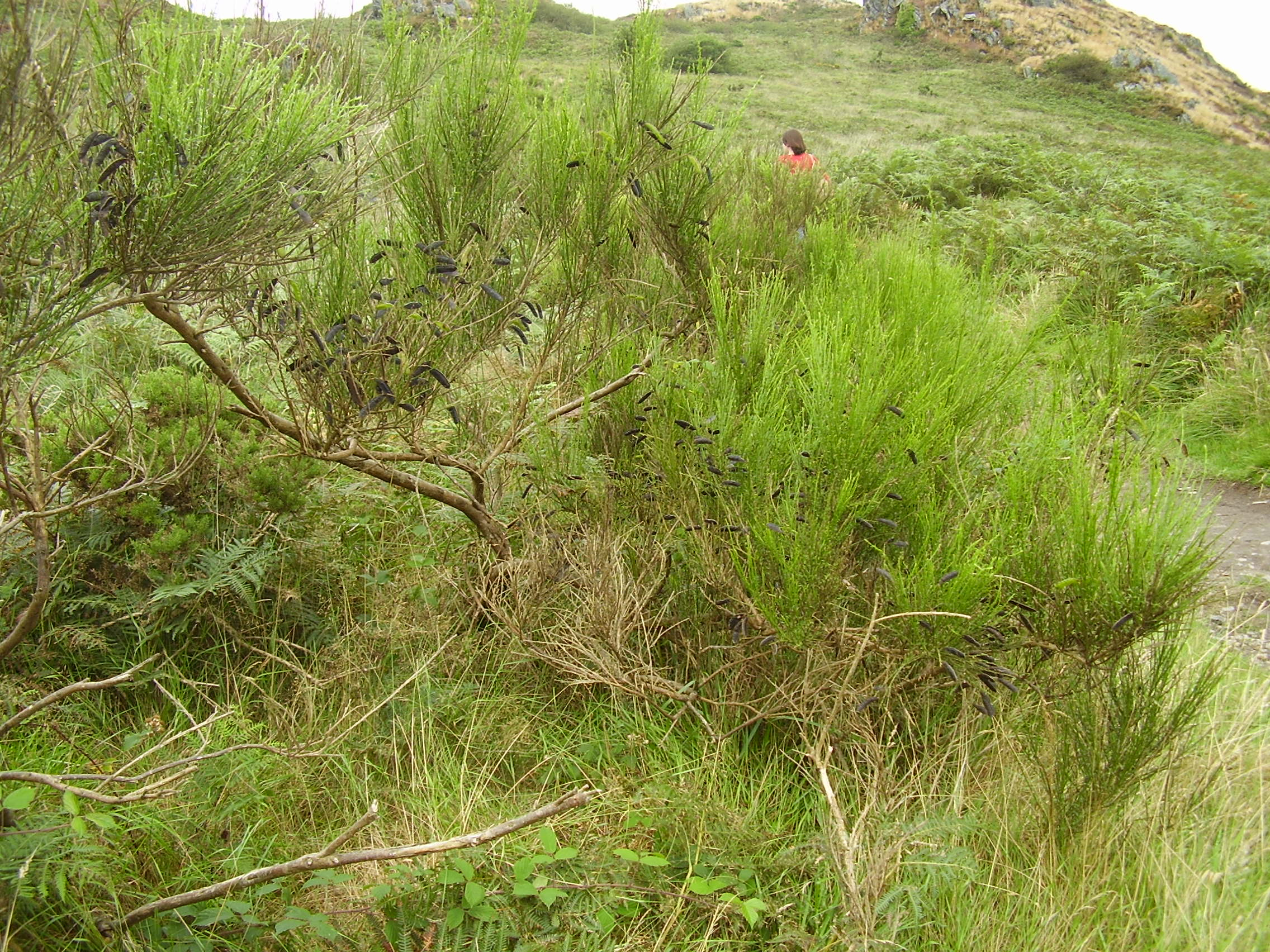
Genêt à balais (Cytisus scoparius) sur les contreforts du Roc'h Trevezel.

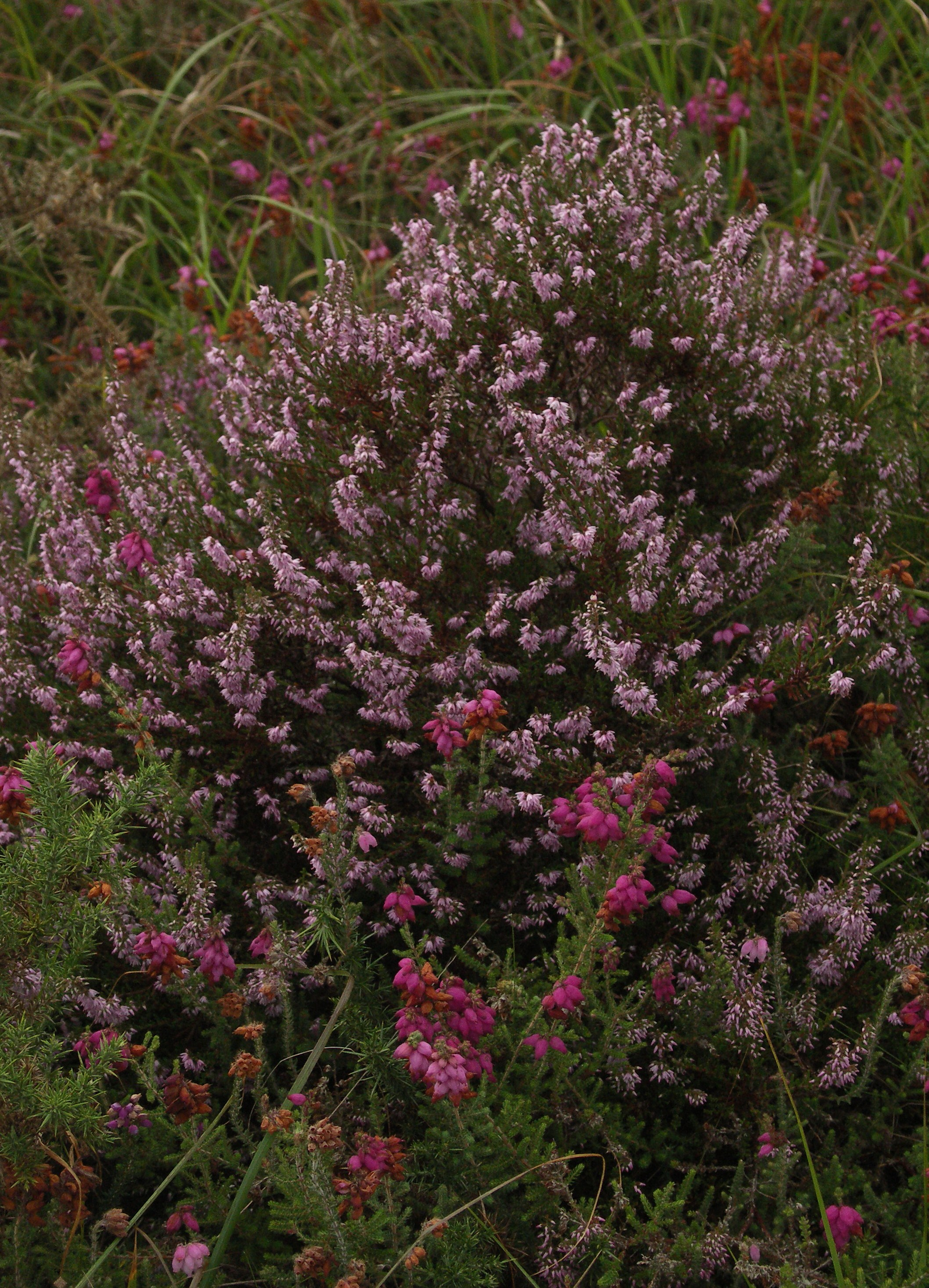
Bruyère en fleurs.

Vers 6000 à 7000 avant notre ère, les analyses polliniques indiquent que la majeure partie de l'Arrée était couverte d'une forêt tempérée humide de type océanique composée principalement de chênes, d'ormes, de frênes et de noisetiers. La lande atlantique n'occupait à cette époque que les crêtes, battues par le vent et aux sols peu profonds. Jusqu'au début de l'âge du bronze, l'homme n'a été que très peu présent dans la région et n'a pas modifié la végétation climacique. Durant l'âge du bronze, une activité humaine disséminée et pastorale avec un peu d'agriculture sur brûlis a amorcé un déboisement qui s'est étendu surtout pendant l'âge du fer ; la disparition de l'humus forestier en raison de l'érosion et du lessivage des sols pentus ont entraîné l'apparition d'un sol pauvre et l'extension des landes.
Au Moyen Âge, l'accroissement des défrichements, principalement par écobuage, et des besoins en bois ont achevé de faire disparaître la forêt originelle de l'Arrée et provoqué la création du paysage bocager actuel.
La végétation caractéristique des pentes constituées par les schistes dévoniens, exploités par endroits jusqu'à récemment en carrières d’ardoises (visibles encore sur le versant nord des Roc'hs, au pied même du Roc'h Trevezel ou encore à Saint-Cadou), avoisinant les arêtes de quartzite constituant les Roc'hs, est une lande d'une extrême pauvreté, composée exclusivement de bruyères et d'ajoncs ras (une dizaine de centimètres de hauteur), de carex, de gentianes. « Douar treaz, douar ed ; douar brulu ne-d-eo ket » (« Terre de sable, terre à blé ; mais terre à digitales ne l'est pas ») dit un proverbe breton. Rien de comparable avec la lande des pays granitiques, souvent touffue et vigoureuse, riche en genêts et ajoncs drus développés en hauteur. L'altitude, le vent, l'acidité de sols explique la désolation de ces landes d'Arrée pourtant copieusement arrosées, la maigreur de la végétation rappelant celle de certaines montagnes et plateaux calcaires. La Bretagne intérieure est nommée l'Argoat : si c'est justifié par endroits (forêt de Brocéliande ou forêt du Cranou par exemple), cela ne l'est pas dans les montagnes d'Arrée caractérisées par la quasi-absence d'arbres à l'exception de plantations récentes.
Malgré une altitude moyenne très modeste (385 mètres au maximum), l'étagement de la végétation est nettement perceptible, aucun arbre n'est présent dans les parties sommitales balayées par les vents : alors que, dans les espaces non convertis à l'agriculture, la forêt atlantique (le toponyme Huelgoat par exemple est formé de deux noms bretons : huel, « haut » et koat, « bois »), forêt par les chênes rouvres et les hêtres (hêtre se dit Faou en breton, toponyme que l'on retrouve dans des localités telles que Le Faou ou Châteauneuf-du-Faou, ainsi que dans de nombreux lieux-dits) est la végétation naturelle correspondant au climax de cette région, elle laisse ici la place à la lande.
Milieu fragile, menacé principalement par les incendies (celui de l'été 1976 ravagea 5 000 ha de landes sur le Tuchen Kador et le Roc'h du Mougau, celui de juin 1996 brûla 900 ha entre le Yeun Elez et le mont Saint-Michel de Brasparts, celui de mai 2010 blessa deux pompiers et brûla 500 ha entre Botmeur et Commana ; enfin, plus de 1 700 hectares sont détruits entre les 18 et 20 juillet 2022 autour du mont Saint-Michel de Brasparts,,), désormais protégé dans le cadre de la directive Natura 2000, c'est le plus vaste ensemble de landes atlantiques de France : il couvre plus de 10 000 hectares. Le sol acide de ce massif joue un rôle prépondérant sur la flore. La lande est l'un des paysages les plus typiques de Bretagne. Composée d'arbrisseaux, elle se développe sur des sols acides et pauvres, où dominent les bruyères, le genêt (Cytisus scoparius) et les ajoncs.
Privilégier l'entretien de la lande par le pâturage et le fauchage pour s'en servir comme pare-feu naturel plutôt que d'avoir des pistes incendie qui dérangeraient la faune et auraient un impact négatif sur la biodiversité, est la solution préconisée par les écologistes, notamment Bretagne vivante.
Dans ce type de milieu, l'évolution de la flore est contrôlée : les arbres ne peuvent se développer soit à cause du vent pour les landes littorales, soit à cause de la fauche ou du pâturage extensif dans les landes intérieures. Ces dernières sont aujourd'hui les plus menacées et ne sont conservées que grâce à leur entretien. La lande se compose principalement de bruyères (Erica ciliaris ou bruyère ciliée et Erica tetralix), d'ajoncs et de genets ainsi que de droséras (plantes carnivores). Les tourbières sont nombreuses, celles des touls (dépressions humides) bien sûr, la principale étant celle du Yeun Elez, mais aussi de nombreuses tourbières de crêtes ; la tourbe fut longtemps utilisée par les habitants de la région comme moyen de chauffage. Elle résulte de la décomposition de la matière organique. En raison de la position atlantique des tourbières, elles possèdent une végétation spécifique. Par exemple, l'ajonc de Le Gall qui domine dans les landes des monts d'Arrée n'est fréquent qu'à l'ouest. La spécificité de ce massif est particulièrement d'être le réservoir principal de la sphaigne de la Pylaie, et d'abriter près de 70 % de la population française connue d'une très rare orchidée protégée inféodée aux tourbières acides : le malaxis des tourbières (orchidée rarissime, Orchidaceae), dite aussi orchis (quelques centaines de pieds). L'asphodèle d'Arrondeau, plante très rare et menacée, est également présente à Berrien.
L'origine de ces landes est pour partie naturelle et pour le reste d'origine anthropique en raison du pastoralisme (la lande servait à litière et à la nourriture des animaux) et de l'écobuage. En nette régression aux XIXe et première moitié du XXe siècles, la lande a perdu 90 % de sa superficie, en raison de l'extension des surfaces agricoles liée au partage du foncier en lots individuels dans la seconde partie du XIXe siècle, à la révolution fourragère et à la politique de boisement (enrésinement) au XXe siècle (entre 1948 et 1992, 3 385 ha de résineux, dont principalement 2 213 ha d'épicéa de Sitka ont été plantés avec subvention publique dans les monts d'Arrée et seulement 111 ha de feuillus provoquant un recul d'environ 10 % des landes). Celles-ci sont aujourd'hui abandonnées par l'agriculture, la faux et la faucille passaient là où la mécanisation a buté, elles représentent des milieux semi-naturels témoignant autant des activités humaines anciennes que des conditions écologiques actuelles. À la suite de la modernisation de l'agriculture, on assiste depuis le XIXe siècle à leur régression. Le parc naturel régional d'Armorique a créé plusieurs réserves naturelles pour préserver ce milieu fragile telles celles des landes du Cragou et celle du Venec à Brennilis dans le marais du Yeun Elez.
Un plan de restauration des monts d'Arrée a été lancé par le département du Finistère après les incendies de l'été 2022.

#### Une faune caractéristique
La faune des monts d'Arrée comporte plusieurs espèces endémiques, rares ou protégées, comme le Grand rhinolophe, le courlis cendré, le faucon hobereau, le busard Saint-Martin, le busard cendré, l'hermine, le Circaète Jean-le-Blanc ou l'Escargot de Quimper. Le vison d'Europe n'y a plus été observé depuis les années 1970.
Parmi les espèces emblématiques figure le castor européen (Castor fiber) qui a failli s'éteindre à la fin du XIXe siècle et qui avait disparu en Bretagne depuis plusieurs siècles. Il a été réintroduit autour du réservoir de Saint-Michel et il reconstitue de petits groupes depuis 1968. Il y a à présent une dizaine de groupes d'individus, issus d'une dizaine de castors rhodaniens relâchés avec le soutien du parc naturel régional d'Armorique, entre les deux barrages de l'Ellez (pour limiter, au moment du lâcher, une dispersion que l'on craignait défavorable à une bonne implantation). En 2009, ces castors vivent en amont du Rusquec jusqu'à 25 km du site initial (du haut bassin de l'Aulne).

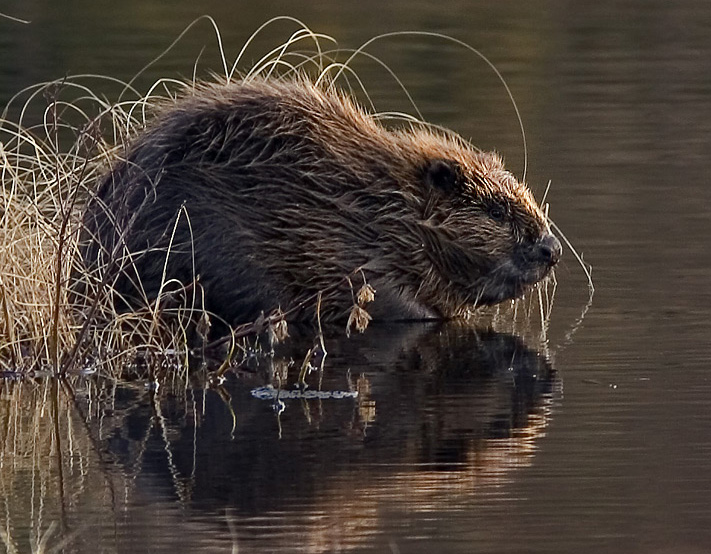
Castor européen (Castor fiber).
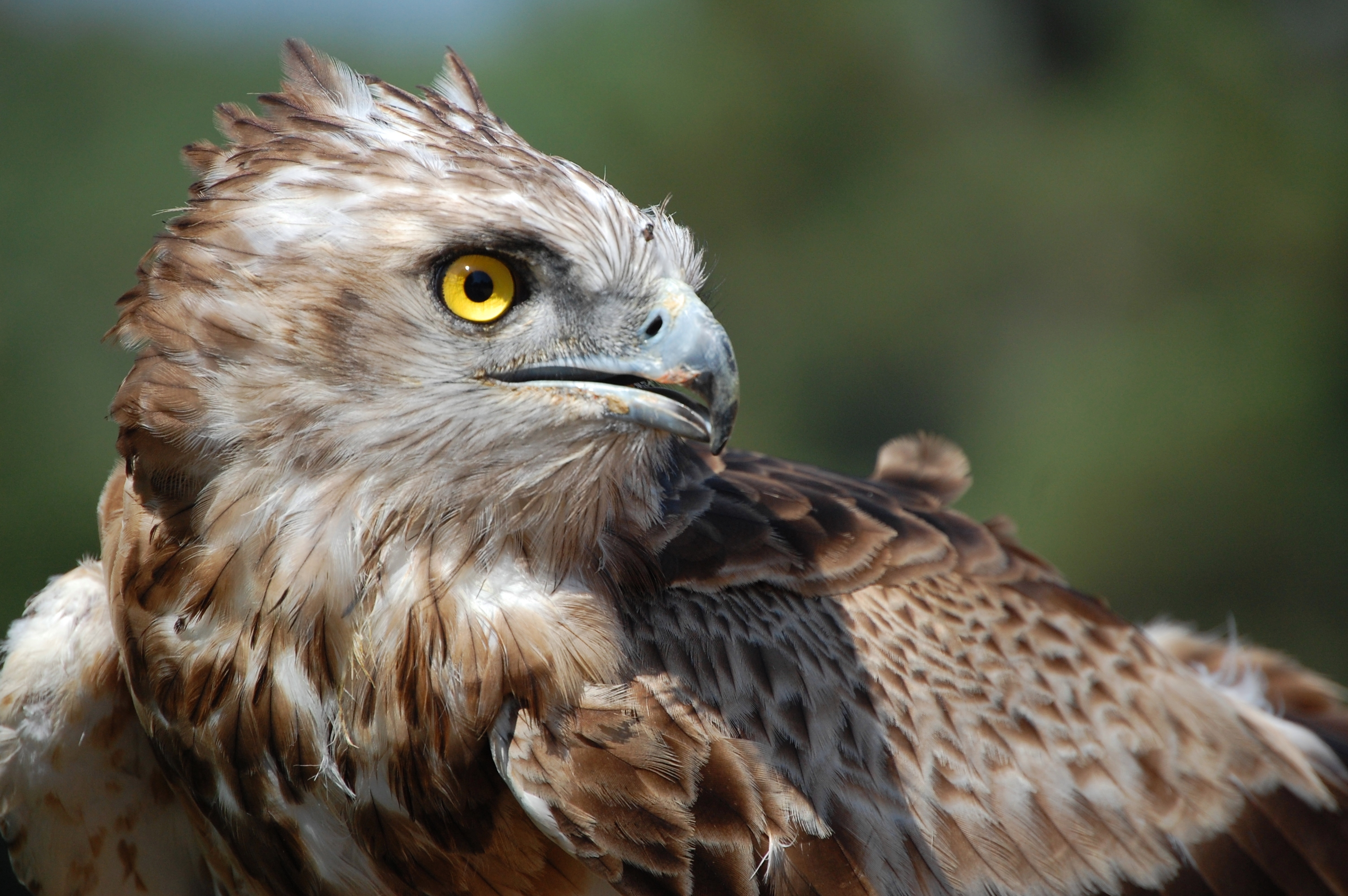
Circaète Jean-le-Blanc (Circaetus gallicus).
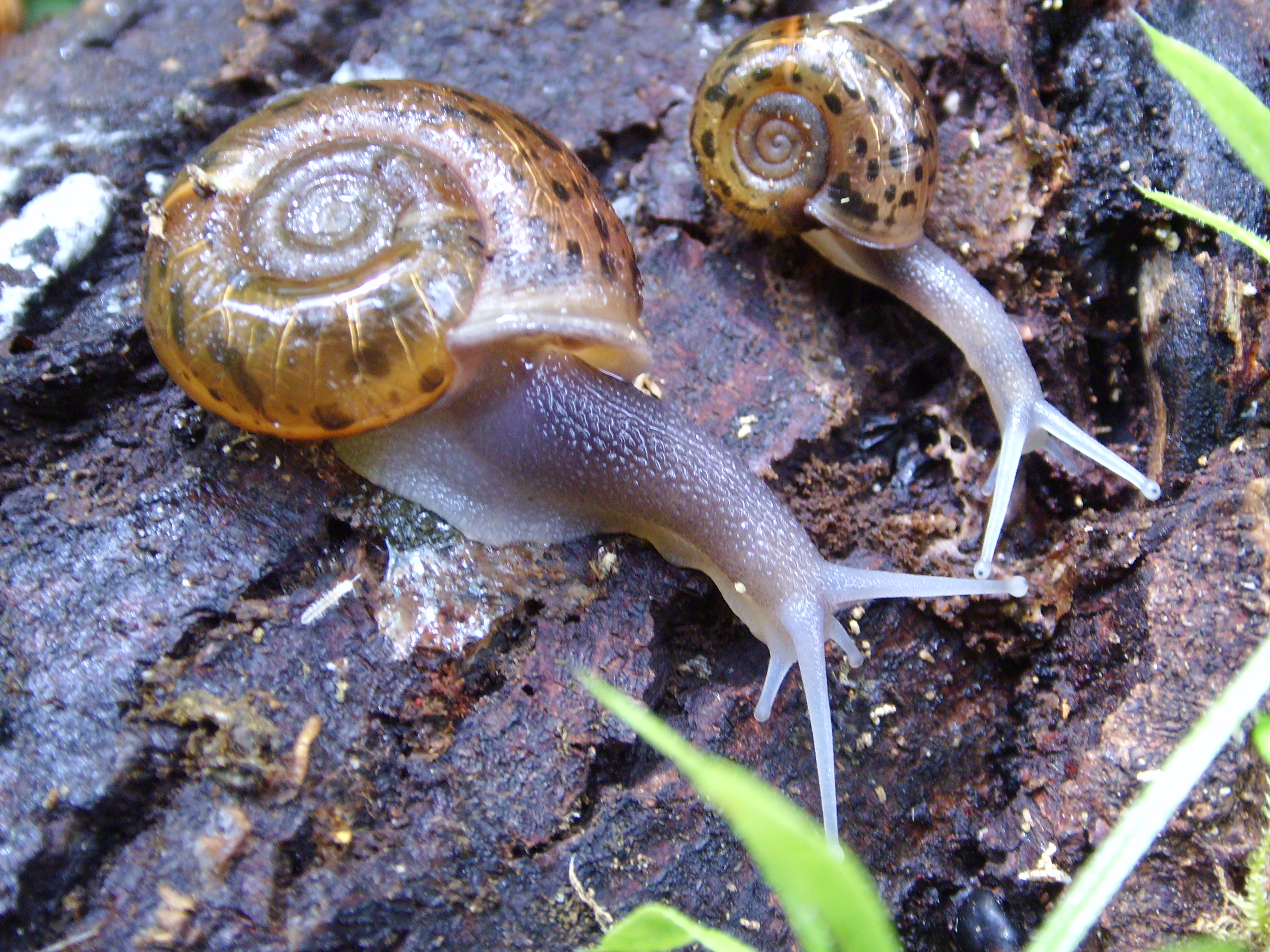
Escargot de Quimper (Elona quimperiana).

Les loups étaient présents jusqu'à la fin du XIXe siècle où les derniers ont été tués dans la région (au Cloître-Saint-Thégonnec, à Pencran et à Sizun). Pour éloigner les loups, les bergers des monts d'Arrée et des montagnes Noires chantaient et dansaient Dañs ar Bleiz (« Danse du loup »), un chant accompagné d'un claquement rythmé des sabots sur une pierre plate, dont voici un extrait (traduit en français) :
Au mois d'janvier, au milieu des bois (bis)

Tombe la gelée sur ... (bis)

Je vois Guillot le loup

Qui sort de son gîte

Pour se promener dans le pré (...)
Au moins un loup serait revenu en 2022 dans la région entre Berrien et Lannéanou.

### Démographie
Le Pays du Centre-Ouest Bretagne (COB) ou Kreiz Breizh en breton, qui a succédé au Groupement d'action local du Centre Ouest Bretagne (GALCOB) créé dans les années 1990, à cheval sur les trois départements du Finistère, des Côtes-d'Armor et du Morbihan, vise à fédérer, au-delà des découpages administratifs départementaux, les efforts en faveur du développement de ce « pays ». Il compte 108 communes, dont 37 dans le Finistère, sur 3 143,28 km2 (1 140,05 km2 dans le Finistère) et compte 103 380 habitants (en 2006) dont 43 445 dans le Finistère, soit une faible densité de 32 habitants par km2. La population continue à baisser : ce même pays était peuplé de 133 017 habitants en 1968, de 109 232 en 1990. Le vieillissement de la population est important : en 2006, 30,6 % des femmes et 22,1 % des hommes de ce pays étaient âgés 65 ans et plus. Son action la plus symbolique étant la lutte pour achever le désenclavement routier par la mise à quatre voies sur la totalité de son itinéraire de l'axe Châteaulin-Carhaix-Loudéac-Rennes (RN 164).
La communauté de communes Monts d'Arrée Communauté, n'est peuplée en 2014 que de 8 208 habitats (20 hab/km2), regroupe les communes de Berrien, Bolazec, Botmeur, Brasparts, Brennilis, La Feuillée, Huelgoat, Locmaria-Berrien, Lopérec, Loqueffret, Plouyé, Saint-Rivoal et Scrignac. L'émigration a, depuis le milieu du XIXe siècle, longtemps été forte vers Paris et les autres grands centres urbains, vers l'étranger parfois (vers l'Amérique du Nord et parfois l'Argentine) même si le phénomène est plus connu dans les montagnes Noires voisines, particulièrement dans la région de Gourin, surnommée « Gourin l'Américaine ». L'un des descendants d'émigrés bretons en Amérique les plus connus est Jack Kerouac dont un ancêtre, Urbain-François Le Bihan de Kervoach, fils de notaire royal, est né au Huelgoat.
Paradoxalement cette nécessité de l'émigration est facteur de progrès ; André Siegfried, dans son livre Tableau politique de la France de l'Ouest le constate : « Comme la terre de la montagne est pauvre, elle ne suffit absolument pas à nourrir ses habitants. [...] C'est ailleurs que les montagnards doivent trouver l'appoint de leur subsistance. Beaucoup se font marins, douaniers, petits fonctionnaires. Revenant assez fidèlement au pays, au moins comme visiteurs, ils y rapportent l'écho de préoccupations différentes, (...) des idées avancées ».
L'émigration temporaire est fréquente également. André Siegfried poursuit : « À Botmeur, à La Feuillée, vit toute une population de chiffonniers, de marchands d'oignons. Ces pillaouers, comme on les appelle, sont la moitié du temps loin de chez eux ». En effet, les pilhaouers de Botmeur, La Feuillée, Brennilis et Loqueffret illustrent un exemple d'émigration temporaire de travail analogue à celle des ramoneurs savoyards.
Nombreuses sont les communes qui continuent à voir leur population baisser : le canton d'Huelgoat est passé de 8 361 habitants en 1968 à 5 454 en 2006, soit une baisse de 2 907 habitants en 38 ans (-35 %) ; la commune du Huelgoat, pourtant chef-lieu de canton, est passée de 2 456 habitants en 1968 à 1 622 habitants en 2006, soit une baisse de 834 habitants en 38 ans (-34 %). Les soldes naturels restent largement négatifs ; un excédent migratoire est certes désormais constaté, mais dû le plus souvent à l'afflux de retraités, d'où des soldes naturels largement négatifs : entre 1999 et 2006, dans le canton du Huelgoat, le taux de natalité était de 8,4 pour mille et le taux de mortalité de 21 pour mille en raison du vieillissement de la population. Quelques signes de redressement démographique existent toutefois : La Feuillée par exemple avait 781 habitants en 1968 et 555 en 1990, soit une baisse de presque 29 % en 22 ans ; mais sa population est remontée à 657 habitants en 2006, gagnant donc 102 habitants en 16 ans (+18 %). L'arrivée de Britanniques, souvent résidents secondaires, mais parfois installés de façon permanente, a été facilitée par la ligne Brittany Ferries reliant Plymouth à Roscoff[réf. souhaitée]. Aujourd'hui, Huelgoat (2 100 habitants) compte environ 100 foyers britanniques en résidence permanente. « Les Anglais post-soixante-huitards, disposant de peu de moyens financiers et venus vivre dans nos campagnes il y a une dizaine d'années, sans chercher à fréquenter la population locale, ont fait place à une population totalement différente, composée principalement de jeunes préretraités et de couples plus jeunes (30-40 ans) avec des enfants. »

## Histoire

### De la préhistoire à la romanisation

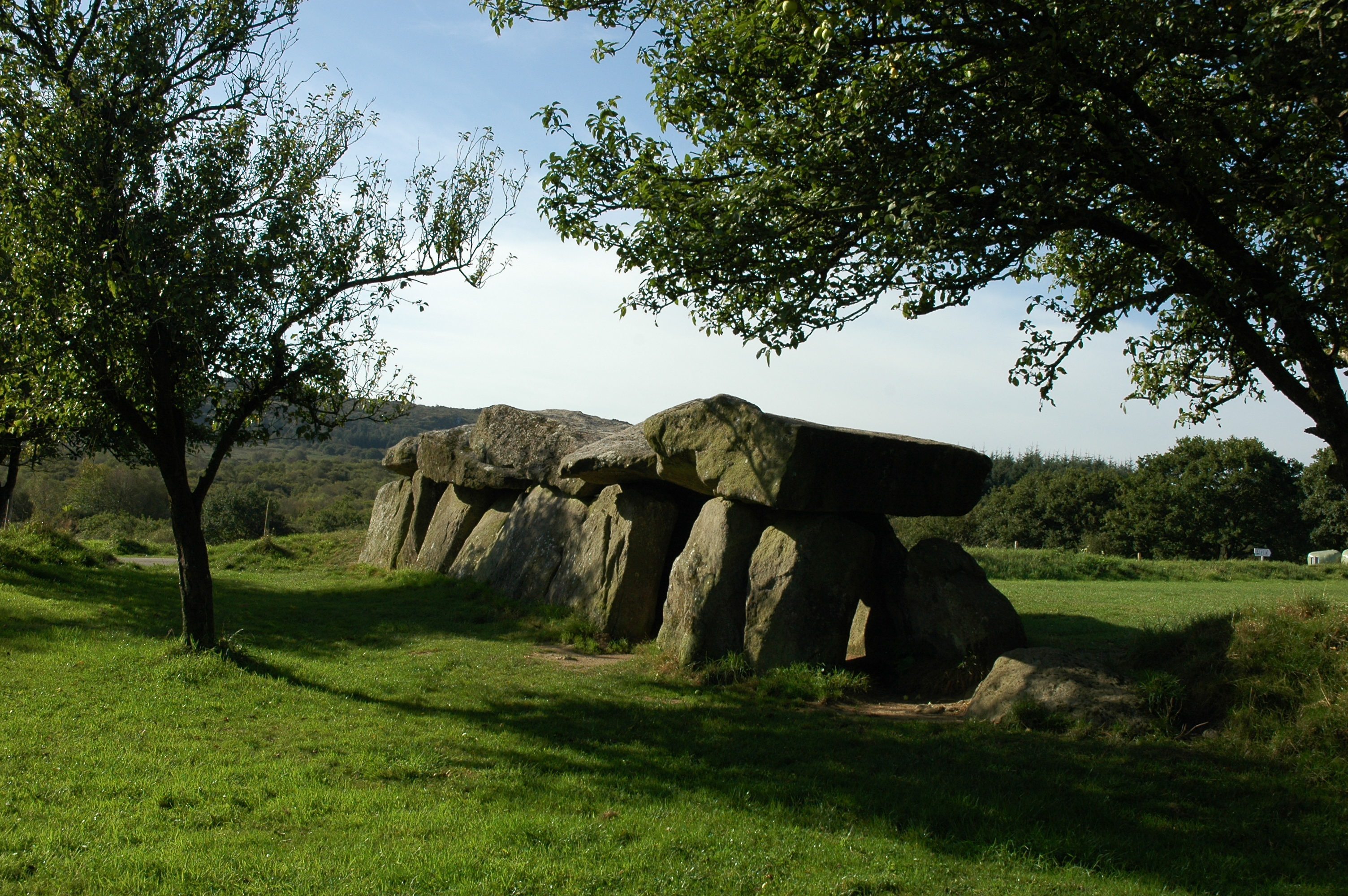
Allée couverte du Mougau-Bihan, à Commana.

Les premières traces de peuplement des monts d'Arrée sont attestées par les nombreux mégalithes, érigés à partir du Ve millénaire av. J.-C. : menhirs de Berrien, le Cloître-Saint-Thégonnec, Coatmocun en Huelgoat, Kerelcun en La Feuillée ou l'alignement dit de « la noce de pierre » à Brasparts ; allées couvertes de Commana et Brennilis.
De nombreux tumulus datant de l'âge du bronze ont été découverts sur les flancs des monts d'Arrée, particulièrement à Berrien. Les fouilles ont mis en avant une grande densité de sépultures par rapport au nombre d'habitations. Ces populations auraient été composées de bergers, de prêcheurs ou de mineurs de surface (argent, plomb, cuivre), souvent pauvres (peu d'objets usuels découverts durant les fouilles). Des travaux d'analyse du pollen fossile présent dans les tourbières ont montré des traces de déforestation libérant de la place pour l'élevage et les cultures.
À l'époque gauloise, les Osismes construisent un oppidum au Huelgoat, le « camp d'Arthus », dont les vestiges existent encore aujourd'hui. Il s’étale sur une trentaine d’hectares, la partie nord plus restreinte n’étant semble-t-il qu’un rétrécissement du camp originel. Le rempart contemporain de la guerre des Gaules est une levée de terre traversée par des poutres entrecroisées, reliées entre elles par des fiches en fer ; vers l’extérieur, cette levée est protégée par un parement en pierre où s’encastrent des poutres transversales. Ce rempart avait quatre mètres de hauteur par endroits. Les rares entrées du camp sont bien agencées : portes, tours, ponts en bois, dédoublement des lignes de défense, protégeaient ces points vulnérables. Ce camp était le principal oppidum des Osismes ; il a dû servir en 56 et 51 contre les troupes romaines.
La conquête romaine développera la région de Carhaix, sans pour autant laisser de traces importantes dans les monts d'Arrée. Une borne milliaire a été trouvée à Croaz-Pulviny en Berrien sur le tracé de la voie romaine allant de Vorgium (Carhaix) à Gesocribate (Brest probablement). Vorgium est conquise par Litorius en 431 et les Alains pillent la région en 441. La redécouverte récente d'un Osisme romanisé, nommé Veus, c'est le plus ancien finistérien dont le nom est connu, dont le portrait gravé sur une plaque de schiste, avait été « oublié » dans les réserves du musée départemental breton de Quimper depuis son dépôt par François Joncour dans les années 1930, qui a permis d'identifier un village de forgerons à Kastell Du en Brasparts illustre, entre autres exemples, que la région a bien été romanisée.

### Du Moyen Âge à la Révolution
L'arrivée de Bretons, venus de l'île de Bretagne (Grande-Bretagne actuelle) et d'Irlande est illustrée dans la région de l'Arrée par la venue en 554 de Saint-Joua à Brasparts (où il meurt), le combat en 555 entre les armées de Conomor comte de Poher et Tudal, prince de Domnonée (appuyé par le roi des Francs, Childebert) au Relecq [en Plounéour-Ménez], au pied de l’Arrée. L'abbaye du Relec (en Plounéour-Ménez) aurait été fondée-là pour cette raison en 560 par un disciple de Pol Aurélien[réf. souhaitée], même si l'histoire retient 1132 comme date de la fondation de l'abbaye de l'ordre cistercien. Au VIIIe siècle, saint Herbot, venu de l'île de Bretagne, s'installe dans la région de Berrien, guérissant les malades et les animaux : les paysans continuaient encore récemment à lui offrir des crins de queues de vaches dans la chapelle de Saint-Herbot située dans la commune de Plonévez-du-Faou.
Les Normands pillent la région, Carhaix en particulier, en 878. Les vestiges de Coatmocun en Berrien prouvent l'existence d'un village médiéval assez important au Xe siècle sur ce site. Des mottes féodales sont visibles à Bolazec, Botsorhel, Brasparts, Collorec, Locmaria-Berrien (Valy), Loqueffret, Poullaouen, Scrignac (Kerbrat). Dans une région jusque-là peu peuplée, la « ploue de la montagne », Plebs montis en latin, ou Plouménez, probablement une des paroisses primitives de l'Armorique (le nom ancien de Plebs Montis ou Ploumenez ou Plouenez était du VIe au XIVe siècle une des plus vastes paroisses, de Bretagne (son chef-lieu était implanté dans l'actuel hameau de Plouenez, situé dans la commune de Brennilis), le développement du système de la quévaise, adaptation du domaine congéable au dur milieu des monts d'Arrée, contribue à la mise en valeur agricole et au peuplement de la région selon le Cartulaire de Landévennec : « des usements, comme celui de Quévaise, très répandus dans toute la zone de l’Arrée », facilité par les défrichements organisés par les moines de l'abbaye de Landévennec (Bénédictins), de l'abbaye de Daoulas (Augustins), de l'abbaye du Relec (Cisterciens) en Plounéour-Ménez actuellement) et les Hospitaliers de l'ordre de Saint-Jean de Jérusalem à La Feuillée au XIIe siècle, ces derniers devant entre autres obligations accueillir les voyageurs et les pèlerins traversant la « montagne ». Les restes du village médiéval du Goënidou en Berrien, occupé du XIIIe au XVe siècle ou du village déserté de Goarem-ar-Manec'h en la Feuillée, probablement fondé au XIIe siècle par les Hospitaliers, sont un bon témoignage des « habitats de défrichement » mis en place par des seigneurs laïcs ou ecclésiastiques dans les monts d’Arrée à cette époque.
En 1490, selon Jean Moreau un soulèvement paysan « prit sa source au terroir de Carhaix du côté d’Huelgoat, sous la conduite de trois frères paysans que l’on dit originaires de la paroisse de Plouyé », l'épisode est évoqué dans le Barzaz Breiz (voir la gwerz des jeunes hommes de Plouyé). Pendant la Guerre de la Ligue, les royaux s'emparent de Carhaix en 1590 après avoir battu les ligueurs à la bataille du Moulin-au-Duc près de Landeleau et Guy Eder de La Fontenelle, le « brigand de Cornouaille » ensanglante la région, menant ses expéditions à partir du château de Granec en Landeleau.
En 1672, une chapelle dédiée à saint Michel est construite au sommet du mont Saint-Michel de Brasparts. En mauvais état à la fin du XVIIIe siècle, elle est restaurée en 1820.
La révolte du papier timbré, dite aussi « révolte des Bonnets rouges » en 1675, révolte contre l'oppression fiscale et seigneuriale, souleva les campagnes aux alentours de Carhaix et de Quimper, une révolte violente menée par le notaire Sébastien Le Balpe de Kergloff. Le curé de Poullaouen fut roué de coups, des manoirs furent attaqués et incendiés à Plouyé, à Scrignac, etc. Elle fut réprimée avec vigueur. Alain Le Moign, laboureur à Trénével en Landudal, un des autres meneurs de la révolte, fut condamné par la Cour de Carhaix le 15 octobre 1676 « à être étendu sur une croix de Saint-André, son corps et ses membres rompus et brisés à coups de barres de fer, préalablement étranglé, son corps porté à Briec, pour y demeurer jusqu’à parfaite consumation, avec défense à toutes personnes de l’en ôter ». Mais la région est dévastée : au début du XVIIe siècle, le receveur de la seigneurie du Rusquec située en Loqueffret, écrit : « les colons, métayers et serviteurs des dites terres avaient pour la plupart quitté et abandonné terres et convenants, s'étant retiré du pays la plus grande partie, les autres étant morts de famine, pestilence, férocité des loups. »
Un puissant mouvement de rechristianisation de la région est organisé aux XVIIe et XVIIIe siècles sous l'impulsion de Michel Le Nobletz (qui qualifia Huelgoat de « citadelle d'enfer »), puis du père Julien Maunoir, jésuite, qui prêcha par exemple en 1679 à Locmaria-Berrien et au Huelgoat.
En 1729 est accordée la première concession minière qui concerne 12 paroisses, principalement Poullaouen et Huelgoat où des mines extrayant argent et plomb ouvrent peu après.
En 1775-1776, une révolte contre une dîme excessive prélevée par les Hospitaliers de Saint-Jean de Jérusalem se produit à la Feuillée, illustrant également la tradition frondeuse de l'Arrée. La région comptait aussi de nombreux journaliers aux salaires de misère : 890 pour une population totale de 3 000 habitants en 1774 dans la paroisse de Scrignac.
La Levée en masse de l'an II et la répression contre le clergé réfractaire (les curés de Berrien et Scrignac, Kernaléguen et Bernard, ainsi que d'autres prêtres, sont emprisonnés à Brest, le curé de Poullaouen est exécuté à Brest, celui de Coatquéau tué dans des circonstances inconnues, d'autres émigrent tel le curé de Bolazec). Un ancien vicaire de Saint-Rivoal, Jacques Quemener, prêtre constitutionnel est tué par des Chouans à Motreff. La population soutient en partie les réfractaires : « Huelgoat et les parties environnantes sont dans un état de fermentation dont le danger doit être paré sur-le-champ (...) Les églises sont désertes, mais les fidèles accourent en foule aux chapelles où célèbrent les prêtres qui ont refusé le serment » écrit le district de Carhaix. Des hommes se soulevèrent à partir d'août 1792 à Scrignac, Berrien, Plourac'h, etc. au nombre de 3 000 à 4 000, mais 300 seulement armés de fusils. Selon la version des bleus (républicains), 70 soldats et 42 gardes nationaux venus de Poullaouen auraient dispersé une troupe de 4 000 rebelles et les chouans sont mis en fuite. Cette version de l'histoire locale est contestée.

### L'irruption de la modernité
L'Arrée au XIXe siècle devient une terre républicaine. Selon André Siegfried, l'habitude de l'émigration temporaire (pilhaouers, marins, sabotiers, charbonniers, ...) ou de longue durée vers les villes de la côte, Paris ou l'étranger, la tradition de la quévaise et la prédominance d'une toute petite paysannerie pauvre et une tradition frondeuse en sont les causes, même si la région fut bonapartiste sous le Second Empire. Aux débuts de la IIIe République, toute la « montagne » vote républicain (sauf Commana). « Les paysans de l'Arrée, pour la plupart petits propriétaires, ont le sentiment très vif de ce qu'ils doivent à la république. »
André Siegfried a qualifié la région de « démocratie radicale ». Sa tradition laïque et républicaine contraste avec l'image conservatrice traditionnellement accordée à la Bretagne : contrairement au Léon voisin, les inventaires des biens du clergé consécutifs à la Loi de séparation des Églises et de l'État de 1905 ne suscitèrent guère de protestations sauf au Huelgoat et à Berrien. « Au moment de l'application de la loi de séparation, les maires de plusieurs communes refusèrent de louer les presbytères aux curés (...) l'évêque voulut priver ces communes de leurs prêtres. Mais on sembla si bien s'accommoder de ce départ que l'autorité ecclésiastique revint bien vite sur sa décision », écrit André Siegfried. Dans le canton du Huelgoat, la gauche radicale et socialiste ne descend jamais en dessous de 58 % des voix aux diverses élections survenues entre 1877 et 1910. Après la première guerre mondiale cette tendance politique frondeuse se confirme: Louis Lallouet devient, au Huelgoat, le premier communiste élu maire en Bretagne entre 1921 et 1925. Toutefois, curieusement, des listes conservatrices l'emportent aux élections municipales du Huelgoat en 1935 et législatives dans la circonscription de Carhaix en 1936, élections qui voient pourtant au niveau national la victoire du Front populaire. Daniel Trellu, chef des FTP du Finistère pendant la Seconde Guerre mondiale a écrit : « Chez les paysans des Monts d'Arrée, il y a l'espérance d'un monde beaucoup plus fraternel ; il y a transposition des valeurs de l'Évangile dans la doctrine communiste ».

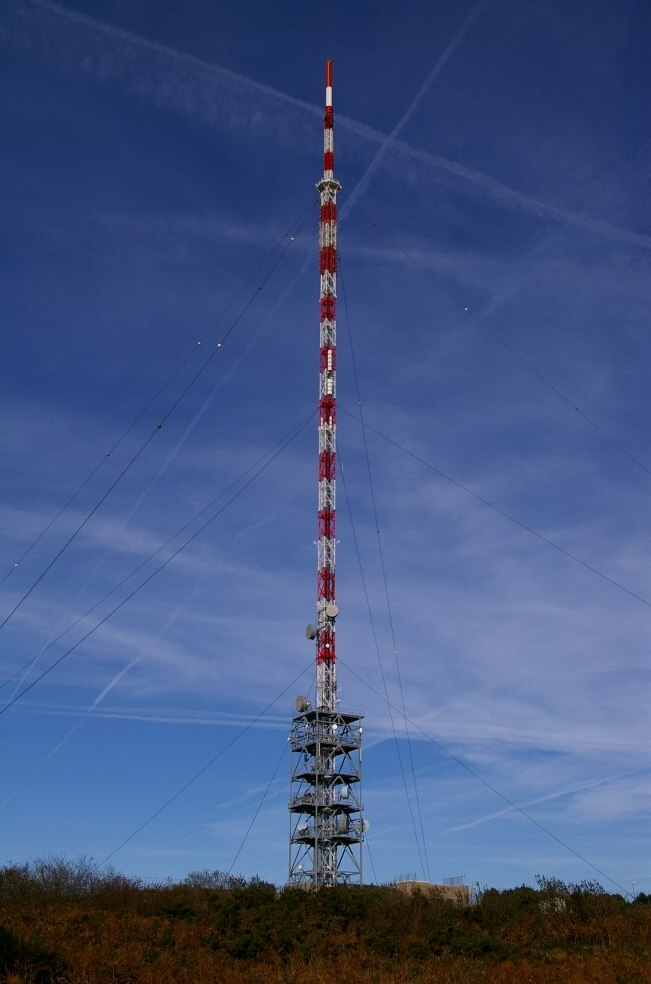
L'émetteur de Roc'h Trédudon.

Le mouvement de résistance dans les monts d'Arrée pendant la Seconde Guerre mondiale commence dès octobre 1942 (monument commémoratif du « premier village résistant de France » à Trédudon-le-Moine, commune de Berrien) et plusieurs groupes de maquisards se constituent du côté du Huelgoat et de Berrien, les combats principaux ayant lieu du 3 au 5 août 1944 où les troupes américaines et les résistants attaquent les Allemands dans les monts d'Arrée ; de nombreux résistants furent fusillés : le docteur Jacq, du Huelgoat, à Châteaubriant dès le 15 décembre 1941, une vingtaine d'autres en 1944 et une autre vingtaine ne sont pas revenus vivants des camps de concentration. Le groupe Justice, un maquis FTP dirigé à l'été 1944 par Eugène Le Luc, actif dans les monts d'Arrée, principalement entre Brennilis et Sizun, et le sud du pays de Morlaix, récupérant des armes, attaquant des convois allemands, aidant des réfractaires du STO, cacha une famille juive à Saint-Sauveur pendant la Seconde Guerre mondiale.
Des collaborateurs existèrent aussi : le recteur de Scrignac, l'abbé Jean-Marie Perrot, fut abattu par la résistance le 12 décembre 1943 ; animateur du Bleun-Brug, il était aussi un prêtre traditionaliste, antisémite et anticommuniste.
Après la Seconde Guerre mondiale, la tradition de gauche perdure : par exemple Alphonse Penven, agriculteur, a été élu maire du Huelgoat en 1945, député de la 4e circonscription du Finistère (Carhaix) en 1956 et le canton du Huelgoat a longtemps eu un conseiller général communiste avant que ce dernier, Daniel Créoff ne finisse en 2002 par adhérer au parti socialiste.
L'attentat contre l'émetteur de télévision de Roc'h Trédudon commis par l'Armée révolutionnaire bretonne (ARB) en 1974 est encore dans les mémoires. Les années 1970 voient l'arrivée des blev hir (« cheveux longs ») tentés par le retour à la terre et l'écologie.
C'est un fief bretonnant encore de nos jours[réf. souhaitée], nombreux sont les enfants qui fréquentent les écoles Diwan (à Commana l'école Diwan a trois classes, autant que l'école primaire publique) qui pratiquent un enseignement principalement en breton, ou les écoles publiques bilingues comme celle de Saint-Rivoal, la tradition des festoù-noz perdure, on y danse entre autres la « gavotte des montagnes », la pratique du gouren (lutte bretonne) reste fréquente ; les partis autonomistes, par exemple l'Union démocratique bretonne (UDB), enregistrent là de bons résultats électoraux, même s'ils restent largement minoritaires[réf. souhaitée].

## Influence géographique et sociale

### Une frontière naturelle
Si les monts d'Arrée n'ont jamais été frontière d'État, à la différence par exemple des Alpes ou des Pyrénées, leur « effet-frontière » est toutefois sensible : limite entre les trois évêchés de Cornouaille, Léon et Trégor à la « fontaine des trois Évêques » (voir la légende des trois évêques), perdue dans la lande du flanc nord des monts d'Arrée, l'illustre, limite climatique souvent (il peut faire beau au nord et mauvais au sud ou vice-versa) ; limite entre des dialectes différents au sein de la langue bretonne traditionnelle[réf. nécessaire] (« le » cornouaillais, « le » léonard), limite entre le « Finistère-nord » et le « Finistère-sud » (même si ces appellations tendent désormais à tomber en désuétude), limite entre des éditions différentes du journal régional (Le Télégramme), limite de circonscriptions administratives tant dans le passé (entre les districts de Morlaix, Carhaix et Châteaulin sous l'Empire, entre les arrondissements sous la IIIe République ou encore actuellement, limite de circonscriptions électorales.
C'est surtout une limite psychologique entre Léonards et Cornouaillais (« Potred Kernew, tud goue », « Cornouaillais gens farouches » disait-on en Léon et Trégor), les préjugés étaient nombreux : le Léonard tenait le Cornouaillais pour insouciant, dépensier, bon vivant, « rouge » ; le Kerné estimait le Leonich triste, avare, « chouan », « blanc ». Les anecdotes sont innombrables pour l'illustrer : à Bodilis (Pays de Léon), à la question « Qui est-là ? », l'on répond : « Oh, rien du tout, un Cornouaillais ». Quand le tonnerre gronde, les Léonards disent : « Ar Gerneis a zo o c'hoari bouloù » (« Les Cornouaillais s'amusent à jouer aux boules »). Les mariages étaient rares jusqu'à il y a peu entre les personnes des deux anciens évêchés ; la légende d’Ar zantic coz ne dit-elle pas que le Roc'h Trevezel ne s'ouvre qu'une fois tous les 1 000 ans ? Les descendants des julloded (paysans aisés enrichis dans le passé par le commerce de la toile) léonards envoyaient leurs enfants de préférence à l'école privée, les « montagnards » à l'école publique.
Ceci, ainsi que la faiblesse démographique par rapport aux villes côtières ou proches de la côte, explique la faible représentation politique constante de la région : depuis la Révolution française, aucun élu des monts d'Arrée n'a jamais été ministre ; sur 26 députés identifiés qui se sont succédé pour représenter la région de 1789 à 2010, une poignée seulement étaient originaires d'une localité de la région : Jacques Queinnec, agriculteur à Plounéour-Ménez, député de la Convention ; Théodore Le Gogal de Toulgoët, originaire de Carhaix, député du Corps législatif pendant le Directoire ; Henri de Chamaillard, né au Huelgoat et Joseph Nédellec, né à Plouyé aux débuts de la IIIe République, et Alphonse Penven, né au Huelgoat, élu en 1956, étant les rares exceptions.

### Des conditions de vie longtemps difficiles

#### L'effet relief

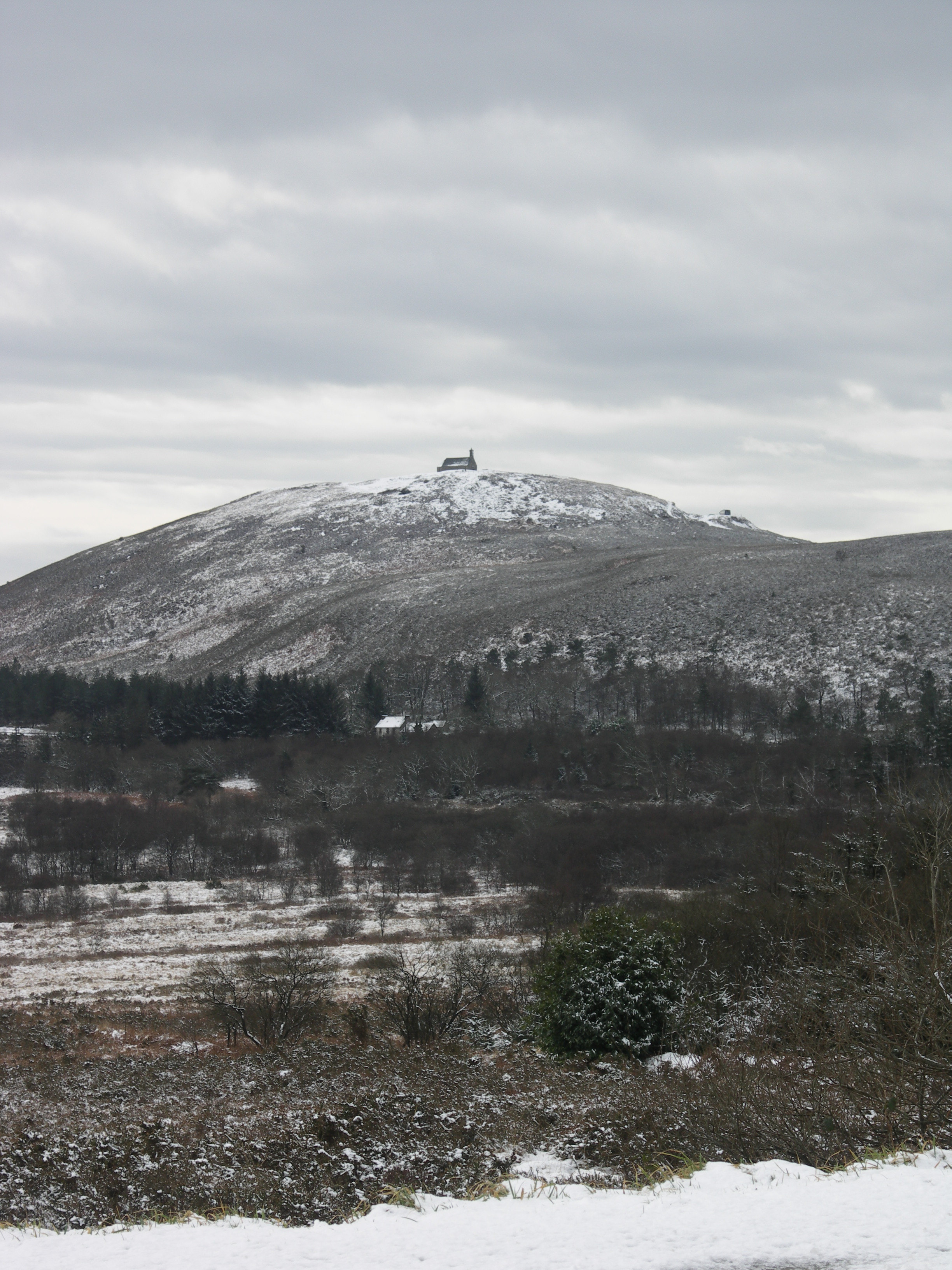
Le mont Saint-Michel de Brasparts sous la neige.

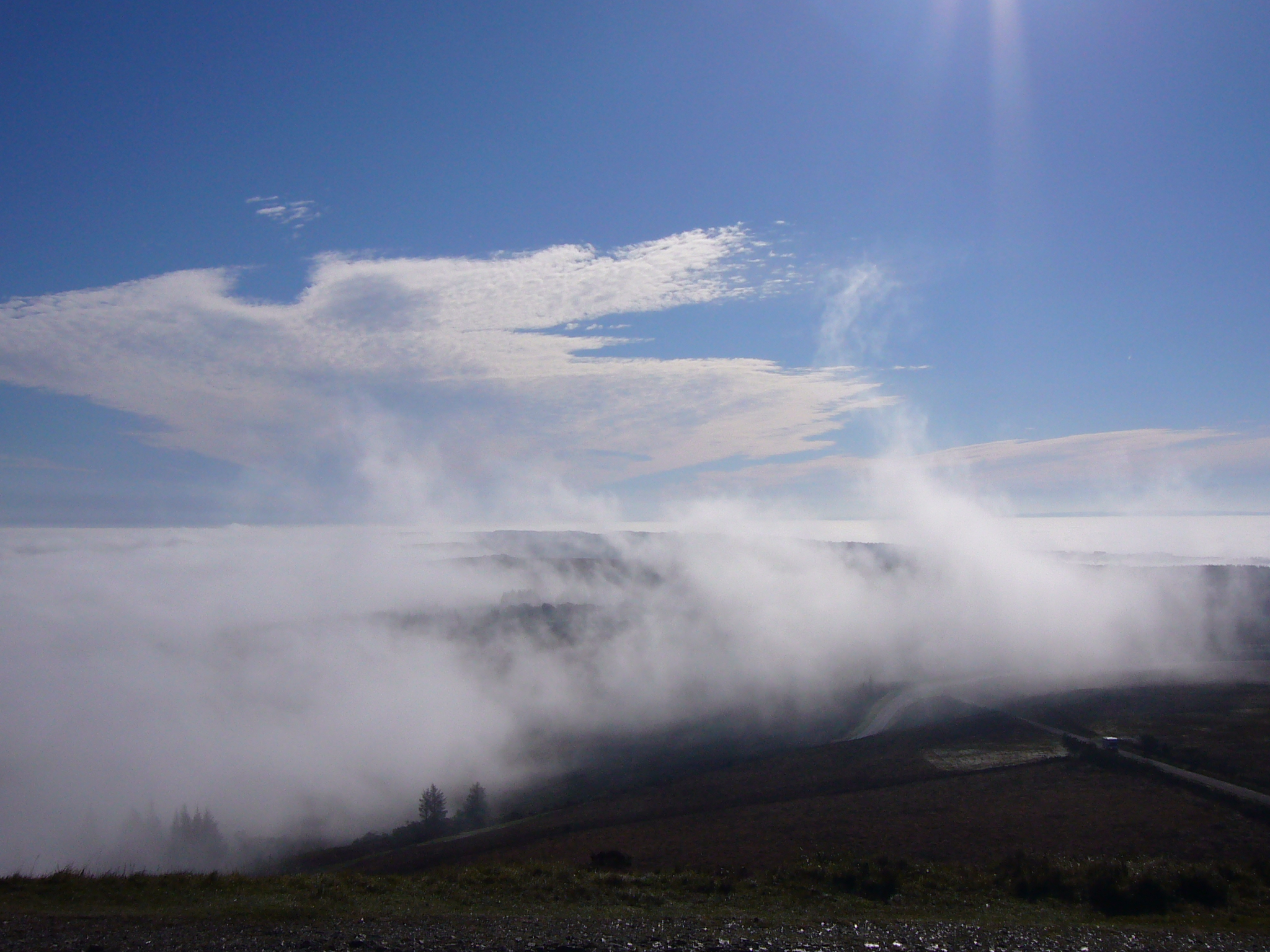
Nuages à l'assaut du mont Saint-Michel de Brasparts.

Malgré la faiblesse des altitudes, un « effet relief » existe, l'Arrée constitue un obstacle qui oblige les masses d'air à s'élever et la rudesse du climat est nette : les vents dominants (noroît, suroît) venus de l'Atlantique proche charrient des masses d'air maritime qui expliquent l'abondance des précipitations orographiques et la fréquence des brumes : la station climatique de Brennilis détient le record de France de la nébulosité, les précipitations moyennes, période 1961-1990, sont de 1 465 mm par an contre par exemple 652 mm à Penmarch (localité du littoral sud-ouest du Finistère), le régime des pluies varie de 60 à 190 mm par mois pendant la même période ; des épisodes pluvieux prolongés sont constatés parfois : 910 mm de novembre 2000 à janvier 2001 par exemple ; même en juillet, mois généralement le plus sec, les précipitations sont en moyenne de 60 mm. Une relative continentalité se fait sentir par comparaison à la douceur de la « Ceinture dorée » littorale : deux à trois degrés de moins l'hiver, quinze jours au moins de retard végétatif au printemps. Jacques Cambry l'avait déjà noté à la fin du XVIIIe siècle : 

« Les vents du sud-ouest, les vents du nord, sont terribles sur ces montagnes ; les gelées y sont fortes. Dans l'hiver de [17]88 à [17]89, la neige s'élevoit à plus de dix pieds dans les vallons : on fut sept semaines sans pouvoir mettre les animaux dans les champs. »

 Les loups ont été nombreux jusqu'au milieu du XIXe siècle, les derniers ayant été tués en 1884 au Cloître-Saint-Thégonnec et en 1895 à Pencran. La tradition rapporte que le dernier loup vivant fut aperçu en 1906 dans les monts d’Arrée, entre Brasparts et Loqueffret, encore n’avait-il que trois pattes, un piège ayant sectionné la patte manquante.

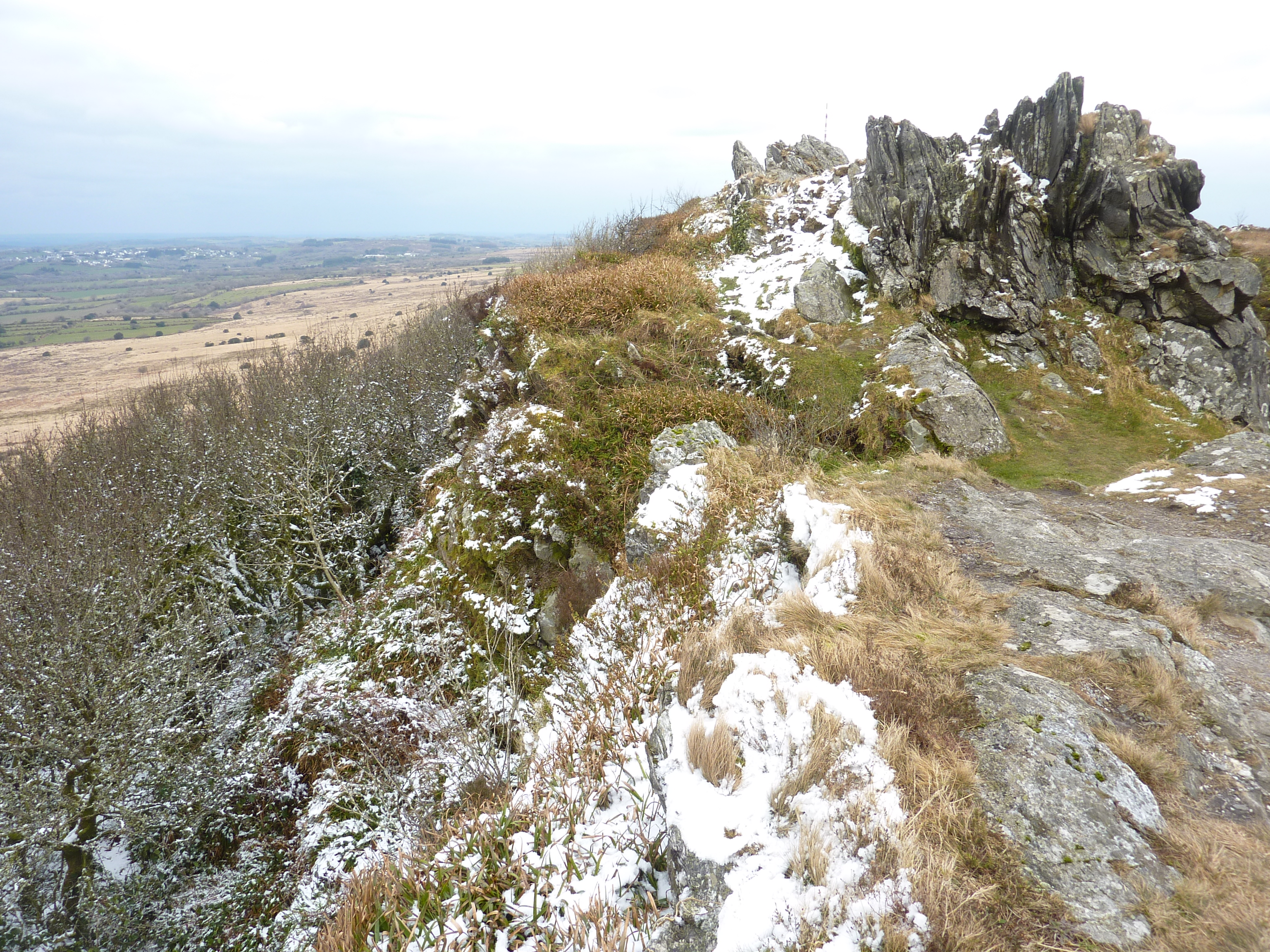
Le Roc'h Trevezel sous la neige.

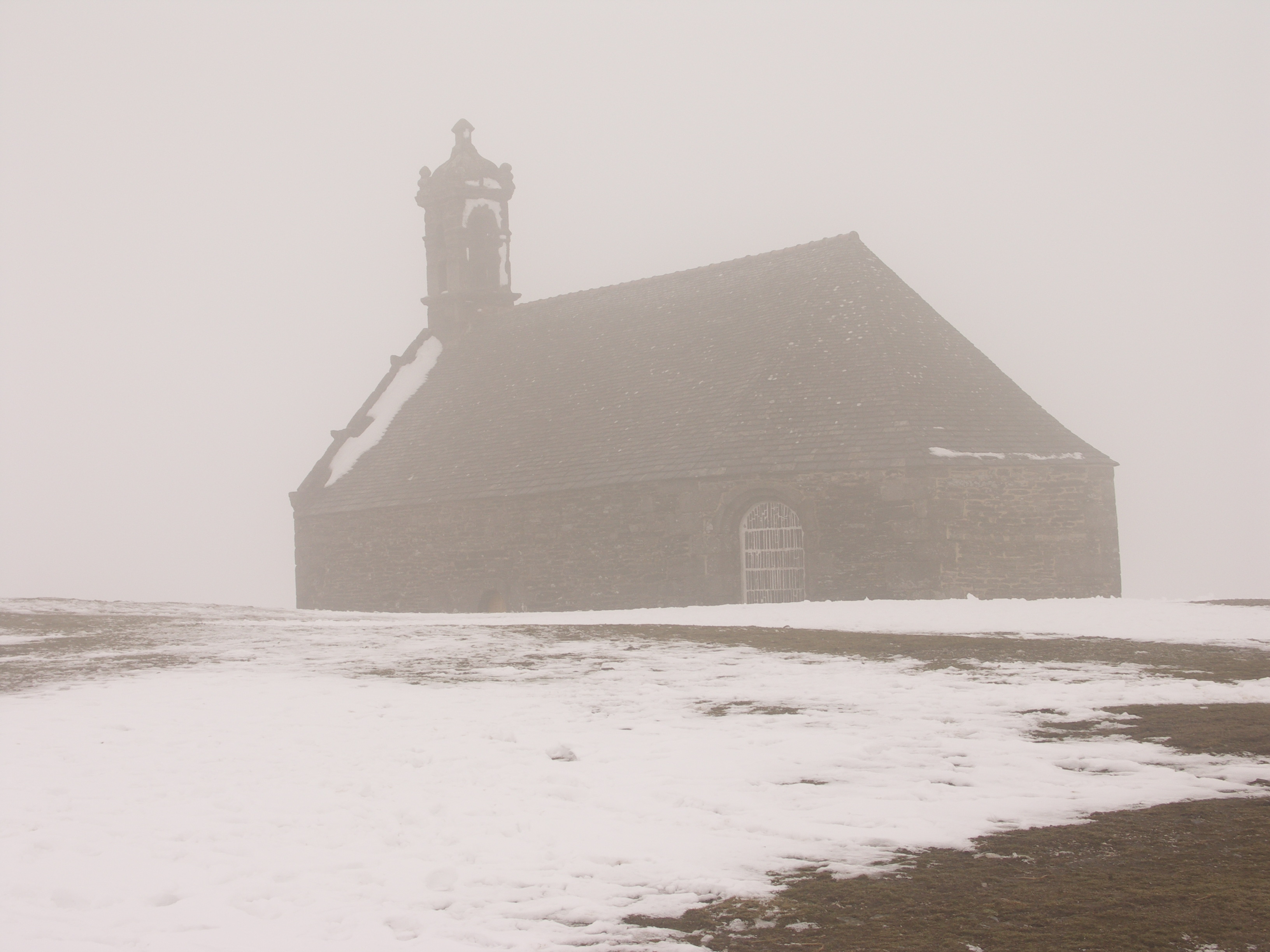
Le mont Saint-Michel de Brasparts dans la brume et sous la neige.

Le géographe Emmanuel de Martonne écrit en 1906 : « On peut errer pendant des heures aux environs du pic de Saint-Michel de Brasparts, au milieu de brouillard pénétrants (...) sans voir trace de la présence de l'homme. »
Dans sa Chanson du cidre, Frédéric Le Guyader raconte la mésaventure d'un berger de Saint-Rivoal âgé de 10 ans :
Fanchic avait souvent à faire aux loups gloutons,

Aux bandits détrousseurs de l'Arrée

Grands seigneurs, souvenirs de toute une contrée

Qui va de Brennilis jusqu'au bourg de Sizun.
En 1790, une pétition d'habitants du Léon en faveur du choix de Landerneau comme préfecture du Finistère dresse ce tableau sinistre de l'insécurité sévissant alors dans les monts d'Arrée :

« Personne n'ignore que pour se rendre à Quimper, il faut faire un circuit très considérable pour éviter les montagnes d'Arrée, impraticables dans le temps indiqué pour la session des assemblées du département, et qui, dans toutes les saisons, offrent les dangers les plus effrayants. La liste des personnes qui périssent tous les ans dans les neiges en traversant les montagnes ou qui, échappées aux voleurs, deviennent la proie des bêtes féroces présente une image affligeante. Faudra-t-il que trois cent mille habitants de Léon aillent en chercher deux cent mille, perdus en quelque sorte au milieu des montagnes et des bois infestés de brigants ? Faudra-t-il que le grand nombre, rassemblé dans un évêché moins étendu mais fertile, soit attiré au loin par le petit nombre ? »

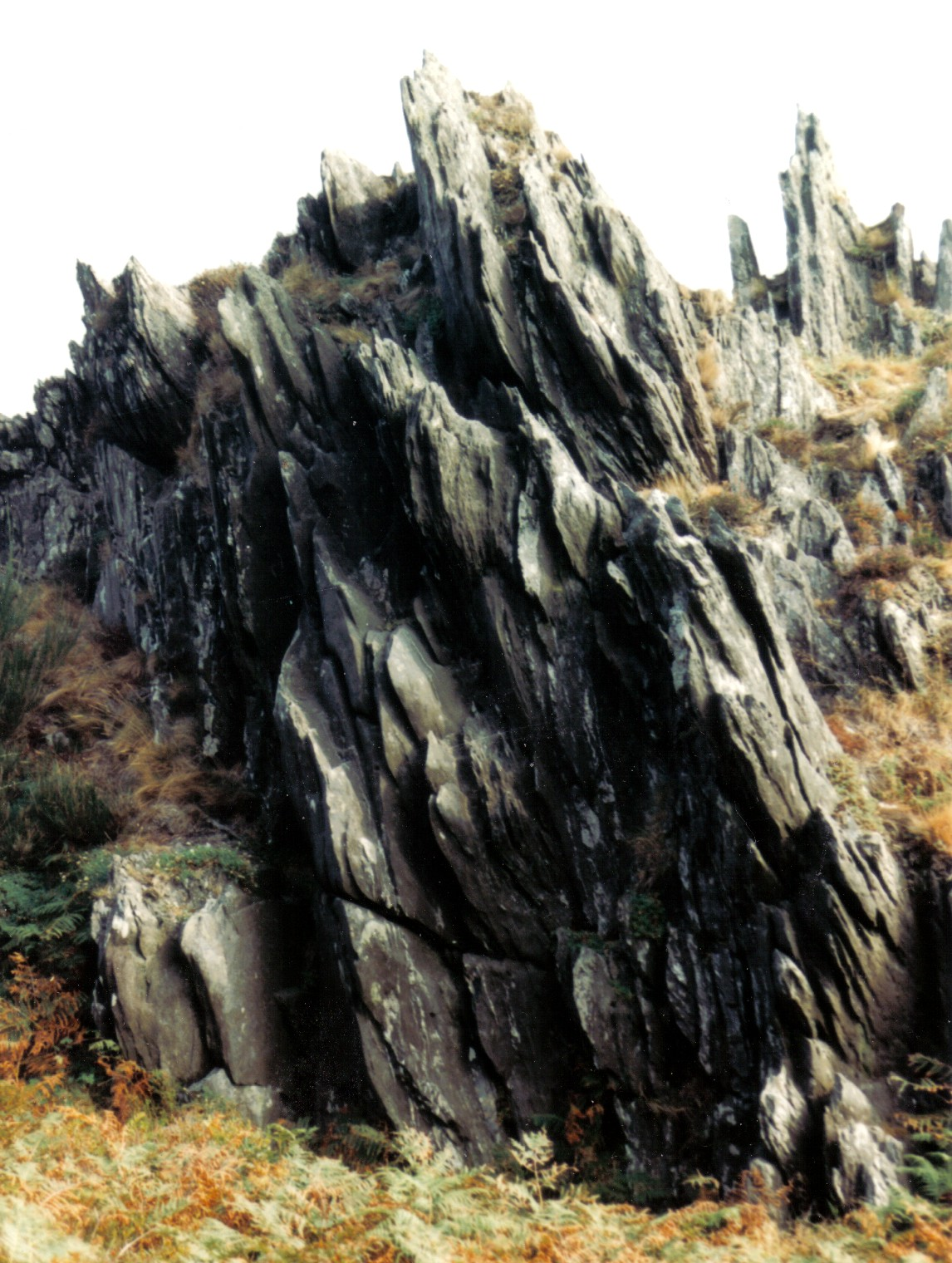
Roc'h Trévezel.
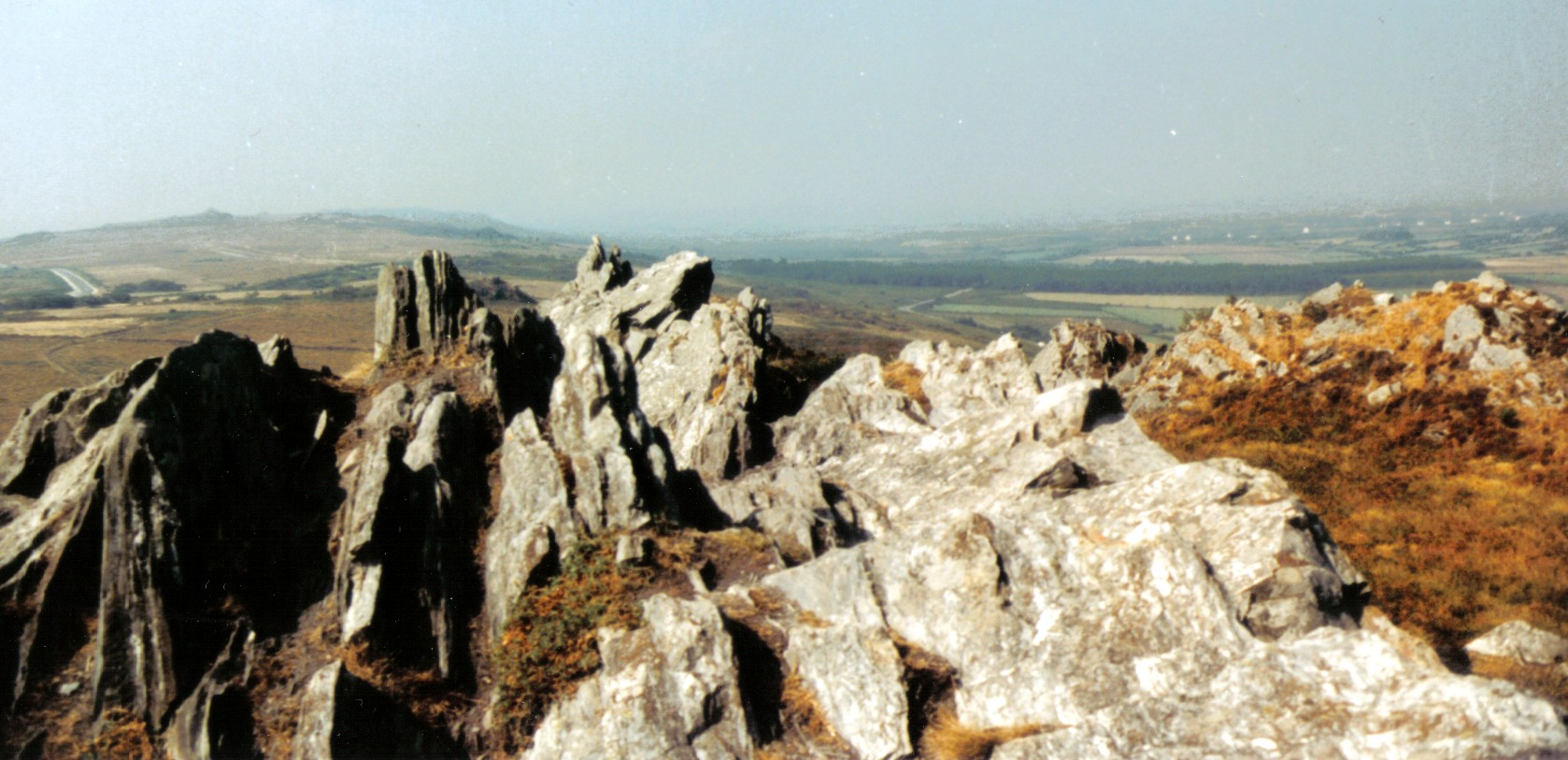
Roc'h Trévezel.
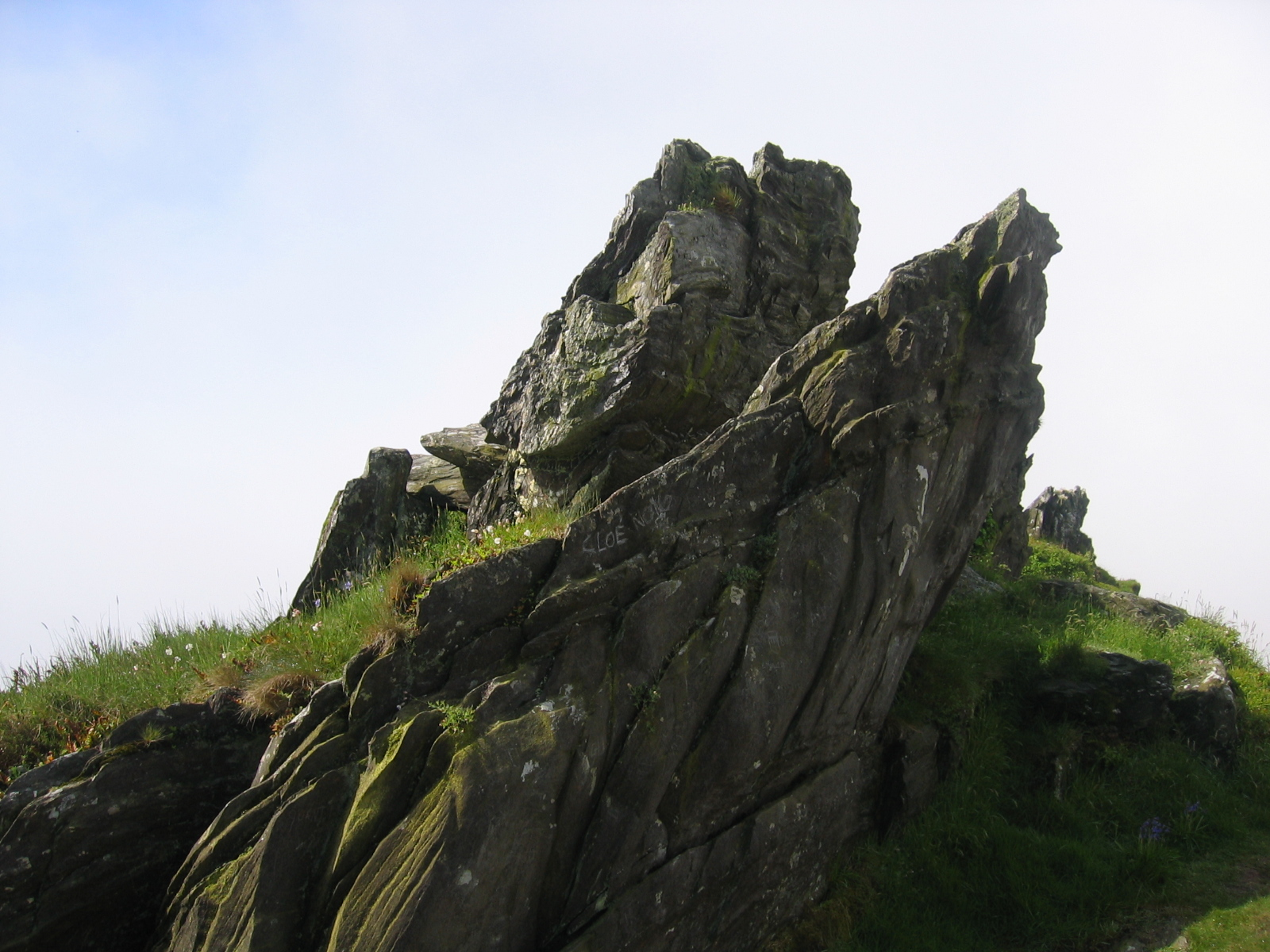
Lame de quartzite tranchant le sol.

#### Pauvreté et misère pendant longtemps

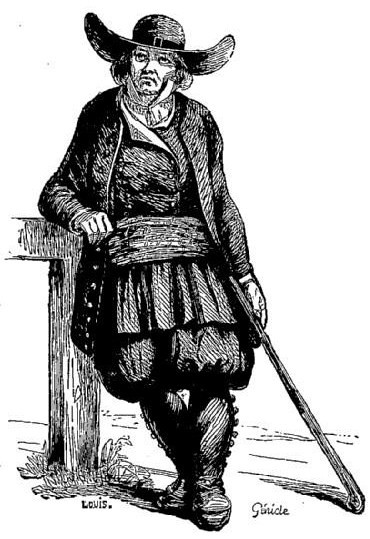
Paysan de la région de Morlaix vers 1854 (dessin de Geniole).

La pauvreté a longtemps été grande : vers 1780, l'abbé Yves Le Gloas, recteur (c'est-à-dire curé) de Plounéour-Ménez, écrit : « Ce territoire des Montagnes d'Arrée renferme des landes et des sous-bois peu fertiles. On conçoit très vite que les habitants ne doivent pas être très riches. (...) Ici, la voisine accouche sa voisine et ainsi tour à tour. De là, combien d'enfants meurent avant de paraître. D'autres sont infirmes ou impotents. (...) Le blé noir dont le commun vit coûtait 21 sous, il se vend aujourd'hui 121. Je ne parle point du froment. Nos pauvres n'en goûtent jamais. (...) Rentrer chez eux, c'est la pauvreté même. À moitié nus, sans bois pour se chauffer, sans lits, si ce n'est qu'un peu de paille, du fumier. »

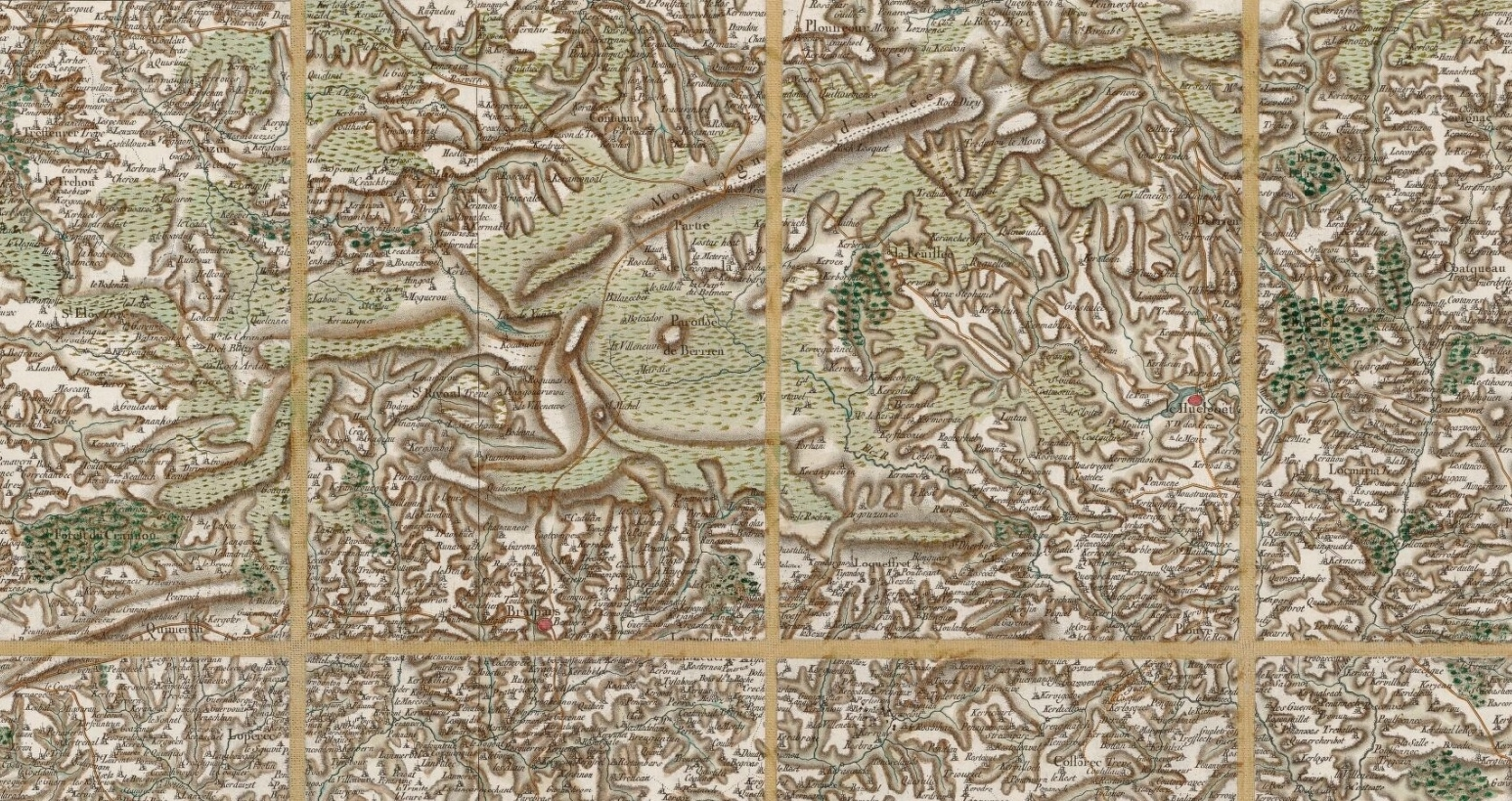
Carte de Cassini de la région des monts d'Arrée (1787).

Quelques années plus tard, Jacques Cambry a fait remarquer que la région a longtemps formé un véritable isolat humain et linguistique en raison des difficultés de communication qui ont longtemps été importantes, ce qui a entraîné une forte consanguinité, particulièrement sensible dans une commune comme Botmeur, mais aussi facilité la conservation des traditions et des croyances : légendes évoquant l'Ankou, les korrigans, etc. ; des druides se réunissent parfois sur le Ménez Kador, le mont Saint-Michel de Brasparts ou dans la cuvette du Yeun Elez.
Disettes (chroniques de 1785 à 1788), parfois famines, et épidémies (typhoïde en 1758, petite vérole et rougeole en 1773-1774), typhus en 1774 (consécutif au retour à Brest de l'escadre du lieutenant général Emmanuel Auguste Dubois de La Motte), choléra, etc. sévissaient souvent : en 1787, la sénéchaussée de Carhaix enregistra 1692 naissances pour 1849 décès ; celle de Châteauneuf-Huelgoat, 540 naissances pour 632 décès. Émile Souvestre raconte qu'en 1816, « la récolte de blé noir ayant manqué, on vit les habitants de l'Arrée descendre par centaines le long des montagnes et déborder dans le Léonais où, la besace sur le dos, le chapelet à la main, ils séjournèrent de longs mois, mendiant pour ne pas mourir de faim ».
En 1817, le secrétaire de l'évêque de Quimper, qui se rend de Quimper à Morlaix en traversant les monts d'Arrée, rencontre des bandes affamées ; il écrit : « Il est difficile de se faire une idée de l'affreuse misère qui règne dans les montagnes. J'en ai trouvé qui faisaient leur dîner dans les champs où ils se nourrissaient d'oseille sauvage. Plusieurs ont été trouvés morts sur les chemins et d'autres sur leur triste couchette ».
Jean-François Brousmiche décrit vers 1830 les habitants de l'Arrée comme une population « qui végète dans les habitations les plus sales entre toutes celles du Finistère ». Les hivers 1845-1846 et 1846-1847 furent terribles pour les habitants de l'Arrée : récoltes gelées, animaux qui meurent de froid, mildiou, mendiants qui envahissent les rues de Morlaix... En 1855, le gallois Davies venu chasser les loups dans les monts d'Arrée écrit : « À plus d'une lieue autour de Carhaix, les pauvres paysans n'occupent qu'une mauvaise cabane en compagnie de leur cochon et de leur vache, quand leurs moyens leur permettent d'en avoir ». La bouillie d'avoine (yod kerc'h) a longtemps constitué l'alimentation de base, restant encore consommée, mais épisodiquement, au milieu du XXe siècle.
Les préjugés ont longtemps été très forts : par exemple le comte de Limur parle en 1874 des « sauvages » de la région, poursuivant, évoquant il est vrai un passé indéterminé : « la peau presque noire, les cheveux couleur du jais, ils portaient des culottes courtes et serrées, également propres à la danse et au combat ; la lutte était leur amusement préféré, lutte brutale où chacun s'efforçait de porter les plus rudes coups ; leur ignorance était complète ; ils ne parlaient qu'un breton rude et guttural. » Il reconnaît toutefois que ce n'est plus le cas à la date où il a écrit ces lignes.
En 1893, le géographe Louis Gallouédec décrit ainsi les villages du cœur des Monts d'Arrée :

« La Feuillée, Botmeur, Saint-Rivoal, Loqueffret, comptent parmi les plus misérables bourgs du Finistère. Au centre, généralement près d'une place que les pluies ont crevassé, se dresse l'église, basse, aux murs blanchis à la chaux, aux piliers de pierre ; pavée de pierres mal jointes qu'ont usées les pieds de plusieurs générations de fidèles. Le presbytère, une ou deux auberges à la porte desquelles pend la branche de genêt, quelques maisons sombres, bâties de pierres communes qu'unit en guise de ciment un peu de terre détrempée, couvertes de chaume, et percées d'ouvertures parcimonieusement ménagées, complètent le village où s'ébattent pèle-mêle des enfants en haillons et des animaux vautrés dans le jus des étables qui s'étale en mares infectes. Quant aux mœurs, elles conservent je ne sais quoi de sauvage qui frappe même les habitants voisin du Huelgoat ou de Châteauneuf. »

À la fin du XIXe siècle, les géographes Marcel Dubois et Paul Vidal de La Blache écrivent : « La montagne ne se peuple guère : si la natalité est grande, (...) la mortalité l'est à peine moins, tant les épidémies font beaucoup de victimes parmi les enfants surtout, laissés à eux seuls, sans soins suffisants. Elle ne s'enrichit guère non plus. La Feuillée, Botmeur, Saint-Rivoal, Loqueffret, comptent parmi les plus misérables bourgs du Finistère ». Un autre géographe, Louis Gallouédec, écrit en 1893 : « Vous y apercevrez encore beaucoup de landes absolument incultes, des prés dont la verdeur maladive trahit le manque d'irrigation, des tourbières noircies par les bruyères corrompues, et (...) de maigres taillis d'où émergent seuls quelques tétards tordus et ébranchés, rejetons ridicules des arbres séculaires où se cueillait le gui sacré ».
La montagne a aussi servi de zone refuge pour les plus pauvres. Jean-Marie Le Scraigne écrit : « Les gens les plus pauvres étaient obligés de quitter pour laisser la terre aux riches. Des deux côtés refluaient vers la montagne les gens qui étaient éjectés en somme par les riches qui prenaient les terres. C'était vrai surtout du côté de Botmeur et de La Feuillée ». La pauvreté a aussi parfois provoqué chez certains un célibat contraint engendrant clochardisation et alcoolisme ; Xavier Grall, dont une partie de la famille est issue de Scrignac en brosse un portrait terrible dans son poème Les déments :
(...) Ivrogne,

Sourds,

Lourds,

Cramoisis,

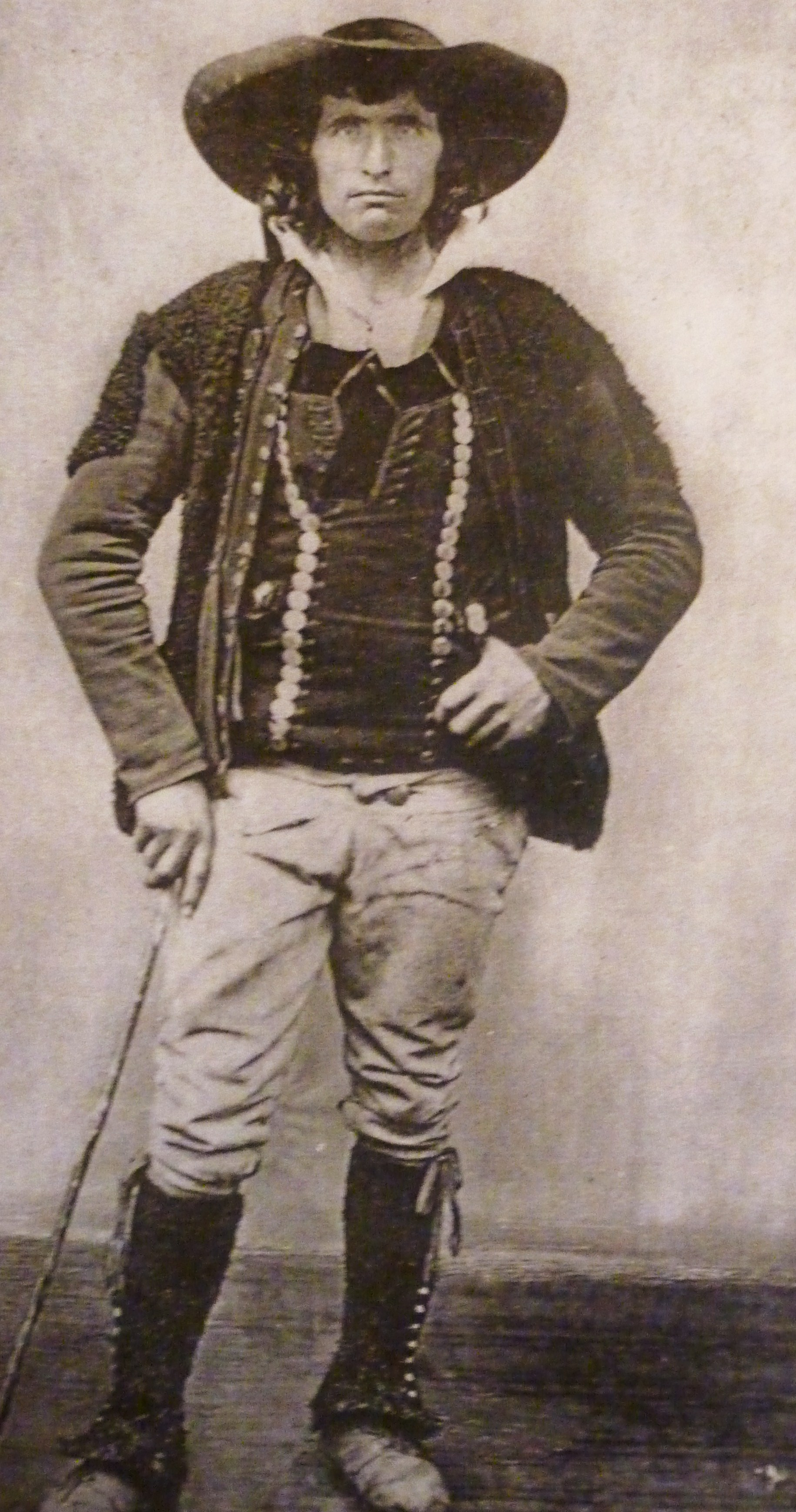
Marchand de bestiaux de l'Arrée vers 1900.

Les déments de l'Arrée sans descendance, (...)

Ils ont refusé l'exil, l'usine et l'encan, (...)

Et c'est en titubant,

A Botmeur Commana et Brasparts,

Qu'ils arpentent les chemins du néant.

## Activités humaines

### Les pilhaouers de la montagne

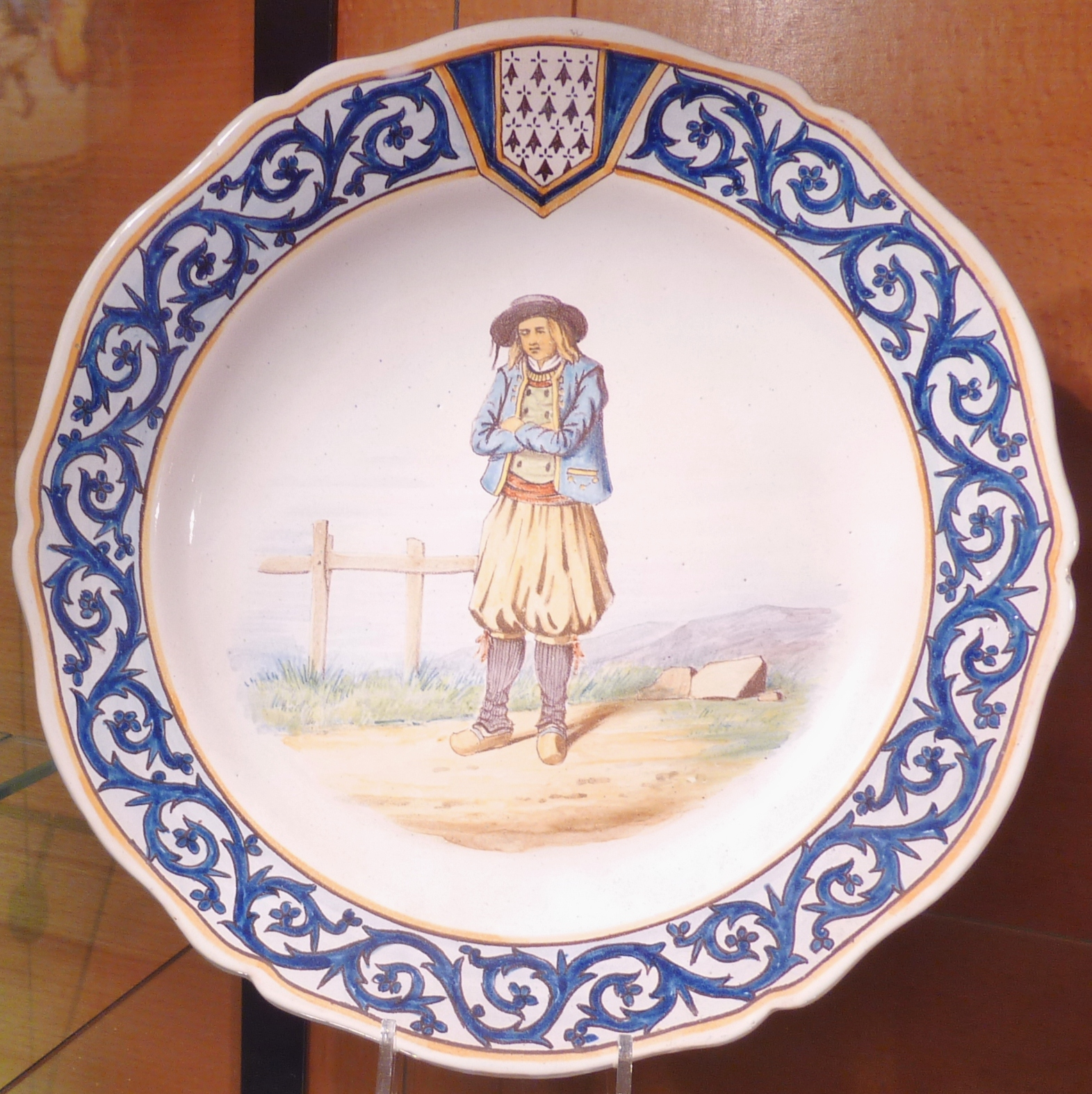
Faïence de Quimper : assiette à décor bretonnant représentant un pilhaouer (chiffonnier) des monts d'Arrée.

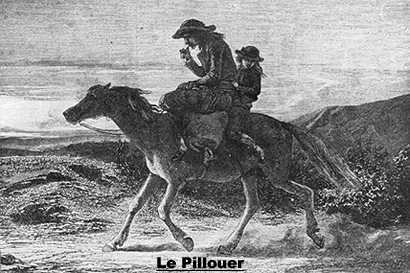
Gravure d'un pilhaouer au XIXe siècle.

La pauvreté des paysans de l'Arrée en raison de l'acidité des sols et de la rudesse du climat, aggravée par l'altitude et la croissance démographique importante dans la première moitié du XIXe siècle, a rendu indispensable des revenus d'appoint pour permettre la survie de la population, à une époque où l'exode rural était encore peu important. Les femmes maniaient la quenouille et pratiquaient le tissage, les hommes se firent colporteurs (en breton pilhaouers), en particulier dans les communes de Botmeur, La Feuillée, Brennilis et Loqueffret. Lors du recensement de 1856, l'on recense 68 pilhaouers à Botmeur ; lors de celui de 1905, 30 familles.
Les pilhaouers étaient des marchands itinérants qui échangeaient des articles divers, en particulier de la vaisselle, de la quincaillerie, des colifichets, contre des chiffons, peaux de lapin, des queues de cheval, des soies de porcs, des métaux divers récupérés, etc. qu'ils revendaient aux grossistes implantés dans les ports tels Morlaix. Ils réparaient bols, assiettes ou parapluies. Ils étaient porteurs des nouvelles, bonnes comme mauvaises et chantres des traditions populaires.

### Agriculture et sylviculture
L'homme est parvenu malgré tout à coloniser ce milieu difficile. Malgré le climat ingrat et les sols pauvres, l'agriculture s'est laborieusement développée les siècles passés. En 1772, le curé de Commana écrit : 

« Dans l'Arrée, les terres incultes couvrent une superficie de plus de 20 lieues carrées, l'on y sème cependant quelquefois du seigle et du genêt, mais si rarement que les meilleurs terrains de la montagne sont à peine cultivés une fois tous les 30 ou 40 ans. Les clôtures que l'on fait pour cette culture passagère ne durent que 3 ans, après quoi elles sont rasées, et le terrain devient commun et abandonné comme auparavant »

— Lettre du curé de Commana au contrôleur général en 1772
Les grands défrichements dans les monts d'Arrée remontent au Moyen Âge, entre les XIe et XIIIe siècles. Le géographe Camille Vallaux écrit en 1908 : « Au temps des grands troupeaux de moutons et de la juridiction abbatiale de l'abbaye du Relec, les landes d'Arrée étaient divisées soit par des bornes, soit par des fossés, soit par de simples lignes, en grandes pièces qui atteignaient plusieurs centaines d'hectares, et qui appartenaient indivisément aux tenanciers du village le plus voisin. (...) C'était donc des tenures collectives du village ; elles n'avaient rien de commun avec ce qu'on appelle ordinairement des communaux ». Chaque tenancier devait payer sa quote-part pour leur utilisation au propriétaire seigneurial ou ecclésiastique. Par exemple, un acte du 26 février 1736 précise que les habitants du bourg trévial de Saint-Rivoal doivent payer 24 sols pour l'utilisation, « de tout temps immémorial » de 11 000 cordes (mesure de surface) de terres de « franchises et montagnes ». La persistance plus longtemps qu'ailleurs, tant dans la « montagne » que dans le marais du Yeun Elez, de terres indivises, que chacun pouvait utiliser temporairement, explique la prédominance de l'élevage des moutons prouvée par la toponymie (le « mouton noir d'Ouessant » est attesté dans l'Arrée dès 1750), même si Frédéric Le Guyader reprenant une chanson ancienne écrit en 1901 dans la Chanson du cidre que dans l'Arrée « l'on rencontre autant de loups que de moutons ». À La Feuillée, chacun des 14 « villages » (hameaux) constituant la paroisse avait son lot de lande (mot synonyme de montagne dans la langue locale) où seuls les villageois dudit village avaient le droit exclusif de conduire leurs troupeaux.
Le partage de ces « terres  vaines et vagues » (boutin en breton) s'effectue vers 1860, ce qui provoque la disparition de cet élevage de type transhumance (des bovins venaient par exemple paître depuis Pleyben dans la montagne d'Arrée aux XVIIe siècle et XVIIIe siècle), même s'il est réapparu récemment. La toponymie prouve également l'importance de la culture du lin et du chanvre par le passé : dans sa thèse sur la microtoponymie des monts d’Arrée, Jean-Marie Ploneis a recensé quelque 50 000 noms de parcelles sur les quelques communes du canton du Huelgoat : « Ainsi remarque-t-on quelque 500 parcelles contenant le terme de liors, courtil, ce qui correspond à plus de 200 hectares de tels « courtils », certains étant suivis des termes canab, lin... remontant au travail du chanvre et du lin des siècles passés, etc. ». La lande était une « terre froide », c'est-à-dire cultivée par intermittence : l'écobuage avait lieu en moyenne tous les dix ans, car pratiqué plus fréquemment il épuiserait le sol. On commençait par semer de l'ajonc : al lann qui servait à nourrir le bétail en hiver après avoir été mélangé avec de l'herbe ou du foin puis broyé, à ne pas confondre avec le gousilh, terme breton sans traduction française, composé de diverses plantes naturelles (fougères, herbes diverses, bruyères) fauchées en fin d'été généralement, qui était utilisé pour la litière du bétail. La parcelle de lande (on trouve de nombreux park al lanneg et park al lanneguier dans les documents cadastraux) était exploité pendant deux à quatre ans, puis l'on semait du seigle ou du sarrasin, la dernière année de l'avoine, ces céréales s'adaptant très bien aux terres de la lande. Le gouzilh servait aussi de combustible : « À Saint-Rivoal, les mottes étaient toujours associées à la tourbe dans le chauffage. On découpait à la marre ar varr), une sorte de houe qui servait à écobuer, des mottes d'assez grande dimension (..) qu'on rentrait au printemps avant que ne reverdisse la montagne, quatre ou cinq charretées suffisaient aux besoins de l'année. » Les landes ont permis à de nombreux déclassés de la vie rurale de survivre, surtout au XIXe siècle lorsque la pression démographique était forte, dernière chance de survie pour les plus pauvres, mais au prix d'une charge de travail énorme : 200 journées de travail pour écobuer un hectare.
La révolution des techniques culturales et l'apport d'amendements calcaires (chaux, maërl) et la pression démographique plus forte ont entraîné dans la seconde moitié du XIXe siècle de nouveaux défrichements et l'extension maximale des terres agricoles est atteinte au début du XXe siècle : par exemple, plus de 1 000 ha de terres furent défrichées sur Brasparts entre 1813 et 1908. La culture principale a longtemps été le sarrasin (« blé noir ») : vers 1900, il occupait 40 % de surfaces cultivées à Plounéour-Ménez. Stendhal a écrit en 1838 : « La partie de la Bretagne où l'on parle breton vit de galettes de sarrasin », même si cette plante était en fait largement autant cultivée en pays gallo.
Mais une agriculture très pauvre domine encore à la fin du XIXe siècle, si l'on en croit cette description datée de 1893 : « Sur d'immenses espaces, c'est la même et constante désolation. La lande s'étend à perte de vue. (...) C'est tout au plus si le mouton qui tond le caillou et la petite vache bretonne parviennent à trouver en cette infertilité la maigre nourriture dont ils se contentent. (...) De loin en loin seulement apparaît un champ de seigle, de blé noir ou de pommes de terre, enclos d'une haie d'ajoncs ; plus rarement encore s'élève un bouquet d'arbres rabougris à l'ombrage desquels se dresse une chaumière. (...) De Brasparts à Plounéour-Ménez, en cinq lieues, on trouve cinq maisons ».
Des activités agricoles subsistent, réduites certes (une seule exploitation est encore en activité dans la commune de Botmeur par exemple). Sur les premières pentes de schistes dévoniens, des parcelles encloses, aujourd’hui laissées à l’ajonc ras et aux bruyères, furent autrefois des champs ou des prairies de fauche. La lande elle-même était utilisée pour la litière et même la nourriture du bétail ; les vaches, au plus trois ou quatre par ferme étaient des brizh-du, race bretonne pie noir  allaient paître les « garennes », leur productivité en lait était « intermédiaire entre la chèvre et la frisonne », auxquelles succédèrent à partir de 1930 les vaches de race armoricaine. L'ajonc constituait pendant l'hiver l'alimentation de base du cheval, un bidet breton généralement, « petit, endurant, nerveux, particulièrement adapté au terrain accidenté de la montagne ». Ces races ont désormais disparu. Le marais tourbeux lui-même a été par le passé utilisé par l'homme, pour l'exploitation de la tourbe certes, mais aussi, grâce au drainage, pour l'agriculture (prairies surtout, mais aussi des champs cultivés), principalement entre 1930 et 1960. Depuis la friche sociale (abandon des terres en raison du recul des activités agricoles) a fait son œuvre en rendant d'anciennes pâtures à la lande.
L'homme a surtout colonisé les espaces les moins ingrats, à savoir les zones les moins élevées, fonds de vallée et dépressions. À l'ouest, la vallée du Rivoal, en direction de la commune de Saint-Rivoal ; au sud-ouest, la dépression de Brasparts, amorce du Bassin de Châteaulin ; à l'est, vers l'aval, les régions de Brennilis et de Loqueffret, avec leur paysage bocager typique encore visible. Ce sont des traînées de verdure par opposition aux landes sommitales. Relique en Bretagne, un bocage au maillage très serré se rencontre encore essentiellement au cœur des monts d’Arrée.
Sur le versant méridional des Roc’h, entre les crêtes et le fond tourbeux des marais, existe une bande de terrains relativement privilégiés, bénéficiant d’une bonne exposition face au sud et d’un climat d’abri relatif. Cela explique l’alignement d’un chapelet de hameaux sur une dizaine de kilomètres, depuis Bot-Kador, au pied du Ménez Kador (Signal de Toussaines), jusqu’à Trédudon-le Moine en passant par plusieurs autres (Roz-du, Botmeur, Bot-Bihan, Litiez, Kerberou, Trédudon-la Feuillée, …). Ces hameaux sont bâtis sur des replats moins pentus que les versants raides des Roc’h et sont, entre les landes sommitales et le marais tourbeux, les meilleures terres que l’homme ait pu cultiver au centre de l’Arrée. La toponymie exprime la relative valeur de ces tertres : le hameau de Balanec-Ber par exemple, dont le nom (le « genêt court » en breton) indique la présence d’une plante fréquente dans ce milieu. Le double nom du hameau de Ty-ar-Yeun-Kernévez illustre aussi la difficulté des implantations humaines (Village du marais-Village neuf). Ce hameau s'est développé au XIXe siècle sur une île au sein du marais du Yeun Elez.
Une forme plus récente des tentatives pour l’utilisation de l’Arrée a été le reboisement. On s’est attaqué aux parties les plus abritées des collines gréseuses. Ce reboisement en « timbre-poste » (parcelles boisées éparses en fonction du hasard de la décision de boisement prises par les propriétaires de parcelles), qui date pour l'essentiel des décennies 1950-1960 où il était encouragé par les pouvoirs publics, est accusé d'avoir modifié le paysage le transformant en paysage vosgien et d'accentuer l'acidification des sols déjà naturellement très acides, avec un pH aux alentours de 5 en raison de la plantation de conifères (enrésinement), d'un meilleur rapport pour les propriétaires et menace la survie de certaines espèces comme la malaxis des tourbières. Ces parcelles boisées, qui ne correspondent pas à l'écosystème naturel des monts d'Arrée, sont toutefois désormais en recul, car les arbres sont parvenus à maturité et progressivement abattus[réf. souhaitée]. La réserve des Landes du Cragou dans la commune de Le Cloître-Saint-Thégonnec a été créée en 1985 par la Société pour l'étude et la protection de la nature en Bretagne (SEPNB-Bretagne vivante) pour éviter l'enrésinement du site.

### Aménagements hydrauliques

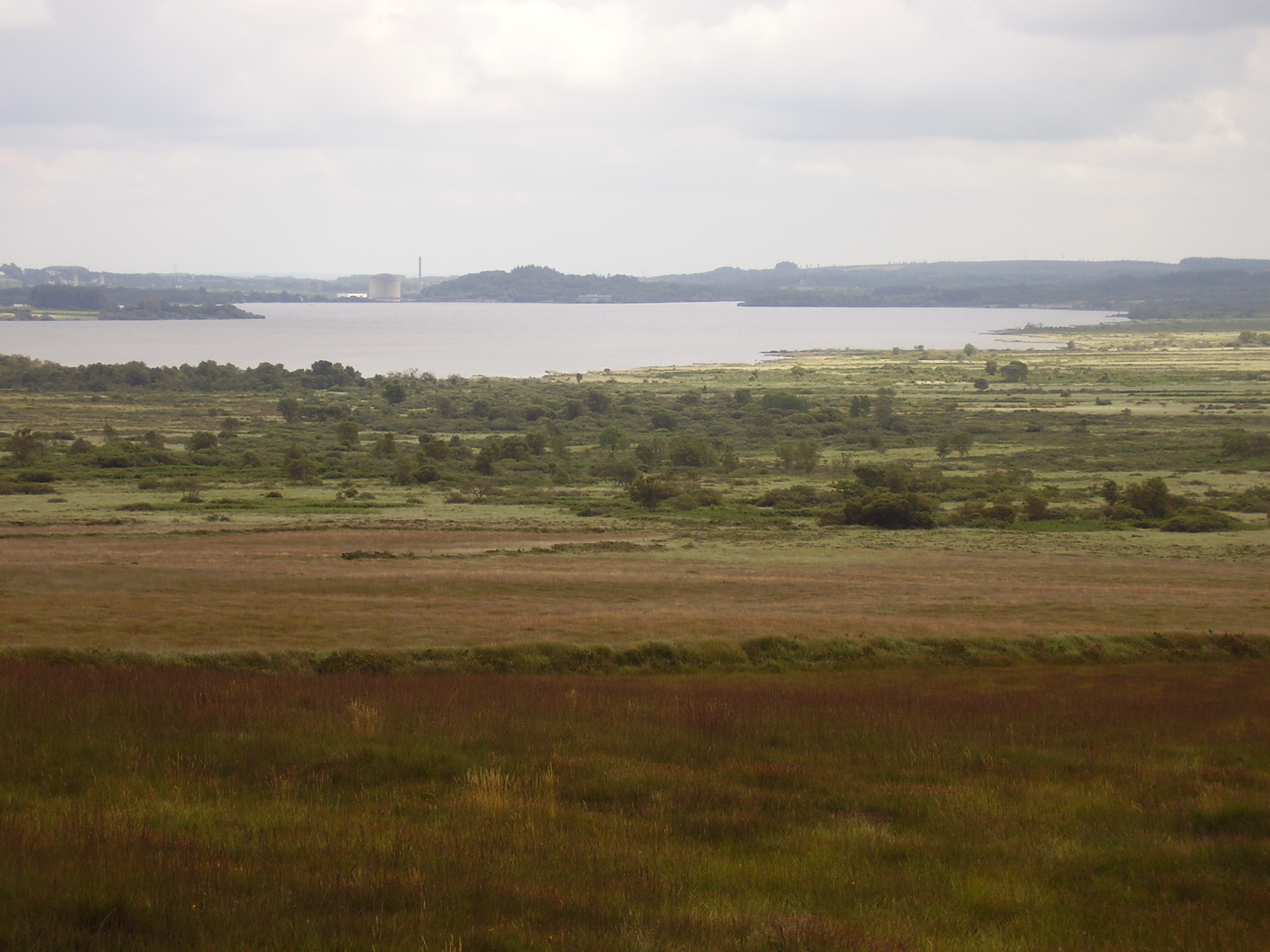
Le réservoir de Saint-Michel, avec, au fond, le site nucléaire de Brennilis.

Mais l’homme n’a pas renoncé à utiliser la Montagne d’Arrée. Deux lacs sont visibles depuis certains sommets des monts d'Arrée : le premier, au cœur même du marais, est le lac dit réservoir de Saint-Michel, en amont du barrage de Nestavel (commune de Brennilis), construit entre 1931 et 1936 pour régulariser le cours de l'Ellez et améliorer la production du barrage hydroélectrique de Saint-Herbot. Ce lac de retenue, d'une superficie de près de 500 hectares, a ennoyé la moitié orientale du marais du Yeun Elez et précipité l'abandon de l'exploitation des tourbières. Sur ses rives s'est implantée la centrale nucléaire des monts d'Arrée, construite à Brennilis entre 1962 et 1967, fermée en 1985 et actuellement en cours de démantèlement. Trois autres cheminées sont visibles, qui correspondent à trois turbines à gaz édifiées sur le même site et qui fonctionnent uniquement aux heures de pointe en cas de risque de rupture d'approvisionnement électrique de la Bretagne occidentale. Ce lac sert aussi désormais à régulariser le cours de l'Aulne, dont l'Ellez est un affluent, pour limiter les inondations dans la région de Châteaulin. Classé « grand lac intérieur », peuplé de brochets, de truites arc en ciel et de truites farios, fréquenté par les pêcheurs, il est peu exploité touristiquement (un camping de bord de lac toutefois à Brennilis).

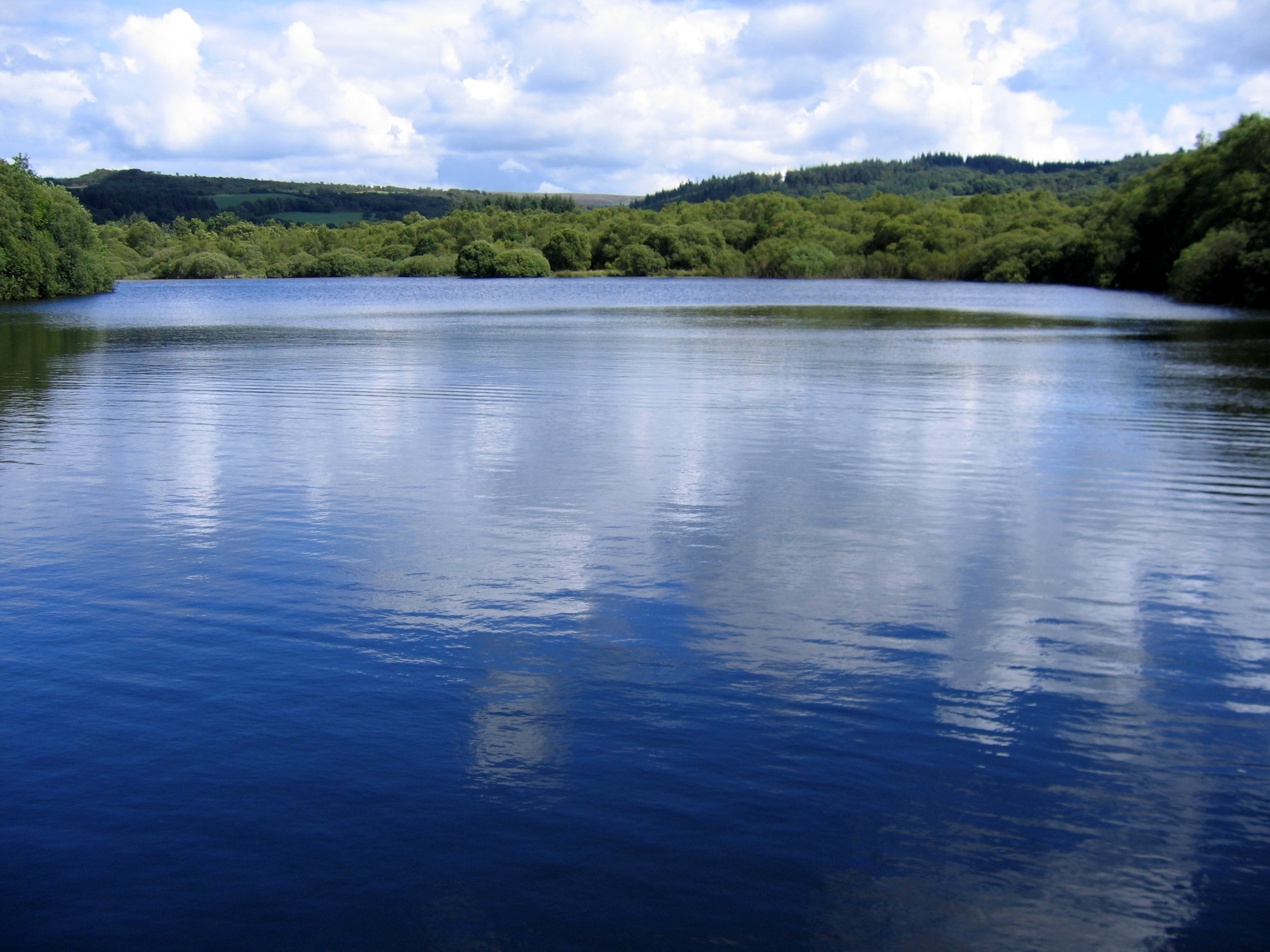
Le lac de Drennec avec la chaîne de l'Arrée en arrière-plan.

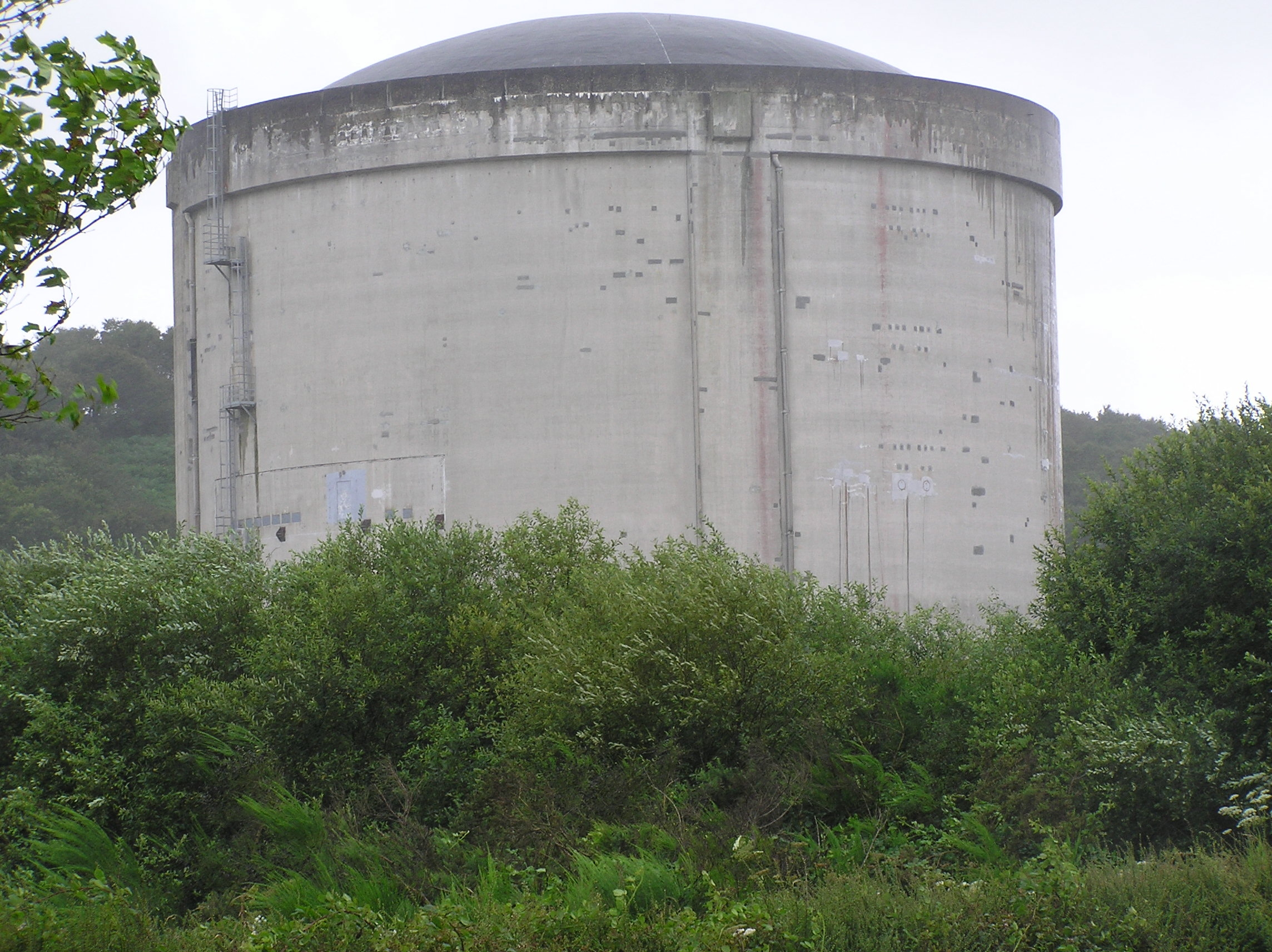
Le réacteur de la centrale nucléaire, en attente de démantèlement.

Le second, au nord-ouest des monts d'Arrée, plus éloigné, est le lac de Drennec : ce lac artificiel, consécutif au barrage du même nom implanté sur la partie amont de l'Elorn, est un lac de stockage d'eau destiné à approvisionner en eau potable l'agglomération brestoise et une bonne partie du nord du Finistère. À la différence du reste de la Bretagne, l'eau y est presque indemne de nitrates. Des activités de loisirs (plage, voile, pêche) s'y sont également implantées.

### Exploitation minérale
Beaucoup d'anciennes carrières de schistes ardoisiers ont été fermées. Les travaux de restauration entrepris par le service des Monuments historiques ont permis le maintien de quelques exploitations produisant des ardoises épaisses, extrêmement résistantes, de teinte gris-bleuté à reflet argenté (connues sous le nom breton de mein menez, « pierres de montagne »). L'exploitation du kaolin, argile banche très pure provenant de la décomposition hydrothermale des feldspaths, subsiste à Berrien et à Loqueffret. C'est désormais la seule richesse minière encore exploitée dans les monts d'Arrée (90 % de la production française de kaolin) depuis la fermeture entre les deux Guerres mondiales des mines de plomb argentifère d'Huelgoat, de Poullaouen et Locmaria-Berrien.

### Constructions
Le patrimoine bâti traditionnel est aussi un témoin du milieu naturel, : longères aux murs de granite, de quartzites ou de schistes parfois mêlés, toits couverts d'ardoises rustiques, dites sur place « de montagne » car de provenance locale, avec des faîtes parfois à lignolet (ardoises sculptées), escaliers extérieurs, maisons « à apotheiz » (maisons à avancées), nombreuses dans les villages de la région, mais illustrées particulièrement par l'écomusée des Monts d'Arrée : Maison Cornec à Saint-Rivoal, Moulins de Kerouat à Commana par exemple. L'apotheiz sert généralement à placer la table, les bancs et un lit-clos formant cloison.
Des maisons à pièce unique (en breton ty-coz) et souvent couvertes de chaume ont existé par le passé, les animaux étant séparés des hommes par une claie. Des lits clos richement décorés avec des clous en cuivre, permettaient une intimité relative. Le banc servait d'armoire et aussi de marche-pied pour entrer ou sortir du lit-clos.

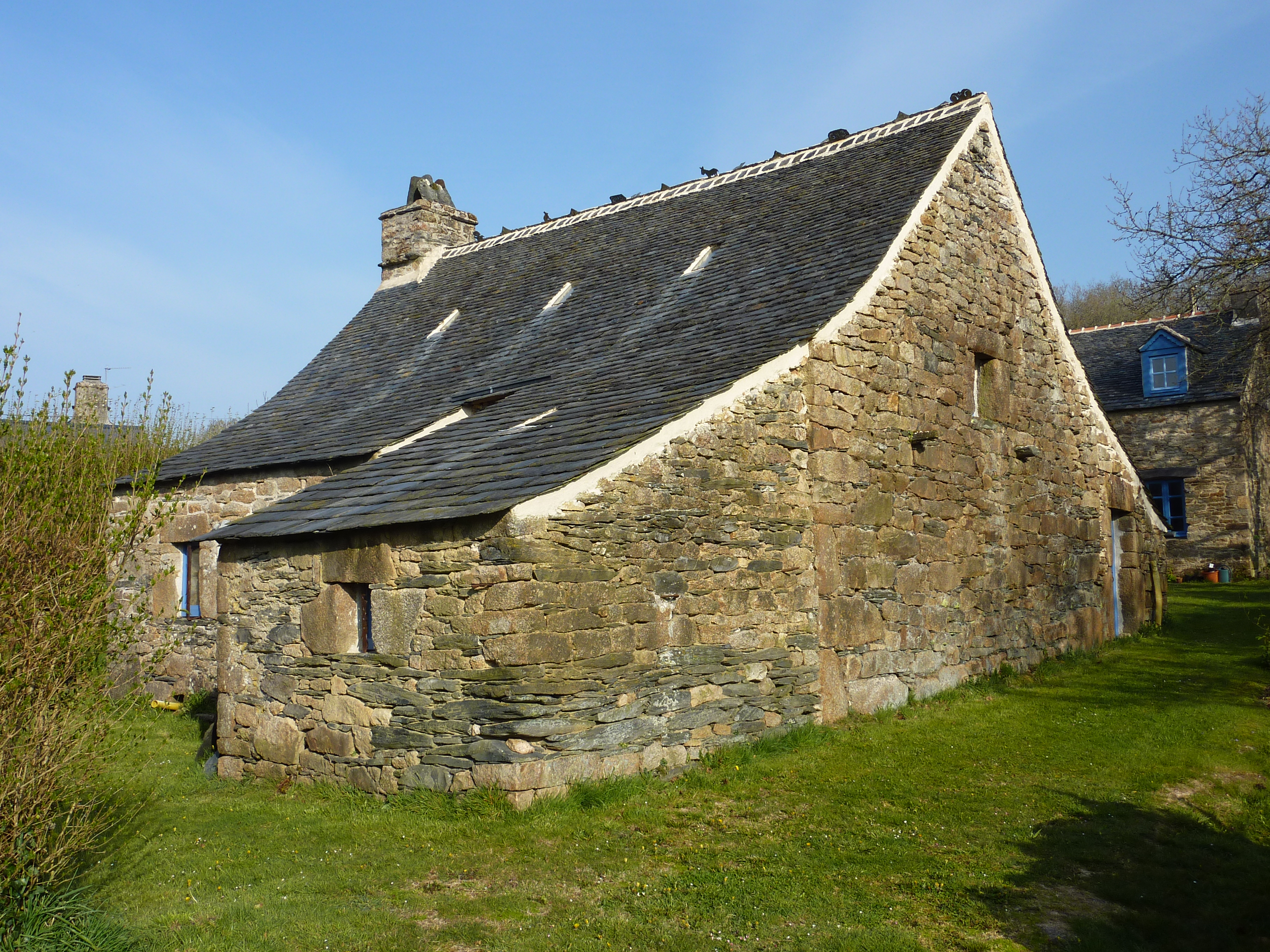
Maison de granite et schiste à toit surmonté d'un lignolet.
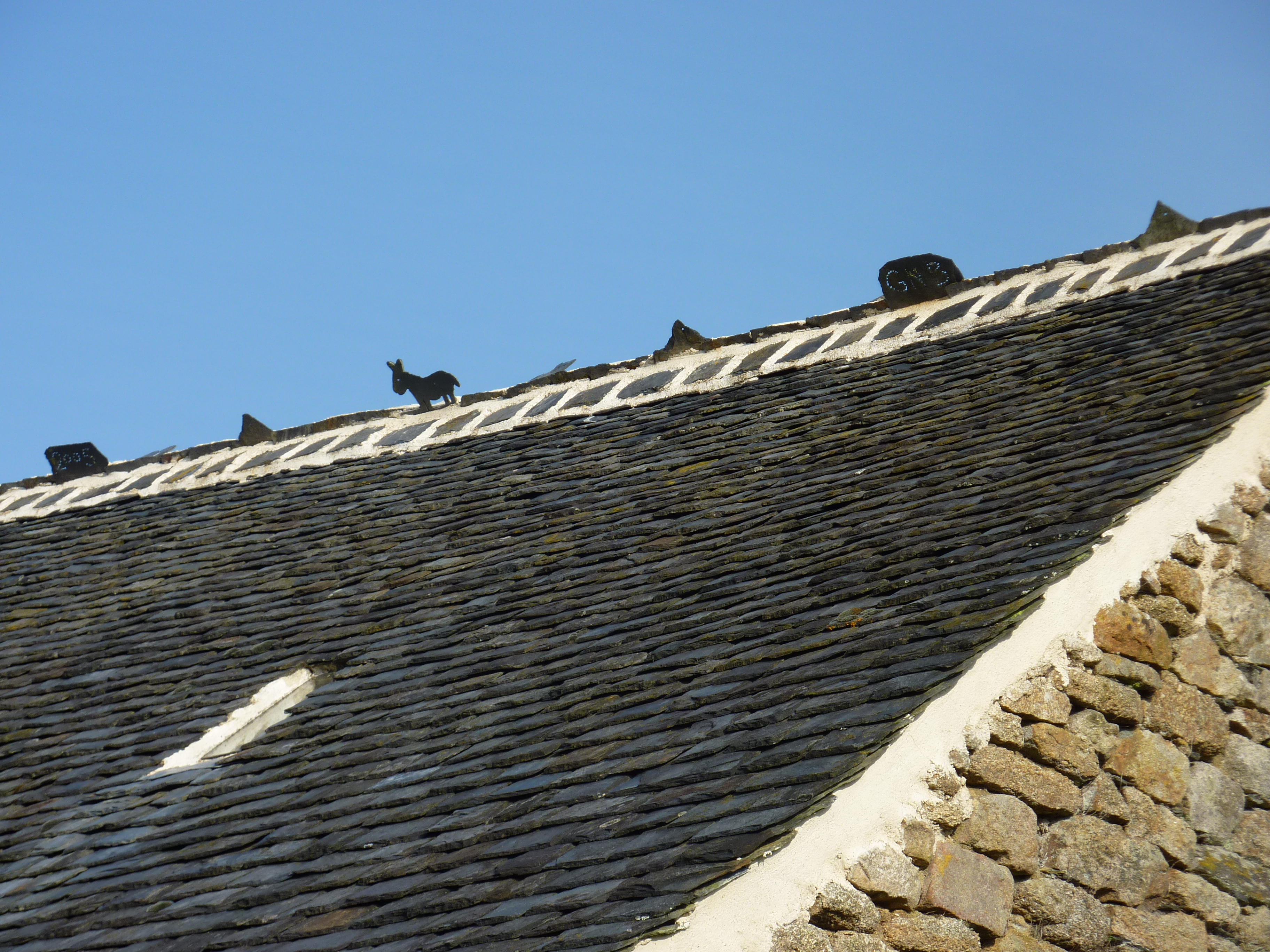
Lignolet en gros plan.
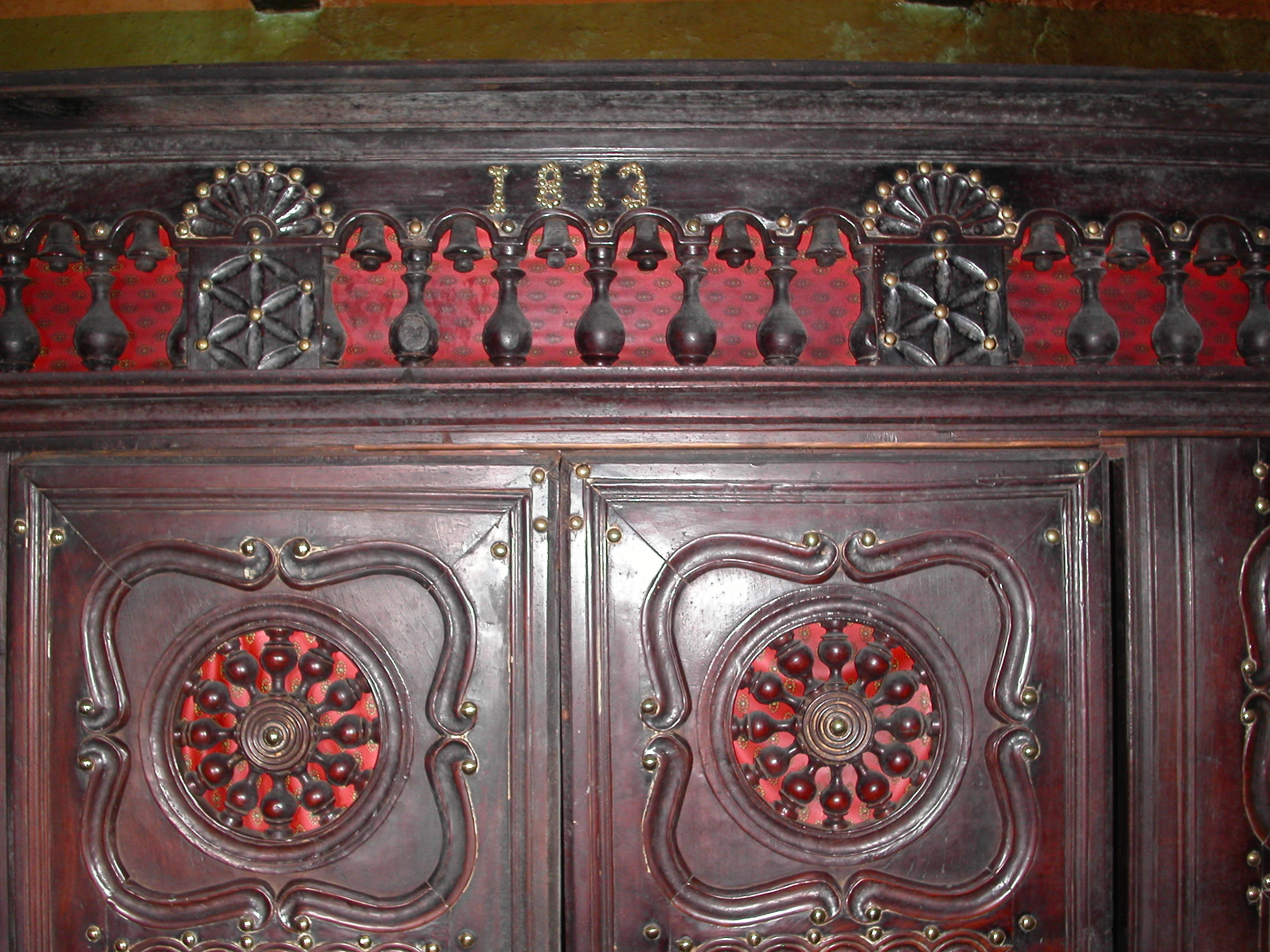
Façade de lit-clos avec ses clous en cuivre.
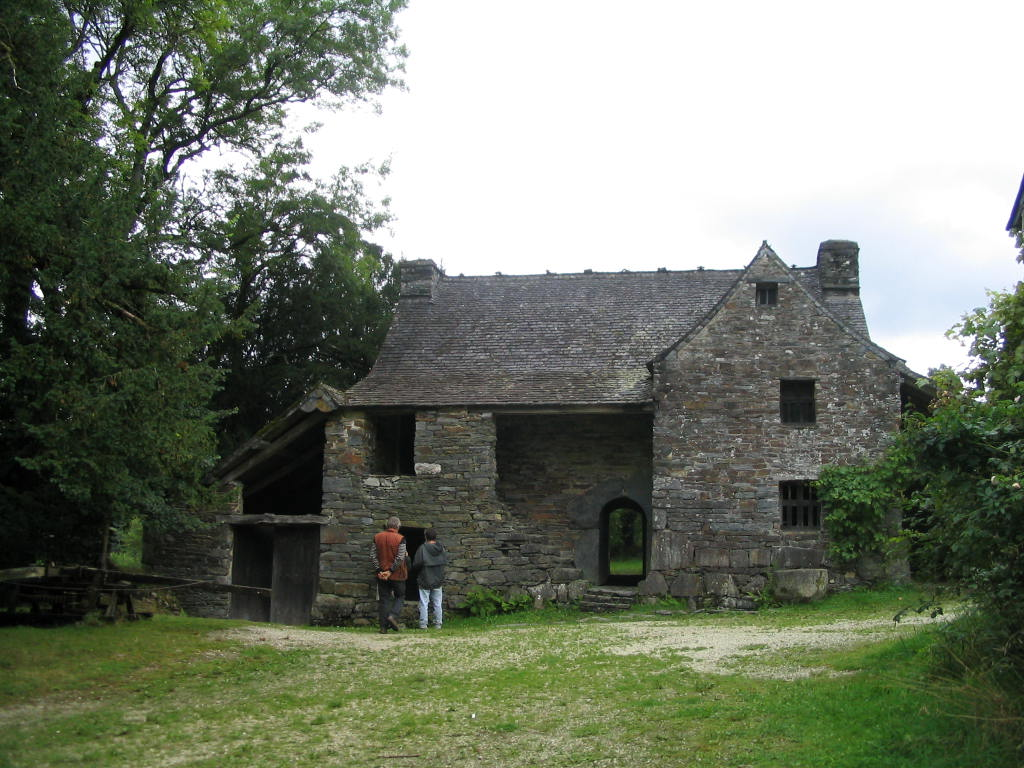
La Maison Cornec, écomusée des monts d'Arrée..
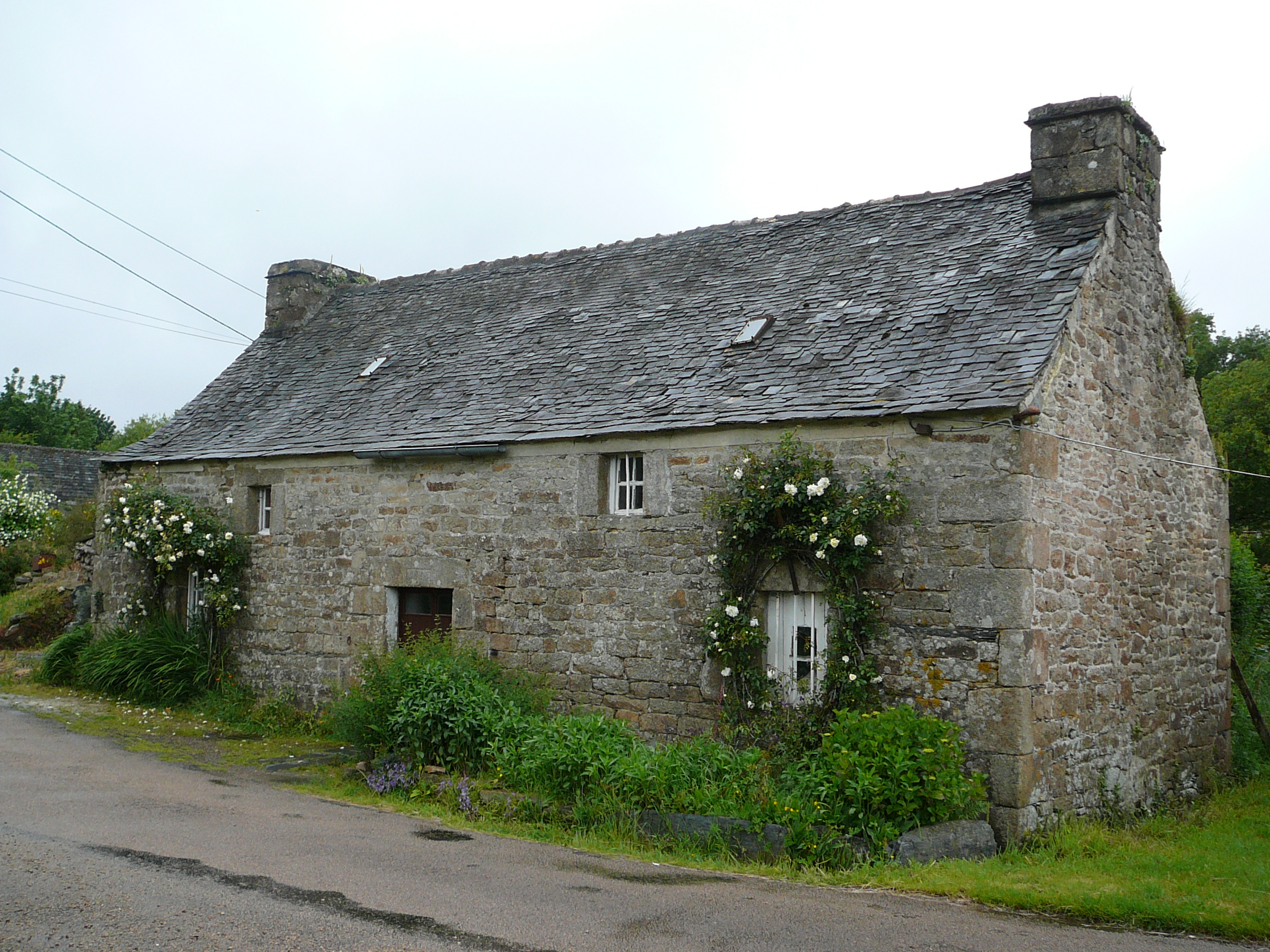
Une longère construite au début du XIXe siècle dans les monts d'Arrée.
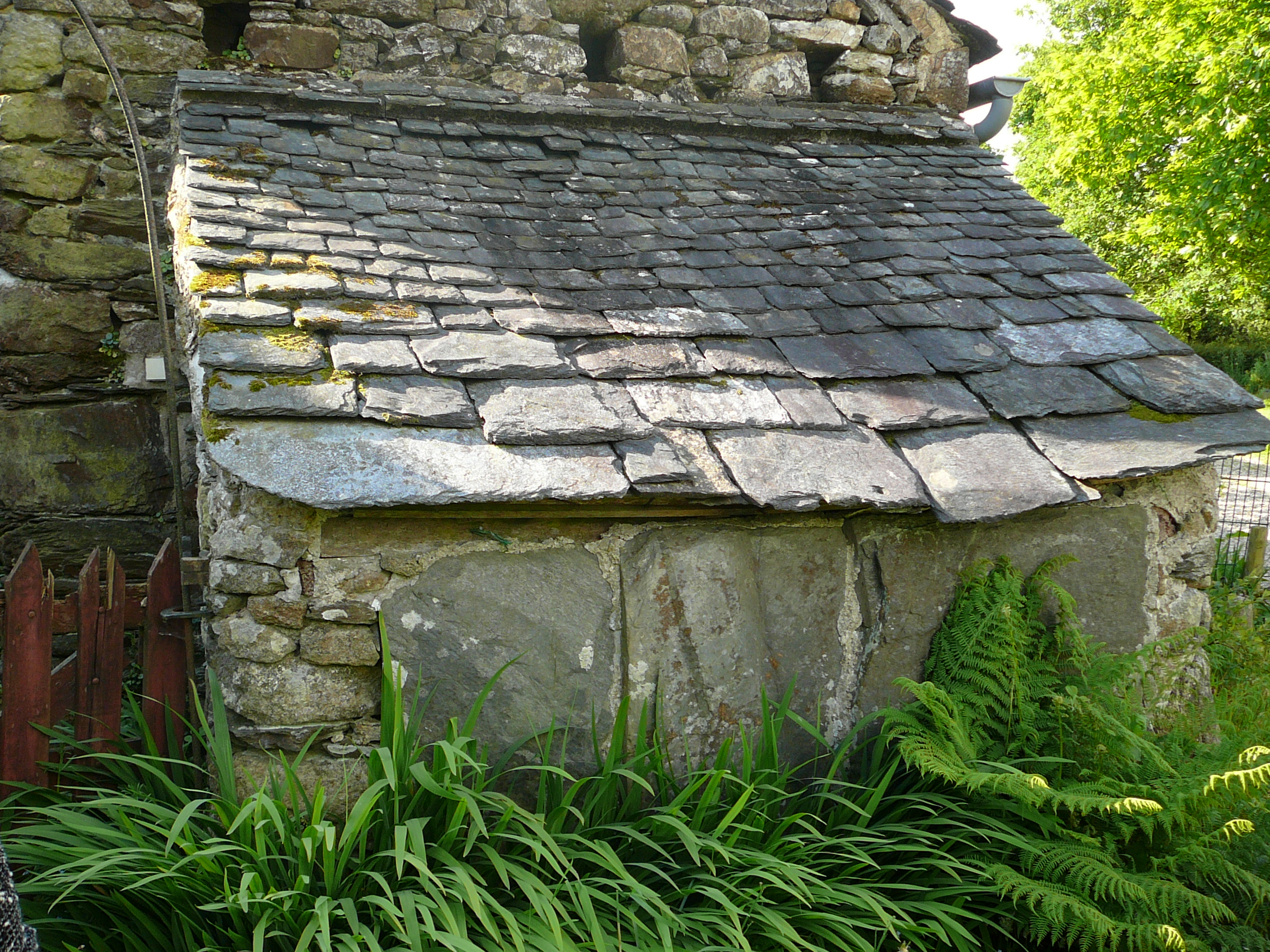
Appentis à mur en schiste ardoisier debout et couvert d'ardoise « de montagne ».
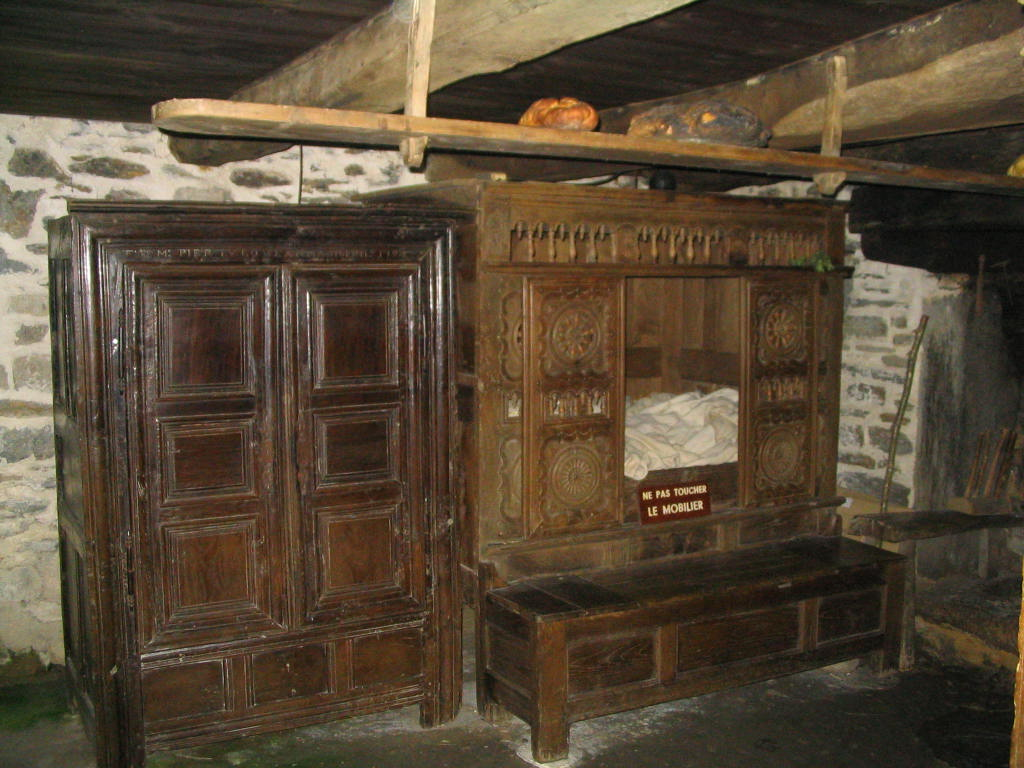
Lit-clos avec son banc et armoire dans la maison Cornec.

### Transports et communications

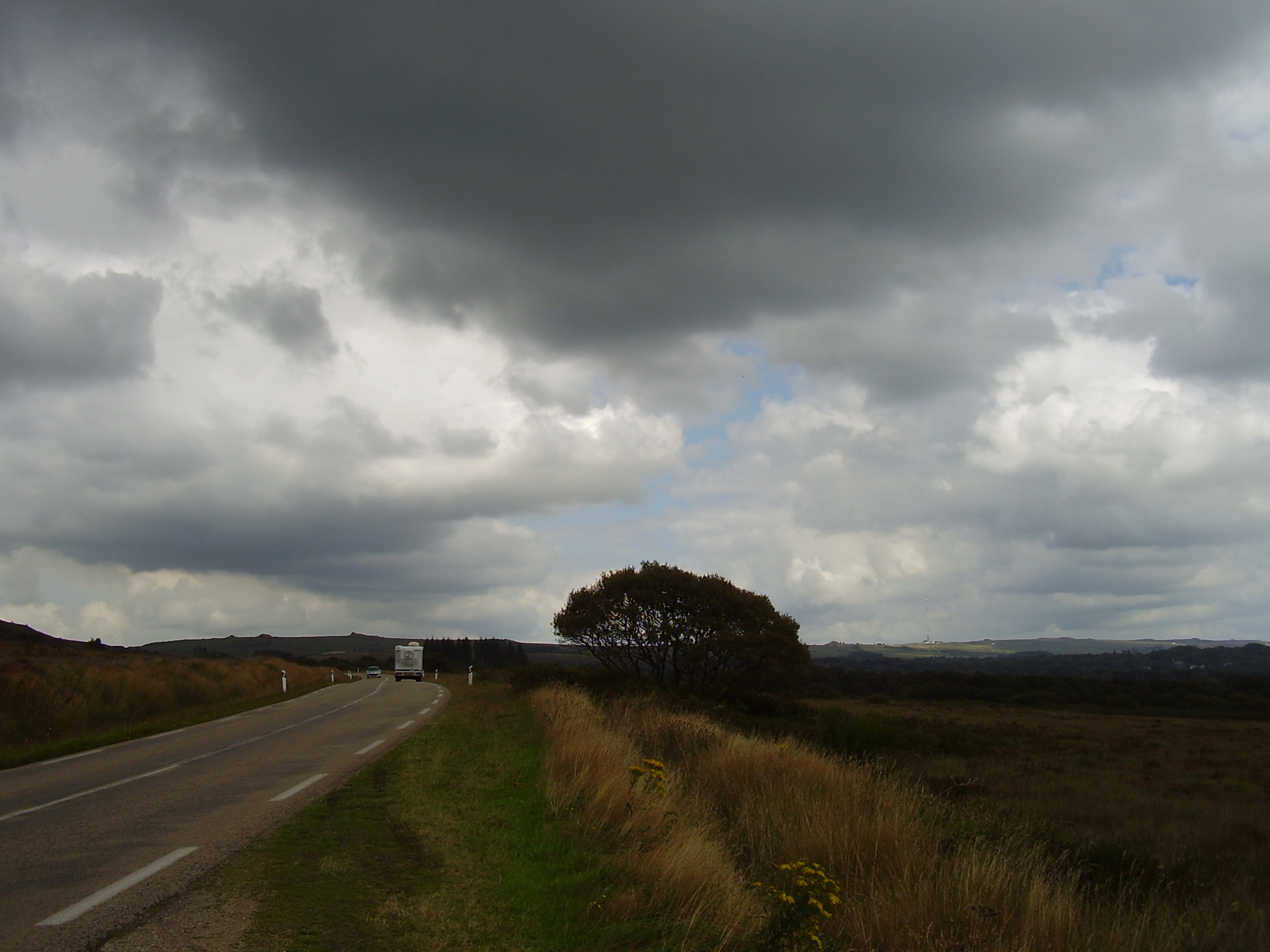
La route départementale 785 longe le mont Saint-Michel de Brasparts et se dirige vers le Roc'h Trédudon.

Le premier aménagement de transport dans les monts d'Arrée fut la voie romaine Vorgium-Gesocribate (Carhaix-Brest) dont l'itinéraire passait depuis le Vieux Tronc en Huelgoat par les hameaux de Pen Menez, le Cloître, Coat-Mocun, Croas-an-herry, le bourg de La Feuillée, puis par Litiez avant de franchir la crête des monts d'Arrée un peu à l'est de l'antenne de télévision du Roc'h Tredudon. Cette voie, baptisée au Moyen Âge Hent Meur croisait alors à Croaz Eneour (la croix a disparu) la voie dénommée Hent Collet, qui allait de Brasparts à Guerlesquin et se confondait un moment sur une partie de son tracé avec le chemin du Comte.
Pendant longtemps, les itinéraires principaux de l'Arrée furent le « chemin du Comte » qui suivait approximativement la ligne de crête de l'Arrée, entre Léon et Cornouaille (une partie de son tracé correspond par exemple à l'actuelle limite communale entre Saint-Rivoal et Sizun) et le Hent Tro Breiz qui allait de Quimper à Saint-Pol-de-Léon via Brasparts et les hameaux de Kernévez en Saint-Rivoal et Roudouderc'h en Sizun (section de Saint-Cadou) qui étaient très sinueux et difficilement carrossables. Ce n'est qu'à la fin du XVIIIe siècle qu'un chemin meilleur est construit qui correspond à l'axe actuel Morlaix-Quimper ; Jacques Cambry parle en 1794 du « chemin déjà commencé de Morlaix à Châteaulin par Braspars : il passeroit aux pieds du mont Saint-Michel ». Il écrit aussi : « La route de Châteauneuf à Plounevez, celle de Plounevez au Huelgoat, sont impraticables en hiver. […] Il y a plus de 20 ans qu’on demande un chemin qui conduise du Huelgoat à Morlaix. Les ponts des environs sont dans un état déplorable ».
Les chemins de la montagne étaient souvent peu sûrs, malheur à celui qui s'y attardait ou s'y perdait : à la brume et aux loups s'ajoutait les détrousseurs de voyageurs et de pèlerins. Certains sont célèbres comme La Fontenelle (voir plus haut) ou Marion du Faouët (1717-1752) qui avait une de ses caches dans la forêt du Huelgoat à la grotte du Diable. L'illustration est faite par les habitants de Botmeur en 1779, adressent cette pétition à leur évêque : « Les habitants du Botmeur sont tous de la paroisse de Berrien, et ils sont éloignés de trois lieues de l’église paroissiale. Ils ont de plus pour s’y rendre les montagnes les plus sauvages et les plus élevées de la Bretagne à traverser. En hiver, elles sont souvent couvertes de neige ; dans les autres saisons elles sont fréquemment enveloppées de brouillards très épais ; dans l’une et l’autre circonstance, les routes, peu battues, sont incertaines et l’on voit des gens du pays s’y égarer même pendant le jour, à plus forte raison pendant la nuit. Comment serait-il possible que les habitants du Botmeur pussent fréquenter pendant une grande partie de l’année sans être surpris par la nuit au milieu des montagnes ? Cet inconvénient est sans doute grand pour les hommes, mais combien l’est-il davantage pour les femmes, les filles et les enfants. » Les transports sont longtemps restés très difficiles dans la région : « Malheur au voyageur dont l'essieu se briseroit dans cette affreuse solitude ! » écrit Jacques Cambry en 1794.

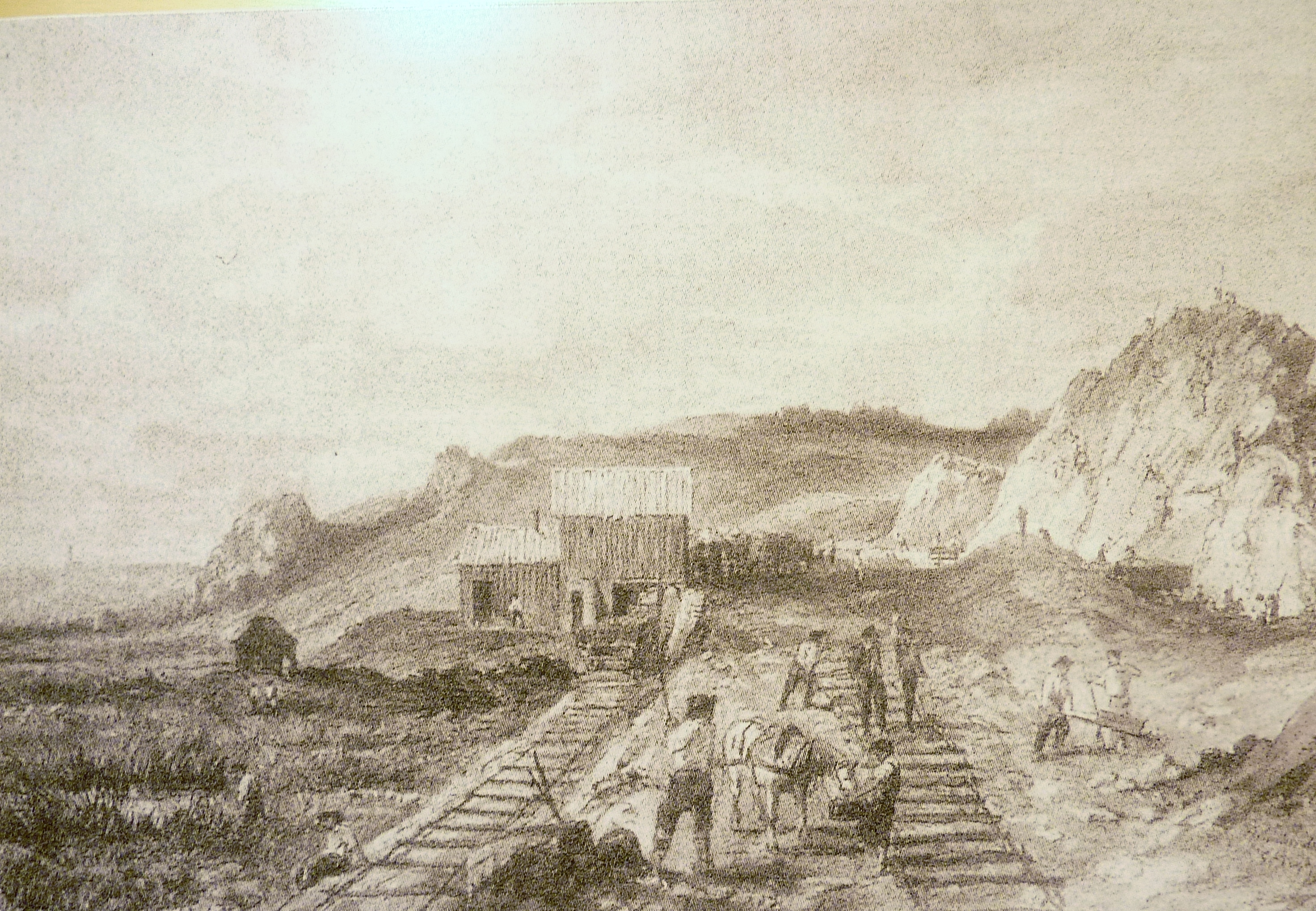
Construction de la ligne de chemin de fer Morlaix-Carhaix en 1885 (dessin d'Edmond Puyo).

« Du bourg de Plounéour-Ménez à Brasparts (...), il y a 20 500 m de distance sans habitation aucune, ce qui souvent, surtout en hiver, est la cause de grands malheurs, on a vu des voyageurs périr sans que personne puisse leur porter secours » écrit l'ingénieur brestois Caron au préfet du Finistère en 1838 ; plusieurs auberges sont créées dans la seconde moitié du XIXe siècle le long de cet itinéraire « montagnard » Morlaix-Quimper, la première Ti Sant Mikel, l'étant en 1844 au pied de la montagne du même nom. La construction de cette première auberge suscita des contestations : les habitants du village de Roquinarc'h en Saint-Rivoal, alors rattaché à Brasparts, se plaignirent dans une lettre au maire de Brasparts des 10 hectares de terres vendus à l'aubergiste qui, selon eux, restreignaient leurs droits traditionnels à l'utilisation du marais du Yeun Elez et notamment de la tourbe. En 1905 encore, Camille Vallaux écrit : « Les issues [terrains et chemins parties communes et propriété collective des habitants d'un hameau] sont neuf mois sur douze d'inextricables fondrières ». L'auberge de Croix-Cassée en Botmeur est la dernière construite en 1903. L'accueil dans ces auberges restait rude, comme l'illustre un témoignage de 1892.
Les aménagements ferroviaires furent plus tardifs : la ligne Morlaix-Carhaix, exploitée par le Réseau breton, desservant l'extrême est du massif (gare de Huelgoat-Locmaria) ouvre en 1891 sur le territoire de Locmaria, alors que celle de Plouescat-Rosporden des Chemins de fer armoricains, ouverte en 1912, traversait les monts d'Arrée, par une boucle allant de Commana à Brennilis via la Feuillée afin d'éviter les tourbières du Yeun Elez. Cette dernière était la gare centrale de la ligne, et un embranchement destiné à expédier la tourbe du marais avait été posé entre Brennilis et Loqueffret. Ce « train-patate » n'avait pas un parcours facile dans les monts : il « affrontait la montagne d'Arrée par le bois de Bodriec à la pente de 13 %. Isaac [le chef du train] demandait aux voyageurs de descendre pour alléger le convoi » ; la ligne ferma dès 1932. À la Feuillée, la gare et la remise à locomotives existent encore, bien que devenus des bâtiments privés. À Brennilis, la gare abrite la station météo, tandis que la ligne est devenue un chemin de randonnée permettant de remonter vers les crêtes.	
Les deux axes routiers principaux traversant les monts d'Arrée sont les routes départementales 785 et 764 (axes Landerneau-Carhaix-Lorient et Quimper-Morlaix).

### Tourisme
Le développement touristique de la région des monts d'Arrée s'est fait très rapidement : dès la deuxième moitié du XIXe siècle Huelgoat, surnommé « le Fontainebleau breton » attire des touristes logés à l'hôtel de France, ouvert en 1906 ou à l'hôtel d'Angleterre, ouvert en 1908. Des écrivains et des artistes y séjournent comme Paul Sérusier ou Gustave Flaubert ; Victor Segalen meurt en 1919 dans la forêt du Huelgoat.
Les points de vue et les spécificités géologiques ont rapidement amené un balisage spécifique, destiné aux visiteurs : le chaos du Huelgoat et les principaux accès aux monts sont équipés de panneaux en béton émaillés datant du début du XXe siècle.
La course cycliste Paris-Brest-Paris, désormais randonnée cyclotouriste, passe par le Roc'h Tredudon[réf. à confirmer].
La création du parc naturel régional d'Armorique en 1969 symbolise la volonté de protection de la nature et le développement d'un tourisme respectueux de l'environnement dans les monts d'Arrée.
Les monts d'Arrée sont parcourus par des chemins de randonnée édités par deux entités distinctes. La fédération française de la randonnée pédestre propose deux sentiers de grande randonnée, le GR 37 et le GR 380, intitulé « Tour des Monts d'Arrée ». Le parc naturel régional d'Armorique propose quant à lui des sentiers à thème pour découvrir cette partie du parc naturel. Des centres équestres proposent des promenades, tandis que l'Equibreizh met à disposition des sentiers balisés.

## Culture populaire

### Contes et légendes
Certains auteurs, tel Jean Markale, pensent que les monts d'Arrée pourraient être le « gaste pays » que les chevaliers de la Table ronde traversèrent dans leur quête du Saint-Graal, mais cela est du domaine de la poésie. Ainsi, la forêt du Huelgoat serait un des restes de la mythique forêt de Brocéliande. Plusieurs sites y portent la marque du roi Arthur : la grotte d'Arthus, le camp d'Arthus, etc.
Le Yeun Elez, et en particulier les zones de tourbières du Youdig, seraient une des portes de l'Enfer, où les trépassés et les conjurés seraient amenés,.
Tous les mille ans, le mont Saint-Michel de Brasparts s'ouvrirait pour découvrir un saint de pierre aux pouvoirs fabuleux.

### Les monts d'Arrée dans la fiction
L'Ankou, album de Spirou et Fantasio dessiné par Jean-Claude Fournier, se passe au Guelhoat (anagramme de Huelgoat) et dans les monts d'Arrée, principalement autour de la centrale de Berniliz (Brennilis).
Une séquence du film de Christophe Honoré Non ma fille tu n'iras pas danser, mettant en scène un vieux conte breton, a été tournée dans les monts d'Arrée, autour de la chapelle Saint-Michel.
L'action du roman de l'auteur français Niko Tackian, La Lisière, paru en 2023, se déroule dans la région des monts d'Arrée.

#### Sources
- Eliane Faucon-Dumont et Georges Cadiou, Huelgoat et les monts d'Arrée : Les rebelles de la montagne, éditions Alan Sutton, mars 2008 (ISBN 978-2-84910-738-6)
- Maurice Le Lannou, Itinéraires de Bretagne – Guide géographique et touristique, 1930
- Max Derruau, Précis de géomorphologie, Masson, éditions multiples
- Henri Moreau, cours de géographie en classes préparatoires littéraires (non publié)[source insuffisante]
- Publications du parc naturel régional d'Armorique
- Carte IGN au 1:25 000e no 617 ouest - Plonévez-du-Faou - Roc'h Trédudon

#### Autres parutions
- Gilles Pouliquen et Lan Tanguy, Bretagne des hautes terres - Monts d'Arrée, 1953 ; réédition Coop Breizh, 2004 le photographe G. Pouliquen a pris, durant 30 ans, de nombreuses photographies autant des paysages bretons que des habitants, des intérieurs de maisons, des fêtes de village, des scènes de nuit… Ces clichés sont accompagnés de poèmes de L. Tangi, fondateur de Roudour, organisme de formation en langue bretonne.
- François Mallégol, Orages de guerre sur l'Arrée, Skol Vreiz, 2009 Il est surtout question du Cloître-Saint-Thégonnec
- Michel Penven, Glaoda Millour, François Joncour. Son parcours en centre Finistère, Association Sur les traces de François Joncour, 1997
- Joël Guyomarc'h, Les routes de ma vie. De La Feuillée au Paris-Dakar, de Pékin à la centrale de Brennilis, récit de vie recueilli et rédigé par Anne Guillou  (ISBN 2-9507592-5-4) : la vie d'un feuillantin témoin de l'arrivée de la modernité dans les monts d'Arrée dans les années 1960
- Pierre Marie Mallegol, Miettes de vie aux portes des Monts d'Arrée, Emgleo Breiz, 2009
- Yves Le Febvre, Clauda Jegou, paysan de l'Arrée, édition Slatkine, 1981

### Vidéographie
- Monts d'Arrée, le chemin des brumes, la cinémathèque de Bretagne, éditions Coop Breizh, 2012
- Le Chemin des brumes, documentaire de Xavier Liébard, 2002,
- Les Monts d'Arrée - Finistère, un film pédagogique de 1956 de Lucien Tronel et Marcel Gautier
- Terre de Luttes, documentaire d'archives de Xavier Liébard, montage d'archives tournées entre 1928 et 2001